# 오 사다하루
오 사다하루(일본어: 王 貞治, 병음: Wáng Zhēnzhì 왕전즈[*], 1940년 5월 20일~)는 일본 도쿄부 도쿄시 혼조구(현: 도쿄도 스미다구 혼조)에서 태어난 중화민국 국적의 전 프로 야구 선수이자 야구 지도자, 야구 해설가·평론가이다. 후쿠오카 소프트뱅크 호크스 주식회사 대표이사 회장 및 소프트뱅크 구단 특별 어드바이저, 일본 프로 야구 명구회 고문 등을 맡고 있다.
현역 시절에는 요미우리 자이언츠를 대표하는 중심 타자로서 활약을 했고 은퇴 후 1981년부터 1983년까지 요미우리 조감독, 1984년부터 1988년까지 요미우리 감독, 1995년부터 2008년까지 후쿠오카 다이에 호크스·후쿠오카 소프트뱅크 호크스의 감독을 역임했다. 2006년에는 제1회 월드 베이스볼 클래식 일본 국가대표팀 감독을 맡았다.
1977년에 일본 정부가 수여하는 국민영예상의 첫 번째 수상자(현재도 외국 국적에서의 유일한 수상자)이며, 2010년 10월 26일에는 문화공로자로 선정됐다.
세계 기록에 해당되는 정규 시즌 통산 868개의 홈런을 기록하며 요미우리의 V9 달성에 기여했다.

## 개요
‘외다리 타법’(一本足打法)으로 불리는 독특한 타법으로 통산 홈런수, 당시 시즌 홈런 개수의 일본 기록을 수립하는 등 ON포로서 막강한 타격력으로 팀에 기여하였고 나가시마 시게오와 함께 요미우리 자이언츠의 ‘V9’ 황금 시대 주역으로서 국민적인 인기를 자랑했다. 사다하루가 기록한 통산 홈런 868개는 행크 에런이 보유하고 있던 당시의 메이저 리그 통산 홈런 기록인 755개를 넘은 세계 최다 홈런 기록을 수립한 것 외에도 수많은 일본 프로 야구의 대기록을 남겼다(기록에 대해서는 상세 정보를 참조).
나카지마 하루야스, 노무라 가쓰야에 이어 NPB 역대 세 번째인 센트럴 리그 첫 3관왕 달성자이며 세계 기록인 정규 시즌 통산 홈런 868개를 기록하며 요미우리 자이언츠의 V9 달성에 기여했다. 시즌 볼넷(158개), 시즌 고의사구(45개), 시즌 출루율(0.532), 시즌 OPS(1.293), 통산 득점(1,967득점), 통산 루타(5,862루타), 통산 타점(2,170타점), 통산 볼넷(2,390개), 통산 고의사구(427개), 통산 출루율(427개), 통산 출루율(0.446), 통산 장타율(0.634), 통산 OPS(1.080) 등의 NPB 기록 보유자이다. 블라디미르 발렌틴, 무라카미 무네타카에 이은 NPB 역대 3위인 시즌 최다 홈런 기록 보유자이다(55호, NPB 아시아인으로서는 무라카미에 이어 NPB 역대 2위). NPB 최다 기록이 되는 홈런왕 15회, 타점왕 13회, 최다 출루수(현: 최고 출루율) 12회를 획득했고 일본 프로 야구 최다 기록인 최우수 선수를 9회 수상했다. 또한 센트럴 리그 최다 기록인 베스트 나인도 18회 수상했다. 그리고 센트럴 리그 최초로 최다 출루수를 획득, 센트럴 리그 최초의 1루수 부문 다이아몬드 글러브상(현: 미쓰이 골든 글러브상)을 수상했다.
현역에서 은퇴한 이후에는 요미우리, 후쿠오카 다이에·소프트뱅크 호크스에서 감독을 역임하는 등 지도자로 활동했으며 2008년 시즌 종료와 동시에 소프트뱅크의 감독직에서 물러나면서 소프트뱅크 구단 최고 고문으로 발탁됐고 2009년 1월 1일부터는 이사회 회장으로 있다. 2006년에는 제1회 월드 베이스볼 클래식 일본 국가대표팀의 감독을 맡아 팀의 우승을 이끌었으며, 2009년의 제2회 대회에서는 감독 자문역, 2013년의 제3회 대회에서는 특별 고문을 맡았다.
요미우리 시절 등번호 ‘1’번은 요미우리 감독으로 퇴임한 이듬해인 1989년부터 영구 결번으로 지정돼 있고 다이에·소프트뱅크 감독 시절 등번호 ‘89’번은 감독 퇴임한 이듬해 2009년부터 준영구 결번으로 취급되고 있다. 1994년에는 ]일본 야구 전당에 헌액됐다.
현재 소프트뱅크 구단 대표이사 회장 종신 GM, 일본 프로 야구 조직(NPB) 커미셔너 특별 고문, 요미우리 자이언츠 OB회 고문(2014년까지 회장), 일본 프로 야구 명구회 고문, 세계 소년 야구 대회를 주최하는 세계 소년 야구 추진 재단 이사장, 외무성에서 위촉된 야구 특별 대사, 규슈 국립박물관 평의원 등을 맡고 있다.
중화민국 2등 경성훈장이 수여된 것을 비롯해 도쿄도 명예도민, 스미다구 명예구민, 메구로구 명예구민, 후쿠오카시 명예시민, 미야자키시 명예시민, 중화민국 타이난시 명예시민·가오슝시 명예시민·타이베이시 명예시민으로도 선정됐다.
‘세계의 오’(世界の王), ‘왕 짱’(ワンちゃん) 등 다수의 별명도 갖고 있다.

## 인물

### 어린 시절
도쿄부 도쿄시 혼조구(현: 도쿄도 스미다구)에서 중화민국 국적의 오 시후쿠(王仕福, 왕스푸, 1901~1985, 저장성 리수이시 칭톈현 출신, 1922년에 일본으로 건너감),  일본인 토미(登美, 1901~2010, 도야마현 도야마시 출신) 사이의 차남으로 태어났다.
1940년 5월 10일에 이란성 쌍둥이의 남동생으로 태어났지만 호적상의 출생일은 5월 20일이다. 실제 출생일과 호적상의 출생일이 다른 이유로 여러 가지 설이 있지만 출산 때에도 울지 않을 정도의 미숙아였던 탓에 부모가 ‘이 아이는 오래가지 않을 것 같다’고 판단해 출생 신고서 제출을 미루고 있었다고 자신의 저서인 《더 멀리! 나의 이력서》에서도 밝혔고 출산 당시에는 가사 상태에서 그 후에도 병약해서 부모도 무척 걱정했다고 한다. 사다하루는 “3살 때까지 서는 것조차 힘들었고 4살 때에 겨우 튼튼하게 자랄 수 있었다”라고 말했다.
6남매의 차남이자 큰형은 데쓰조(鉄城), 큰누나는 유키에(幸江), 작은 누나는 준코(順子), 같은 날 태어난 쌍둥이 누나 히로코(廣子, 1세 3개월에 사망), 막내 동생인 요시코(佳子)는 몇 달 만에 사망했기 때문에 결국은 막내로 자랐다. 태평양 전쟁 중에 사다하루 일가는 어머니의 옛 성 ‘도즈미’(當住)를 사용했던 적도 있었다고 한다.
당시에는 이방인의 아이는 따돌림을 당하는 일이 많았지만 사다하루가 말하길 “나는 중학생 시점에서 키가 175cm 전후였기 때문에 실제로 어깨도 넓었다. 더 사실적인 이야기를 하자면 호전적이어서 싸움을 좋아해 강하다고 인정받았다. 그러니까 괴롭힘을 당하지 않았다” 라고 술회했다. 그러나 저서인 《더 멀리! 나의 이력서》에서는 중화요리 라멘점 ‘고주반’(五十番)을 경영하는 아버지 시후쿠는 부지런한 성격을 가진 사람으로 동네의 통합과 이웃 간의 교류가 좋았던 것이 아버지 덕분이라고 기술했다.
초등학생 시절엔 당시의 요코즈나였던 요시바야마 준노스케에게서 ‘스모 선수가 돼라’고 권유할 정도로 스모에 강했다. 그리고 혼조 중학교에서는 육상부와 탁구부에 소속된 적이 있다. 야구와의 만남은 아직 어렸을 때 신사의 경내나 또는 골목에서 하던 동네 야구였다. 본격적인 야구를 시작한 것은 게이오기주쿠 대학 의학부에 입학하여 야구부에 들어간 형인 데쓰조의 권유로 야구부 합숙에 갔던 일을 계기로 초등학교 4학년 때 반 친구와 함께 팀을 만들었다. 턱걸이도 불가능했고 팔씨름도 약한 아이였지만 야구는 곧잘 하면서 투수로 4번 타자 역할을 했다. 1953년에 스미다 구립 나리하라 초등학교를 졸업했지만 진학한 구립 혼조 중학교에는 야구부가 없었고 지역의 동네 공장 아저씨가 만든 고등학생 주체의 야구 클럽인 ‘우마욘 케이프하츠’에 중학생이면서도 팀에 들어가면서 잠깐동안 그 클럽에서 자신보다 연상의 체격이 큰 상급생과 부대끼며 활동했었다. 그리고 똑같이 이 팀에 들어온 같은 중학교의 친구는 포수를 맡고 있었고 그 후 ‘여기 중학교엔 대단한게 있는 것 같다’라는 소문이 퍼져서 어느 날 혼조 중학교에 도쿄도 야구 대회 초청장이 날아와 혼조 중학교에서 어떻게든 멤버를 모아 급히 참가하게 됐다. 투수와 포수 외에는 아마추어였지만, 우왕좌왕하는 사이에 대회에서 우승하여 도쿄도 대회에서는 2차전에서 패했으나 배터리가 확실하면 야구가 된다는 것을 실감했다.

### 아라카와 히로시와의 만남

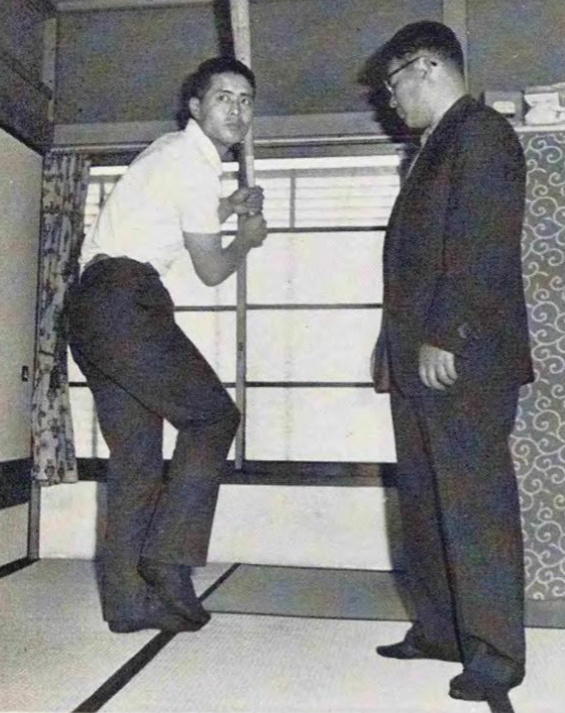
아라카와 히로시의 자택에서 오 사다하루(왼쪽)와 아라카와

고등학생과 사회인들로만 구성된 우마욘 케이프하츠의 우마욘은 ‘스미다구 우마야바시(厩橋) 4번가’(현: 스미다구 혼조)에서, 케이프하츠는 당시 1950년에 사회인 야구팀 대표와 맞붙기 위해 일본에 온 미국 팀의 이름을 빌린 것이었다. 그리고 이 팀에서 훗날 사다하루의 코치이자 스승이 되는 아라카와 히로시와의 만남이 있었다.
구립 혼조 중학교 2학년이던 1954년 11월 말에 스미다 공원 이마도 그라운드에서 우마욘 케이프하츠의 경기에 참가하다가 2타석 범타로 물러난 뒤에 자전거로 지나던 낯선 아저씨가 혼자서 불쑥 끼어들었다. 당시 마이니치 오리온스의 현역 선수였던 아라카와였는데 자신이 키우고 있는 애완견과 함께 산책하고 있을 때 지나가다가 우연히 사다하루가 참가하는 야구 경기를 지켜보고 있었던 것이다. 경기를 지켜보고 있던 아라카와는 당시 우타자였던 사다하루에게 “왜 너는 왼손으로 던지는데 오른쪽에서 치냐?”고 묻자, 사다하루는 “그것은 아버지께서 젓가락과 연필, 계산하는 것은 오른쪽으로 하라고 하셔서 방망이도 오른쪽에서 치지 않으면 아버지께 꾸중을 들을까봐….” 라고 대답했다. 원래 좌타자였던 아라카와는 “지금의 야구는 왼손잡이의 선수에겐 희소가치가 있는데 너는 일부러 오른쪽에서 치다니 아까운 이야기이다….” 라고 말했다.
그 이야기를 들은 사다하루는 곧바로 왼쪽으로 치는 것을 실행에 옮겼는데 좌중간을 라이너 타구로 가르는 2루타를 쳤고 이후에는 왼쪽에서 칠 수 있었다. 아라카와는 그 때 사다하루의 인상을 다음과 같이 말했다.

얼마나 순수했던 소년이라고 생각했다. 보통은 경기 중에 우타자에서 좌타자로 바꾸는 일을 남이 시켰다고 해서 바꾸지 않는다. 그것을 단번에 바꾸는 것은 대단하다.
 — 아라카와 히로시
또한 사다하루는 중학생임에도 조숙한 신체를 갖고 있어서 신장은 176cm였는데 당시의 젊은 선수로서는 장신이었다. 사다하루의 소질을 인정한 아라카와는 “너는 지금 몇 학년이야?”라고 물었는데 사다하루는 “2학년입니다”라고 대답하자, 아라카와는 고교생으로 착각해 “그런가, 그럼 와세다 대학(아라카와의 모교)은 어떠냐?”라고 권했다. 그러자 사다하루는 “네, 그렇게 하면 좋은데 그 전에 고등학교에 가지 않으면”이라고 대답해 아라카와는 “2학년생이라는 것은 중학생이었던가”라고 놀라움을 감추지 못했다고 한다.
훗날 사다하루는 “아라카와의 말에 의하면 최초의 오른쪽 2타석은 잘 봐줄 만한 것이 아니고 좌타로 진행한 것은 자기가 왼쪽으로 던지고 있었기 때문이어서 깊은 의미는 아니었다곤 하지만 이건 내 인생의 전환점이 된 것은 틀림없다”라고 저서에서 밝혔다. 이제 고등학교 진학을 앞두고 ‘장래는 기사’라는 아버지가 원하는 미래가 머릿 속에 있어서 공부에만 전념할 생각이었다. 이 때에는 “아라카와가 있던 와세다 실업고등학교 야구부에 들어가 이후 요미우리 자이언츠에 입단하면서 이렇게 아라카와 코치와 재회하는 등의 일은 꿈에도 없었다”라는 것이었다.
아버지인 시후쿠는 자신의 출신지에 의사와 전기가 전혀 없었기 때문에 장남인 데쓰조를 의사로, 차남인 사다하루를 전기기술자로 키워 형제 모두가 모국으로 돌아가 일해 주었으면 한다고 생각하고 있었다. 사다하루는 진학이 잘 되는 학교인 도립 료고쿠 고등학교 입학 시험을 목표로 했지만, 담임 교사로부터 조금 위험하다는 조언을 받았고 마찬가지로 ‘도립 스미다가와 고등학교라면 어떨까’하여 사다하루 자신을 비롯한 동기 두 명과 함께 응시했다. 그런데 합격선에서 아슬아슬하게 넘었던 한 사람만이 합격하면서 먼저 여유있게 응시한 두 사람(사다하루도 포함)이 모두 떨어지는 결과를 낳게 되면서 큰 충격을 받았다. 거기에서 아라카와 히로시의 모교인 와세다 실업고등학교(상업과)에 진학하게 됐다. 당시 스미다가와 고등학교에는 경식 야구부가 없어 후에 사다하루는 이 입학 시험에 낙방한 것을 “인생의 큰 분기점의 하나”라고 회상했다. 또한 아라카와 히로시와의 만남이 없었더라면 도립 스미다가와 고등학교 입학 시험에 낙방한 후 야구를 하자고 마음먹고 와세다 실업고등학교에 갈 일도 없었으며 요미우리의 입단도 없었을 것이라고 말했다.

### 와세다 실업고등학교 시절

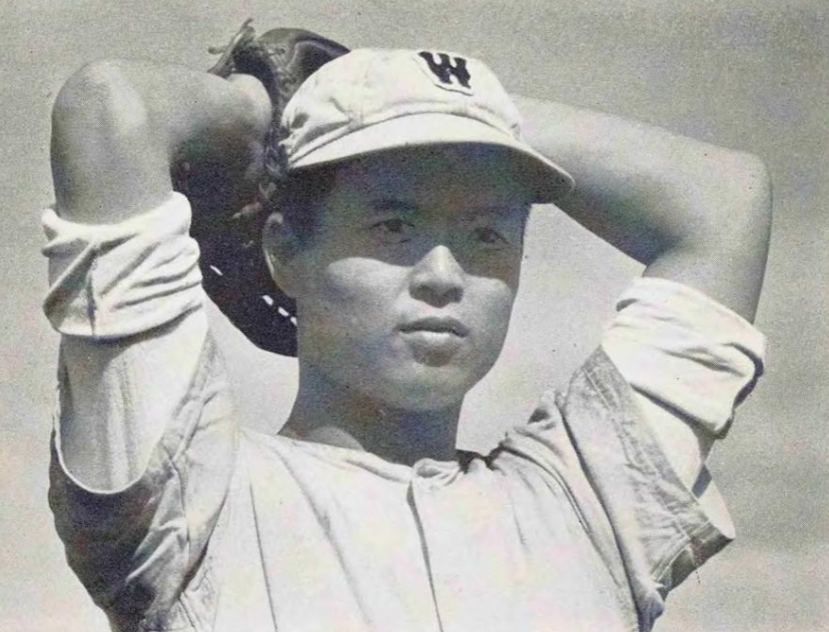
와세다 실업고등학교 시절의 오 사다하루

와세다 실업고등학교 야구부와는 사다하루가 중학교 시절에 소년 야구팀인 ‘우마욘’ 멤버들과 함께 훈련에 참가한 적도 있다. 이때 구보타 다카유키 총감독·미야이 가쓰나리 감독과도 만났고, 중학생 답지 않은 왼손잡이 투수로 이름이 알려지게 됨에 따라 입단 권유도 있었다. 그 외에도 메이지 고등학교와 니혼 대학 제3 고등학교 등 당시 강호교에서도 권유가 있었지만 처음으로 말을 걸어 줬던 와세다 실업고등학교에 대해 감사하다는 생각을 갖고 있었다. 그래서 와세다 실업고등학교에 입학하자마자 곧바로 야구부에 들어갔다.
이 때의 야구부에는 3학년으로 훗날 고쿠테쓰 스왈로스에 입단한 도쿠타케 사다유키, 마이니치 오리온스에 입단한 다이고 다케오가 있었다. 그리고 입단한지 불과 한달 후인 5월에는 3학년 에이스인 오이 다카오를 대신해서 1956년 춘계 간토 대회 도쿄도 예선 결승전에 선발 등판했다. 같은 해 춘계 선발 대회(제28회 선발 고등학교 야구 대회)에서 에이스 나미키 데루오를 앞세운 니혼 대학 제3 고등학교를 4대 0의 완봉승을 거뒀다. 이 경기 직후 팀 승리에 대한 기분이 도취되면서 글러브를 높이 던지며 기뻐했지만 후에 경기를 관전하러온 형 데쓰조에게서 “너는 홈런을 맞은 상대방의 심정을 생각해 본 적이 있냐”라고 꾸중을 들었고 아버지인 시후쿠도 긴장을 늦추지 말라는 충고를 받았다. ‘일본에 와서 일본에서 살아가고 있다’라는 것을 잊지 말고 우쭐한다든지 화를 낸다든지 하여 남에게 반감을 사는 일이 가장 해서는 안 될 일이라는 것을 새삼 깨닫게 됐다고 한다. 사다하루는 그 이후로 기쁠 때나 눈물을 흘리는 일에도 감정을 드러내지 않게 됐다. 춘계 간토 대회 준결승에서도 다카사키 고등학교(군마현)에게 완봉승을 했고 결승전에서는 오이가 등판하여 가나가와 쇼코 고등학교(가나가와현)를 누르고 우승을 이끌었다.
2개월 후, 하계 고시엔 대회 도쿄도 예선에 출전하여 사다하루는 좌익수 겸 예비 투수로 선발 명단에 들어갔다. 1학년이면서도 3번·도쿠타케, 4번·다이고 다음으로 타순이 5번으로 되면서 1학년 여름부터는 주전으로 들어갔다. 준결승전에서는 당시 와세다 실업고등학교의 최대 라이벌인 메이지 고등학교(이 때의 에이스 투수는 무라타 겐이치이며 훗날 고쿠테쓰 스왈로스에 입단해 사다하루에게서 프로 입단 후 처음으로 홈런을 맞았다)를 2대 1로 누르고 결승에 진출했다. 이후 결승전에서는 세이케이 고등학교를 13대 1로 꺾으면서 와세다 실업고등학교는 하계 고시엔 대회(제38회 전국 고등학교 야구 선수권 대회)에 출전하여 사다하루는 한신 고시엔 구장의 흙을 처음으로 밟게 됐다. 1차전 상대인 신구 고등학교(와카야마현)전에서 사다하루는 5번·좌익수로 출전하여 팀은 순조롭게 승리한 뒤 2차전에서는 1학년이면서도 처음으로 선발 기용했다. 하지만 같은 해 춘계·하계 고시엔 대회에 연속해서 준우승을 차지한 강호교인 기후 상업고등학교(기후현)의 좌완 에이스 기요사와 다다히코와 투수전을 펼친 끝에 1대 8로 졌다. 이때 사다하루로서는 몰랐던 것이 나중에 2년 선배이자 배터리를 구성했던 다이고에게서 들은 바에 의하면 그 경기 전날 밤에 주장인 다이고가 구보타 총감독·미야이 감독으로부터 다음 경기에 1학년인 사다하루를 선발로 기용하겠다고 통보를 받았다. “왜 3학년생인 자신이 주전 투수가 아니냐”며 불만스러운 듯한 말투로 묻자, “다음 봄부터 앞날의 상황을 생각하고 있었다”라고 말한 것으로 알려졌다. 이 경기의 주심을 맡은 사람이 야마모토 에이이치로(후의 일본 야구 연맹 회장을 맡음)였는데 다이고의 말에 의하면 이 경기에서 야마모토 주심은 볼이 되는 공을 연발한 사다하루의 투구에 ‘어째서 컨트롤이 나쁠까’라고 중얼거렸다고 한다.
그해 가을부터는 1학년이면서도 팀의 에이스가 됐는데 컨트롤이 나쁜 것에 대해서는 구보타·미야이 양 감독의 지도 하에 던질 때 팔을 머리 위로 치켜들지 않는 ‘노 와인드업 투구법’으로 제구의 어려움을 극복하고 투구에 안정감을 더했다. 때마침 그 당시 월드 시리즈에서 뉴욕 양키스 투수인 돈 라센이 퍼펙트 게임을 노 와인드업에서 이루었던 것으로 사다하루의 투구법을 ‘라센 따라하기’라는 형용사가 붙었다. 사다하루는 라센의 존재를 그보다도 먼저 아라카와의 자택에서 8밀리짜리의 필름 영상을 보면서 이미 알고 있었기 때문에 퍼펙트 경기로 유명세를 타기 이전에 그 투구법으로 공을 던지고 있었다고 한다.
1957년 두 번째의 고시엔 대회에 출전한 춘계 선발 대회(제29회 선발 고등학교 야구 대회)에서 준결승까지 3경기 연속 완봉승을 거뒀다. 4월 7일에 열린 결승전에서는 훗날 프로에서 팀 동료가 되는 고치 상업고등학교(고치현)의 고마쓰 도시히로와의 좌완 맞대결이 성사됐다. 이 경기에서는 8회에 3점을 빼앗겨 4경기 연속 완봉승을 놓쳤지만 5대 3으로 완투 승리하여 우승을 이끌었다. 이 경기에서는 사다하루의 왼쪽 중지 손가락과 집게 손가락의 물집이 터지면서 피로 물들 정도의 공을 던진 활약을 보였다. 간토 지방에선 처음으로 선발 대회 우승기를 가져와 인기를 모았다. 2학년 때인 하계 고시엔 대회(제39회 전국 고등학교 야구 선수권 대회)에서는 2차전 상대인 네야가와 고등학교와의 경기에서 연장 11회를 완투 하여 노히트 노런을 달성했다. 연장전에서의 노히트 노런 달성은 고시엔에서 춘계와 하계를 통틀어 유일한 기록이다. 훗날 사다하루는 “고교 2학년 시절이 투수로서의 전성기였다고 생각한다. 이후 배팅은 좋아졌으나 피칭은 어디라고는 말할 수 없지만 어딘가 이상해졌다”라고 말했다. 이 대회의 준준결승에서 오가와 히로시, 가토 마코토를 타선의 중축으로 내세운 호세이 대학 제2 고등학교한테 1대 2로 석패했다.
2학년이던 그 해에 와세다 실업고등학교는 시즈오카 국체(제12회 국민 체육 대회)의 경식 야구 고교 부문에 선출됐으나 사다하루는 당시의 국적 규정(사다하루는 중화민국 국적) 때문에 출전할 수 없었다(다만 현재 이 국적 규정은 폐지됐다). 사다하루는 자신의 저서인 《회상》에서 “생애 가장 억울했던 일”이라고 말했지만 훗날 인터뷰에서는 “고교 야구 선수는 고시엔이야말로 목표이고 국민 체육 대회에는 그렇게까지 동기부여는 없었다. 지금 되돌아봐도 ‘그런 일도 있었지’ 정도였다. 고시엔 대회에서 그런 규정이 있었다면 후회해도 분통을 차마 다 풀진 못했을 테지만”이라고 말했다. 국체에서는 사다하루의 동료인 가와하라다 아키라가 등판했지만 1차전에서 구라시마 게사노리가 소속된 우에다 고등학교(나가노현)에게 졌다.
이듬해 1958년, 3학년 때인 선발 야구 대회(제30회 선발 고등학교 야구 대회)에서는 타자로서도 맹활약하는 등 30년 만에 2경기 연속 홈런을 때려냈다(또한 당시의 한신 고시엔 구장은 럭키 존이 있었지만 고교 야구에도 나무 배트를 사용하고 있었다. 금속 배트의 사용이 인정된 것은 1974년부터이다). 이 대회의 8강전에서 세이세이코 고등학교(구마모토현)에 패하여 탈락했다. 3학년 여름에는 도쿄도 대회의 결승전인 메이지 고등학교와의 맞대결에서 1대 1로 맞이한 연장 12회초에 4점을 내줬고 그 뒤에 5점을 빼앗기는 등 역전 끝내기 패배를 당해 5시즌 연속 고시엔 대회 진출은 무산됐다. 이때 와세다 실업고등학교 야구부장의 인솔로 고시엔 본대회를 향해서 오사카로 출발하는 메이지 고등학교 선수들을 와세다 실업고 야구부원 전원이 도쿄역에서 전송했다. 원래 사다하루는 아버지의 의향도 있어서 대학 진학을 생각하고 있었으며, 고교 2학년 여름에는 이미 요미우리 자이언츠로부터 권유가 있었지만 대학 진학을 생각하고 있었기 때문에 요미우리측의 제안을 거절했다. 사다하루는 “만약 5시즌 연속 출장을 이뤘더라면 야구에 확실히 구분을 해서 대학에 갔을 것이라 생각한다. 마지막에 나가지 못했던 것으로 기분이 어중간해 졌다”라고 말했다.
프로 야구의 각 팀이 열심히 권했지만 특히 열심이었던 것이 사다하루와 인연이 깊은 고시엔 구장을 연고지로 하는 오사카 타이거스(한신)였다. 신문에는 ‘사다하루, 한신으로’라고 크게 보도했고 부모도 고졸 선수가 많은 한신을 추천하고 있었기 때문에 당초에는 앞에서 말한 것과 같은 사정도 있어 스카우트에 참여하지 않았던 요미우리가 서둘러 “대학에 간다고 듣고 있어서 획득할려고 나서지는 않았지만 프로로 간다면 꼭 우리한테”라고 영입에 참여했다. 원래 도쿄에서 태어나고 자랐던 사다하루는 ‘프로로 간다면 요미우리’라고 생각하고 있어서 마음은 아주 흔들렸다고 한다. 그러나 마지막에는 자신의 기분을 관철해서 요미우리에 입단하기로 결심했다. 그의 형인 데쓰조가 동의해 준 것도 마음이 든든했다고 한다.

### 프로 야구 선수 시절

#### 1959~61년: 침체기
1959년에 계약금 1,800만 엔, 연봉 144만 엔, 등번호 ‘1’번을 배정받고 고졸 신인으로서는 파격적인 조건으로 요미우리에 입단했다. 등번호 ‘1’번에 관해서는 중국어로 ‘王’(왕)을 ‘ワン’(원)으로 발음하는 것에서 영어의 ‘one’을 붙여졌다는 설이 있지만 미나미무라 유코의 은퇴에 의해 1번이 비어있었기 때문이라는 설도 있다. 프로에 입단한 동기로는 무라야마 미노루, 반도 에이지, 가와무라 야스히코, 에토 신이치, 다나카 도시유키, 하리모토 이사오, 아다치 미쓰히로 등이 있다.
원래 투타의 재능을 인정받고 입단하여 1959년 2월 스프링 캠프에서도 처음엔 불펜에서 투구 연습에 참가했다. 마찬가지로 신인이자 합숙소에서도 같은 방을 쓰고 있던 이토 요시아키(주오 대학 출신)와 나란히 투구 연습을 했지만 실력차는 역력하여 연습을 지켜보던 미즈하라 시게루나 나카오 히로시 투수 코치가 “역시 타자라…”라고 말한 것으로 알려졌다. 사다하루 자신도 “불펜에 들어와 보고 선배가 던진 공의 힘의 차이가 있는 것인지 스스로도 나타났다. 심지어 코치진은 일목요연했을 것이다”라고 훗날 밝혔다. 결국 스프링 캠프 중에 미즈하라 감독과 전년도에 은퇴한 가와카미 데쓰하루 수석 코치, 나카오 투수 코치로부터 불려나가 미즈하라 감독으로부터 “사다하루, 내일부터 이제 던져도 좋다”라고 허락을 받았다. 한편 타격에 관해서는 연습에서도 선배에게 지지 않는 비거리가 나왔고, 전년도에 신인이면서 타격 2관왕 타이틀을 획득했던 나가시마에게서도 약점이 적다는 평가를 받고 있었다.
고교 시절에는 고시엔 대회 우승 투수로서 유명한 존재였지만, 프로 입단 후 투수로서의 사다하루는 수뇌진이나 팀 선배로부터 좋은 평가를 얻지 못했던 반면 타자로서의 평가는 보증할 정도였다. 당시 에이스였던 후지타 모토시는 사다하루의 인상에 대하여 “고시엔에서 활약하는 등 고교 시절에 너무 노력한 탓일까, 내가 보는 한 투수로서의 사다하루는 녹초가 돼있었다”라고 말했다. 또한 전년도에 은퇴해 그 해부터 코치를 맡은 가와카미는 “뭐랄까, 투구 코스가 부드럽다. ‘어, 어!’라는게 없다. 그러나 배팅은 정말 대단했다”라고 말했다. 가와카미에 의하면 사다하루의 배팅은 자세부터 스윙까지 얼굴이 전혀 움직이지 않았고 신인이면서 이미 기본이 완성돼 있었다고 한다. 당시 2군 감독이었던 지바 시게루는 연습 후에 사다하루와 온천에서 입욕했을 때 “사다하루의 체격에는 놀랐고, 상당히 좋은 체격을 갖추고 있었던 것이다. 다만 솟은 어깨로 대성공한 투수는 없을 뿐더러 투수로서는 힘들 것이다”라고 느껴 미즈하라에게 “투수로는 안 된다. 그렇지만 타자라면 가와카미의 절반은 친다”라고 야수 기용에 대한 의견을 냈다.
사다하루 자신은 투수로서 자신에게 적용되지 않는다는 것을 어느 정도 느끼곤 있었다고 했지만 “현실적인 문제로 투수로서의 나는 고등학교 2년을 정점으로 해서 내려가고 있었다”라고 말했다. 역시 야구를 하는 사람이라면 누구라도 투수를 동경하는 것으로 “야구는 뭐니뭐니해도 투수이다. 한 번이라도 경험한 자는 ‘생애 투수’라고 생각하는 것으로 미련이 있었다”라고 말하면서 “한편으론 안심한 자신도 있었다”라고도 밝혔다.
사다하루에게 있어서 행운이었던 것은 야수의 포지션 경쟁에서 가와카미의 은퇴 직후에 1루 자리가 비어 있던 것이었다. 당초는 1루에서 요나미네 가나메를 외야수로 배치 전환시키고 미즈하라 감독은 사다하루를 외야의 포지션으로 기용할 것을 생각하여 시범 경기에서 우익수의 자리를 지키게 하고 요나미네를 1루로 기용했지만 사다하루에겐 외야는 지킬 수 없을 것으로 판단하여 1루에 사다하루를 기용하고 요나미네는 원래의 외야 자리로 되돌아갔다.
당시 슈칸 베이스볼의 기사에서 “사다하루가 배팅을 잘 한다. 내가 오랜 기간에 걸쳐서 잡은 좌우 타자의 요령을 알고 있다. 그래서 타율이 좋았다. 1루의 자리는 잡을 수 있다. 더 나아가 사다하루의 1루 자리를 결정하는 게 좋다. 어정쩡하게 자신이 외야에서 연습할 수가 없다”라고 요나미네의 발언이 게재됐다. 더욱이 요나미네는 이 때까지 수위 타자를 3회, 베스트 나인을 7회 석권하면서 데뷔 이후부터 7년 연속 3할 대의 타율을 기록했고 전년도에는 처음으로 타율이 3할 아래로 떨어졌지만 타율 2할 9푼 3리의 성적을 남겼던 선수였다.
사다하루가 입단한 당시의 요미우리는 1951년부터 1953년까지 일본 시리즈 3연패를 달성한 요미우리 제2기 황금 시대는 지나가고 그 전년도에 니시테쓰 라이온스가 일본 시리즈 3연패를 달성하는 와중에 고배를 마시게 됐다. 가와카미 데쓰하루, 지바 시게루를 비롯해 베테랑 투수인 벳쇼 다케히코는 이 해에 300승을 목표로 다음 시즌을 끝으로 은퇴하여 요미우리의 주력 선수들이 고령화되는 등 신구 교체의 시기가 온 것이다. 투수에는 후지타 모토시, 호리우치 쇼, 야스하라 다쓰요시, 포수에는 후지오 시게루(이 해에 모리 마사히코가 두각을 드러냄), 내야수에는 히로오카 다쓰로, 쓰치야 마사타카, 나가시마, 외야수에는 사카자키 가즈히코, 미야모토 도시오, 베테랑인 요나미네가 있었는데 팀을 이끈 것은 전년도에 갓 데뷔한 나가시마였다. 그만큼 사다하루는 젊은 나이로서 나가시마에 이은 차세대 유망주로 기대되는 신인이었다.
정규 시즌 개막을 앞둔 시범 경기에서 홈런 5개를 날리는 등의 눈에 띄는 활약으로 신인이면서도 주목을 끌었던 사다하루는 전년도인 1958년에 나가시마가 데뷔 전 시범 경기에서 홈런 7개를 쳤었다는 말을 듣고 ‘가능하겠다’라고 생각했다. 그리고 4월 11일 우노 미쓰오 감독이 이끄는 고쿠테쓰 스왈로스와의 개막전에서는 고졸 신인이면서 7번 타자 겸 1루수로서 선발 출전했다. 상대 투수는 고쿠테쓰 간판 투수인 가네다 마사이치였는데 이 경기에서는 3타석에서 삼진 2개와 볼넷 1개에 그쳤다. 사다하루는 “가네다 투수는 전년도에 나가시마조차도 그랬으니까 어쩔 수 없었다”라고 생각했다고 한다. 그러나 그 이후에는 타구음이 들리지 않아 “공식전에서 투수의 공격은 달랐다”고 말했다. 이것을 계기로 시범 경기에서 일변하여 타격이 멈췄고 데뷔 첫 안타 없이 10경기 무안타에 이어 개막 이후부터 26타석 무안타라는 부진이 계속되자, 그래도 미즈하라 감독은 사다하루를 기용했다. 이 일로 사다하루의 부모는 “덕분에 지금의 네가 있었다”라고 훗날 감사하고 있었다.
4월 26일 고라쿠엔 구장에서 열린 고쿠테쓰와의 6차전(더블헤더 2차전)에서는 득점없이 0대 0에서 맞이한 7회초 2사, 고쿠테쓰의 실책으로 출루한 사카자키 가즈히코를 1루에 두고 사다하루에게서 세 번째 타석이 돌아왔다. 이미 2타석 범타로 물러난 후에 미즈하라 감독은 대타 작전도 생각했지만 당시 팀은 개막전에서만 가네다에게 패했을 뿐 그 후 8연승하는 등 성공적인 시즌 개막을 맞이했다. 고쿠테쓰와의 경기에서도 이날 1차전을 포함해서 4연승을 달리고 있는 중이라 여유가 있었고 또한 주자가 득점권이 아닌 1루에서 이날 사다하루의 타순은 8번으로 다음 타자가 투수였기 때문에 대타를 아끼고 싶었던 사정도 있어서 사다하루를 그대로 타석에 내보냈다. 사다하루는 고쿠테쓰의 무라타 겐이치가 볼카운트 2-1에서의 4구째에 던진 몸쪽 낮은 커브를 걷어올려서 타구는 우측 스탠드 맨 앞줄에 떨어지는 공식전 첫 안타가 결승 2점 홈런(11경기째 출전)을 기록했다. 이것이 사다하루가 기념할 만한 제1호 홈런이 됐다. 이 경기에서 요미우리의 좌완 이토 요시아키가 4피안타로 완봉해서 요미우리가 2대 0으로 승리했다.
그해 6월 25일 천황 참관 경기에서는 7회에 2대 4로 2점을 뒤지고 있는 상황에서 고야마 마사아키로부터 4호 홈런이자 동점포인 2점 홈런을 때려냈다. 이것이 나가시마 시게오와의 ON(오 사다하루와 나가시마의 영문 이니셜)콤비·동반 홈런인 제1호 홈런이다.
그러나 그 이외에는 거의 눈에 띄는 활약도 없었고 프로 1년째는 타율 1할 6푼 1리와 홈런 7개로 당초의 기대치에서 본다면 저조한 성적을 남기면서 시즌을 마쳤다. 특히 눈에 띈 것이 72차례의 삼진이 많아지면서(2.7타수에 삼진 1개 꼴) ‘왕은 왕이라도 삼진왕’(王は王でも三振王) 등이라는 야유섞인 표현과 타격 부진에 대한 혹평을 받아야만 했다. 다만 주력 선수로서도 걱정하고 있었던 미즈하라의 옆자리를 항상 차지하고 “감독님, 지금 1루수의 플레이에는 어떤 의미가 있을까요?”라고 당당하게 질문했고 기자로부터 “(부진에 대한)중압감은 없습니까?”라는 질문을 받아도 “별로였고, 써 주시는 건 감독님이시니까”라고 대답해 신인으로서는 이례적인 모습을 보여줬다. 또한 기대에 못 미친 성적에도 불구하고 2년째의 연봉은 추정 연봉 140만 엔에서 160만 엔으로 올라갔다. 이것은 연습 때의 공 줍기를 할 때 자비로 전용 실을 구입해서 정성스럽게 공이 훼손된 것을 수선하고 있었던게 구단 대표가 평가해줬기 때문이다. 더욱이 이러한 구단의 평가에 감명을 받은 사다하루는 이후 현역에서 은퇴할 때까지 단 한 번도 재계약 협상에서 분쟁을 일으키는 일은 거의 없었다. 다만 훗날 V9 시절, 이 해의 재계약 협상 후 구단의 한 간부에게서 “좀더 (액수를)말해줬어야 했는데”라고 말했을 때는 역시 내심 화가 난 듯 “그럼 재계약 협상 때 그 (올린)금액을 제시했으면 좋았을텐데”라고 생각했다고 한다.
프로 2년째를 맞이한 이듬해 1960년에는 타율 2할 7푼과 홈런 17개(이 시즌에서의 팀 최다)와 팀의 주축으로서 부끄럽지 않은 성적을 남겼고 올스타전에서도 팬 투표로 선출됐다. 이것은 도쿄 6대학 야구의 대형 1루수인 기쓰기 후미오의 위기감을 안고 있었던 것도 긍정적인 영향을 미쳤다고 한다. 그러나 삼진도 101개를 기록하여 여전히 많았다.
처음 2년 간은 미즈하라 감독 아래에서 활약했지만 사다하루가 프로에 입단한 그해 일본 시리즈에서 쓰루오카 가즈토 감독이 이끄는 난카이 호크스에게서 1승도 올리지 못하고 굴욕적인 4연패를 당하는 등 1956년부터 4년 연속으로 일본 시리즈 정상에 오르지 못하는 수모를 겪었다.
프로 3년째인 이듬해 1961년, 가와카미가 미즈하라의 뒤를 이어 감독으로 취임했다. 가와카미는 사다하루에게 나가시마를 잇는 중심 타자로서의 활약을 기대했지만 타율 2할 5푼 3리, 홈런 13개로 프로 2년째보다 성적이 떨어져서 가와카미의 기대에 부응하지 못했다. 이 해에 주니치 드래건스에 입단해 신인이면서 에이스로 활약한 곤도 히로시는 사다하루에 대해 “직구는 어느 정도 대응하고 있지만 커브를 던지면 간단히 헛스윙을 해서 엉덩방아를 찧고 있었다. 불쌍하다고 생각했다”라고 말했다. 고졸 3년째로서는 그 나름대로의 성적은 내고 있었지만 계약금의 액수나 수뇌부의 기대에서 본다면 부족한 숫자에 불과했다. 이 시기의 요미우리는 그 해에 3년 연속 수위 타자가 된 나가시마가 유일하게 고군분투했고 요미우리는 리그 우승과 함께 일본 시리즈도 6년 만에 정상에 올랐다. 그러나 팀 타율은 리그 최저 기록(.226)을 남겼지만 리그 최다인 총 435득점을 올렸다. 빈타로 허덕이는 타선임에는 변함이 없었지만 그 이듬해까지 이어졌다. 사다하루는 그해 일본 시리즈 1차전과 2차전에서 4번 타자로 기용돼 이때는 뚜렷한 성과는 없었지만 6차전에서는 일본 시리즈 첫 홈런을 날렸다.

#### 1962~63년: 외다리 타법으로 타격 전환

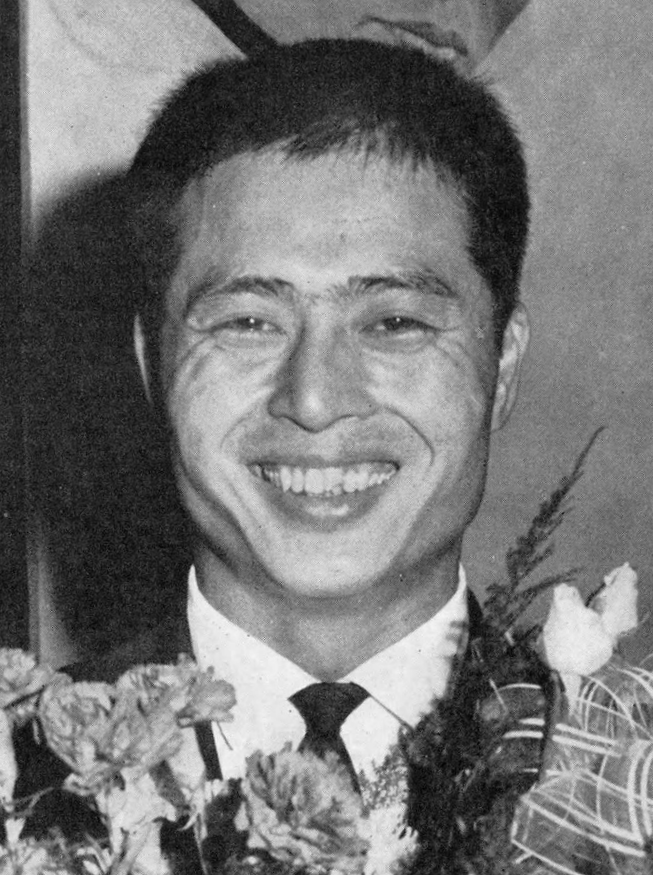
1962년 12월

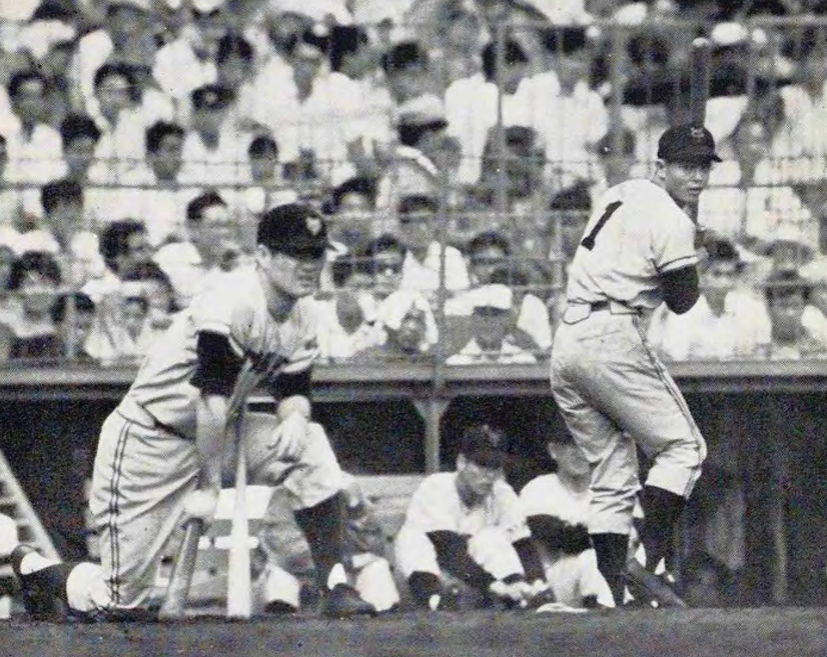
‘ON포’라 불리던 오 사다하루(오른쪽)와 나가시마 시게오

1961년 시즌 종료 후 아라카와 히로시가 요미우리의 타격 코치로 부임했다. 아라카와 코치의 취임은 당시 마이니치 다이에이 오리온스에서 에노모토 기하치를 키웠기 때문에 히로오카 다쓰로가 가와카미 감독에게 건의하고 아라카와를 추천한 것이었다. 가와카미는 아라카와와 이전까지 안면이 없었지만 에노모토를 키운 아라카와의 타격 코치로서의 수완을 믿고 사다하루를 맡겼다. 가와카미는 사다하루에 대해서 “타율 3할, 25홈런은 충분히 칠 수 있는 소질이 있다”고 기대하고 있었으며 그 전망에 대해 성적이 생각처럼 늘지 않는 이유는 연습을 제대로 하지 않았기 때문에 뚜렷한 결과가 나오지 않았고 그 때문인지 자신감을 갖지 못하여 더욱이 연습에 전념하지 않는다는 악순환 때문이라고 생각했다. 가와카미가 아라카와에게 가장 강하게 기대했던 것은 사다하루에게 연습에만 전념하도록 의식 개혁을 시키는 것이었다. 1961년 추계 스프링 캠프에서 오랜만에 사다하루를 본 아라카와는 “심하다”, “뭐야, 이런 스윙에서는 피구공에도 못 맞히겠다”, “노는 것은 능숙했는지 몰라도 야구가 서툴렀다”라고 지적했다. 사다하루는 울컥했지만 대답하지 않았다. 그러나 아라카와는 동시에 “이만큼 나쁜 타격 자세(치기 어려울 때 손발의 움직임이 따로 놀아서 불안정 또는 일정하지 않기 때문에 간단하게 스윙 자세가 무너진다)로도 2할 7푼을 때려낸 적도 있으니까 역시 소질은 뛰어나다”라고 느꼈다고 한다.
이듬해 1962년 스프링 캠프에서 아라카와는 ‘백스윙에 들어가는 타이밍이 늦으니까, 칠 때 방망이가 나오는 것도 늦는거다’라고 판단하여 그것을 수정하기 위해 다양한 폼을 시도했다. 그 중 하나가 ‘외다리 타법’(一本足打法)이었는데 사다하루는 훗날 자신의 저서인 《더 멀리! 나의 이력서》에서 스프링 캠프 와중인 2월 12일이었다고 술회했고, “나의 스윙은 오른발 스텝의 타이밍에 대해서 상반신의 움직임이 너무 늦었다. 이를 연동시키는 것이 외다리였다”라고 기술했다. 스프링 캠프에서는 몇 차례나 시도했던 타법의 하나에 지나지 않아서 겨우 2, 3일 정도 연습했을 뿐이었다. 사다하루는 오른쪽 다리를 올렸을 때에 손목을 돌리는 나쁜 버릇이 있었기에 처음부터 스텝한 상태를 만들어 두면 그 나쁜 버릇을 수정할 수 있다는 것이 아라카와의 목적이었다. 아라카와는 1962년 1월부터 훗날 ‘아라카와 노트’라 불린 코치 일지를 쓰기 시작했는데 그 첫 날인 1월 20일 항목에서 당시 사다하루의 배팅에 대해 “방망이와 몸이 제각각”, “티배팅 할 때 팔만 쓰는 방망이 스윙에서 방망이 밑에서부터 나온다”라고 기술했다.
1962년 시즌 개막전(4월 7일, 한신전)에서 가와카미는 전년도 일본 시리즈에 이어 공식전에선 처음으로 22세인 사다하루를 4번 타자로 기용했다. 나가시마가 출루하면서 사다하루의 장타가 득점으로 연결되는 것을 가와카미는 기대했지만 개막 후 3개월이 지나도록 홈런 개수는 불과 9개로 성적은 나아지지 않았고 특히 6월 후반에는 극도의 부진에 빠져 있었다. 자신감을 갖지 못한 사다하루는 아라카와와의 연습에도 열중하지 않았다고 한다. 팀도 흐름을 타지 못해서 2위와 3위를 오갈 정도로 침체된 상태였다. 주력 타자인 나가시마가 부진하면서 투수진도 그 해에 입단한 신인이자 개막전 선발 투수였던 조노우치 구니오가 기대에 못 미친 활약을 보일 정도의 승리를 거두지 못했을 뿐만 아니라 작년 1961년에 팀내 최다승을 기록했던 나카무라 미노루도 역시 부진했다. 2년 전에 신인으로서 최다승을 기록했던 호리모토 리쓰오도 본래의 힘이 떨어진 것 외에도 예전의 에이스였던 후지타는 전성기를 지났고 전년도에 고시엔 대회를 휩쓴 시바타 이사오도 기대 이하(후에 야수로 전향)의 활약을 보였다. 내야에서는 유격수인 히로오카는 나아지고 있었지만 쓰치야가 빠지면서 시오바라 아키라, 후지모토 신, 스도 유타카 등이 2루를 지켰지만 눈에 띈 활약은 없었다. 외야에서는 요나미네를 주니치에 방출하고 미야모토 도시오, 사카자키, 구니마쓰, 그리고 포수에서 외야수로 변경된 후지오가 있었다. 그러나 사카자키를 5번 타자로 고정했지만 기대에 못 미쳤다. 후지오는 몸에 맞는 볼 부상에 시달렸고 미야모토 역시 승부엔 강하지만 부진에 허덕이는 등 야수진들의 침체가 계속된 와중에 중심 타자는 나가시마가 혼자였다.
6월 30일 경기(외다리 타법으로 치기 전날 밤 경기)인 다이요 웨일스전(14차전, 가와사키 구장)에서 가와카미는 사다하루를 3번 타자로 기용했지만 2타수 2삼진 1볼넷에 그쳤고 팀도 이틀 간격의 좌완 스즈키 다카시에게 눌려서 안타는 스도의 텍사스 안타 1개만, 볼넷은 2개로 완봉패를 당했다. 6개의 피안타로 완투하고 있던 후지타를 지원하지 못하고 9회말 다이요의 선두 타자 모리 도루의 홈런에 의해 0대 1로 끝내기 패배를 당했다. 이로써 사다하루는 시즌 개막 이후부터 6월 30일까지 타율 2할 5푼 9리, 홈런은 겨우 9개였다.
경기 종료 후 사다하루는 가와사키 구장에서 아라카와 코치의 차에 동승해 아라카와의 자택에 가서 특훈을 받았다. 사다하루는 훗날 “상대 투수가 던진 공에 초점이 맞추어져 막히던 나쁜 습관이 있어서 아라카와 코치로부터 ‘아무튼 내일 경기에서는 투수가 다리를 들면 이쪽도 다리를 들고, 시동을 빠르게 걸어 보라’라는 지시를 받았다” 라고 말했다. ‘아라카와 노트’의 6월 30일 항목에서는 “지금까지도 일정한 포인트가 잡히지 않는다. 상체로만 휘두르고 있으니까… 그 타이밍을 놓쳐 헛스윙한다. 팔로 휘두르지 않고 몸전체로 휘두르거나 아니면 무릎을 사용한다거나 어느 쪽으로든 방망이를 휘두르는게 좋다”라고 적었다.
그 다음날인 1962년 7월 1일, 다이요 웨일스와의 더블헤더(15·16차전, 가와사키 구장)에서는 전날 밤부터 당일 낮까지 우천의 영향에 의해 경기 개시가 30분 지체됐다. 이날 요미우리는 경기 시작 전의 타격 연습을 10분간 연장했고 이날 첫 번째 경기에서 가와카미는 사다하루를 1번 타자로 기용했다. 이날 경기를 앞둔 코칭 스태프 회의에서 벳쇼 다케히코 수석 코치가 화풀이를 하듯 아라카와에게 “사다하루가 못 치니까 이기지 못한다”라고 말했고 아라카와도 화를 내며 무심코 “나는 사다하루에게 3관왕을 시켜주려고 생각하는 마음으로 지도하고 있다. 홈런만이라면 언제라도 때리게 해준다”라고 맞받아쳤다(아라카와는 훗날 ‘3관왕을 시킨다’고 말한 것은 허풍을 떨어버린 것이었다고 말했다). 그러나 벳쇼는 말꼬리를 잡고 늘어지듯 “그 홈런만이라도 좋으니까 치게 하라”고 언성을 높이며 화를 냈다. 난감해 하며 화가 머리끝까지 난 아라카와는 안색을 바꾸고 방을 뛰쳐나간 뒤 사다하루를 잡고선 “오늘부턴 외다리 타격을 하되 삼진을 두려워 하지마라”고 명령했다.
‘아라카와 노트’ 7월 1일 항목에서는 이 경기 전에 가진 회의에서 ‘3번 사다하루·4번 나가시마·5번 사카자키’의 클린업 타자가 못 치면 우승은 불가능하다는 의견을 나눴고, 특히 사다하루의 배팅은 지금 이대로는 장거리 타자도 3할 타자도 안 된다는 결론을 내려 폼이 경직되고 스텝을 밟을 때 오른쪽 어깨가 심하게 처지거나 어깨가 너무 들어간다는 등의 문제점이 나왔다고 한다.
더욱이 사다하루 본인에 의하면 인터뷰에서 다음과 같이 말했다.

외다리 타격을 시작한 이유는 기억이 확실하진 않다. (중략) 나 자신은 보통의 타법으로 칠 생각이었다. 그렇지만 4년차 시즌 중에 아무래도 손해보는 일이 많아져서 그렇다면 차라리 오른발을 들어서 때려보자하고, 그 타석에서 대폭발했다.
이 경기에서 사다하루는 처음으로 외다리 타법을 실행에 옮겼다. 하지만 백네트 뒤에 있던 취재진들은 이 특이한 타법을 알아채지 못했다. 다음날 신문에서 외다리 타법에 관한 기사는 전혀 없었다.
사다하루는 다이요 선발이자 신인이던 우완 이나가와 마코토로부터 1회초 첫 번째 타석에 2스트라이크 노 볼에서의 3구째 바깥쪽 커브를 우전 안타, 그리고 3회초 두 번째 타석에서 초구를 몸쪽 낮은 직구를 우측 관중석에 선제 10호 솔로 홈런(통산 47호, 16경기 68타석째)을 때려냈다. 6회초 네 번째 타석에서는 다이요의 세 번째 투수인 좌완 곤도 마사토시로부터 2사 만루 2-3 풀카운트에서 커브를 받아쳐 중견수 왼쪽으로 향하는 안타를 기록해 누상에 있던 주자를 모두 불러 들이는 활약을 보여 결과는 5타수 3안타 4타점이었다. 경기에서 사다하루(3회초 솔로 홈런), 모리 마사히코(4회초 솔로 홈런), 시오바라 아키라(5회초 솔로 홈런), 후지모토 신(8회초 3점 홈런) 등의 타자들이 총 4개 홈런을 포함한 13안타의 맹공과 나카무라 미노루 투수의 2루를 허용하지 않는 3피안타 완봉승을 따내 요미우리는 10대 0으로 승리했다. 두 번째 경기에서도 사다하루는 1번 타자로 기용돼 결과는 4타수 무안타였지만 2회에 유격수 겸 8번 타자인 후지모토가 1사 만루 상황에서 시마다 겐타로로부터 우익수 앞에 선제 2점 적시타를 날렸고, 7회에 미야모토 도시오가 아키야마 노보루를 상대로 좌익 폴대에 솔로 홈런을 날렸다. 투수진은 미야타 유키노리(3이닝)에서 호리우치 쇼(6이닝)의 계투로 프랜시스 아그윌리의 3피안타만, 7회 우익 폴대에 솔로 홈런의 실점으로만 막아내면서 끝까지 지킨 끝에 팀은 3대 1로 연승했다. ‘아라카와 노트’에는 이날 “지금까지의 타이밍을 잡는 법을 더 크게 할 수 있도록 사다하루에게 가르쳤는데 (가와카미)감독이 ‘이거라면 칠 수 있어, 정말 믿음직하다’라고 말해줘서 좀 안심했다… 이 타이밍을 잡는 법은 예전부터 벳토와 오시타 등 여러 유명 선수들이 했던 방법이다. 정말로 살아난 것 같았고 큰 도움이 됐다”라고 기술했다. 후에 아라카와는 “그날 안타가 나오지 않았더라면 외다리 타법은 그만뒀을 것이다”고 말하고 있어서 단 하루 만에 사다하루의 운명이 좌우된 것이다. 다만 이 때의 사다하루는 타격폼을 바꾸는 것이 드물지 않아서 7월 1일 경기에 있어서 타격폼의 변화에 대해서는 이튿날 신문에는 요미우리 구단의 모회사인 요미우리 신문을 비롯해서 거의 보도하지 않았다. 7월에 들어가면서 사다하루가 연거푸 2개, 3개로 홈런 페이스가 올라간 점에서 “그러고 보니 이상한 타법을 하고 있다”라며 떠들썩하기 시작했다고 한다. 시즌이 개막된 4월부터 6월까지 9개의 홈런을 기록했던 사다하루는 7월 한 달에만 10개의 홈런을 날리면서 단번에 홈런을 양산하는 페이스를 끌어올렸다. 7월 1일부터 시즌 종료까지 사다하루는 타율 2할 8푼 2리, 홈런은 29개였다.
사다하루 자신도 기대 이상의 결과가 나오게 되자, 외다리 타법에 대한 진지하게 임하는 기분으로 연습에 들어가게 됐다. 이 때의 연습의 가혹함, 연습량을 나타내는 에피소드로서 ‘연습에 사용한 방의 다다미가 닳아서 줄어들고 끝이 잘게 갈라졌다’, ‘연습 이튿날 아침에 얼굴을 씻으려고 하면 팔을 움직이려고 해도 움직이지 않았다’, ‘하루 종일 방망이를 휘두르는 바람에 손과 발에서 피가 났다’라는 이야기가 있다. 또한 검도가인 하가 준이치의 문하에 제자로 들어가서 앉은 채로 칼을 뽑는 것을 배움과 동시에 가타나에 의한 거동의 지도를 받았다.
특히 유명한 에피소드로서 ‘천장에서 늘어뜨린 실의 끝에 붙인 종이를 가타나로 자른다’라는 연습이 있었다. 이것은 외다리 타법의 약점을 극복하기 위해서였다. 외다리 타법은 투구의 타이밍을 늦추면 통용되지 않게 된다고 하는 약점이 있었다. 7월 1일에 외다리 타법을 보여줬지만 그 후에 고쿠테쓰의 가네다 마사이치에게서 이같은 약점을 간파 당해 너무나도 빨리 벽에 부딪히게 됐다. 예를 들면 가네다는 직구를 던지는 시늉을 해서 느린 공을 던지는 등으로 타격 타이밍을 비켜가는 투구를 보였던 것이다. 아라카와도 그 약점을 파악하고 있어서 약점이 간파되는 것은 예상하고 있었다. 거기서 외다리로 서서 교묘하게 투구를 해도 대응할 수 있는 훈련을 사다하루에게 지도했다. 이것은 기술로서 가타나로 종이를 자를 정도로 타격을 예민하게 한다는 이상으로 타석내에서의 집중력을 높이는 것으로서 불필요한 것을 생각하지 않아도 될 만큼이라는 정신 단련의 목적도 있었다.
이러한 사다하루의 연습이 어느 정도였는지에 대해서는 당시 팀 동료였던 히로오카, 후지타가 당시 사다하루의 연습을 지켜본 것을 떠올리면서 히로오카는 다음과 같이 말했다.

너무나도 긴박감이 있는 연습이었기 때문에 지금까지는 후배의 연습이 어느 정도인지 하고 책상다리를 하고 앉아서 편안하게 지켜보자고 생각하고 있었는데 어느 사이엔가 지켜보고 있던 사람 전원이 정좌해서 보고 있었다. 정말 굉장한 연습이었다. 그런 필사적인 연습을 하는 선수는 이제 없다.
 — 히로오카 다쓰로
후지타도 그 날의 상황에 대해서 다음과 같이 말했다.

방 안에는 사다하루의 움직이는 소리와 아라카와 코치의 목소리가 들릴 뿐이었다. 사다하루가 조금이라도 나쁜 움직임을 하면 ‘긴장을 늦추지 마라! 그럴려면 빨리 돌아가라!’라는 아라카와 코치의 호된 질책에 사다하루도 ‘죄송합니다, 다시 한번 부탁드립니다’라고 말해 연습이 재개된다. 그런 자리에 같이 있었더라면 보고 있는 자신들마저 질책을 받고 있는 듯한 기분이 들어서 책상다리를 하거나 엎드려 누워서 볼 수 없었다.
 — 후지타 모토시
난카이 호크스 시절의 노무라 가쓰야도 자신의 저서 《교진군론》 중에서 사다하루의 연습의 굉장함을 회상하고 있다. 어느 날 사다하루와 노무라가 각각 친구와 함께 긴자의 음식점에서 술을 마시고 있을 때 밤 10시가 되자 사다하루가 “노무 상(ノムさん, 노무라의 애칭), 미안하지만 아라카와 코치랑 연습을 하기로 해서 저는 이만 실례하겠습니다”라고 하며 노무라가 만류해도 사다하루는 연습을 하러 갔다. 그 때 노무라는 “아… 언젠가 저 녀석이 날 뛰어 넘겠구나…”(이러한 이야기를 하고 있을 때 노무라는 사다하루보다 통산 홈런수가 위였다)라고 느꼈다고 한다. 그 후 노무라가 아라카와 코치에게 부탁하여 사다하루의 연습을 견학해 본 결과, 단지 ‘대단하다’라는 생각 밖에 들지 않았고 사다하루에게 도저히 건넬 수 있는 분위기가 아니었으며 “사다하루의 휘두르는 방망이에 비교하면 내 것은 그냥 놀이였을 뿐이다”, “사다하루가 그토록 이렇게 연습을 열심히 하니까 세계 기록을 세워도 전혀 이상하지 않다”라고 밝혔다. 더욱이 노무라는 사다하루를 이렇게 평가했다.

실적이 있는 선수는 주위에서 뭐라 할 수 없는 점을 이용하여 무슨 핑계를 대서라도 설렁설렁 하려고 하는데 사다하루는 일절 타협하지 않고 자신에게 엄격했다. 중심 선수는 팀의 귀감이 되지 않으면 안되고 사다하루는 정말 그랬다.
 — 노무라 가쓰야
이 해에 38홈런과 85타점을 기록하여 처음으로 홈런왕과 타점왕을 동시에 획득했다. 이후 사다하루는 은퇴할 때까지 외다리 타법을 고수하면서 이 타법으로 822개의 홈런을 기록했다. 1977년 가지와라 잇키와의 대담에서는 ‘두 다리라면 타율 4할도 노릴 수 있다’라고 말한 가지와라에게 ‘한 다리로 안되면 은퇴’라는 취지의 발언을 했다. 앞에서 말한대로 신인 시절인 1959년 시즌에는 사다하루를 잘 속였던 곤도 히로시도 외다리 타법이 된 사다하루의 변화에 놀란 반응을 보인 사람 중 한 명이었다. 곤도는 다음과 같이 말했다.

전혀 빈틈이 없는 타자가 됐다. 내가 생각하는 곳에 완벽하게 던지지 않으면 막을 수 없다. 공 1개 정도 빗나가면 볼이 되고, 공 1개 정도 안쪽에 들어가면 홈런이라는 느낌이 들었다.
 — 곤도 히로시
나중에 이 같은 타법으로 홈런 기록을 달성하여 미국의 언론에서는 이를 ‘홍학 타법’(フラミンゴ打法)이라고 불리게 됐다. 메이저 리거 중에서는 ‘플라밍고 사다하루 오’(フラミンゴ・サダハル・オー)라고 부르는 사람이 있었는데 여기에서 유래한 것이다.
이듬해 1963년에는 처음으로 타율 3할과 40홈런을 기록하여 2년 연속으로 홈런왕을 차지했다. 나가시마와의 콤비를 ‘ON포’라고 불리기 시작하면서 이들 간판 선수의 대활약으로 이 시즌에는 2년 만에 리그 우승과 일본 시리즈 우승을 차지했다. 사다하루는 그해 처음으로 타율 3할, 홈런 40개를 기록하며 2년 연속 홈런왕을 차지했다. 나가시마는 그 해에 타격왕과 타점왕을 연거푸 차지하며 시즌 종반까지 홈런 부문에서도 1위를 기록하여 한때는 타격 3관왕이라는 소리도 나왔지만 볼넷으로 인한 부상으로 홈런은 37개로 끝났다. 또한 4월 25일 한신전에서 역대 23번째의 사이클링 히트를 달성했지만 당시 사이클링 히트의 개념은 알려지지 않았다(일본에서 사이클링 히트가 기록의 대상인 것으로 알려진 것은 2년 후인 1965년 역대 24번째의 사이클링 히트를 달성한 한큐 브레이브스 소속이던 다릴 스펜서의 발언이 계기가 됐다).

#### 1964년: 시즌 55호 홈런 달성
1963년 시즌 종료부터 이듬해 1964년 시범 경기 도중까지 사다하루는 두 다리로 치는 타법을 모색했다. 2년 연속 홈런왕을 석권했지만 가와카미는 만족하지 않았다. 외다리 타법을 ‘불균형의 균형’이라고 표현하면서 매우 불안정한 것으로 사다하루에게 “두 다리라면 타율은 더욱 올라간다”라 몇 번이나 말했다. 전년도 일본 시리즈 7차전에서 사다하루는 두 다리로 홈런 2개를 치고, 아라카와 코치는 이대로라면 가능하다는 확신을 가졌다. ‘아라카와 노트’ 1964년 1월 21일 항목에서는 “이번 시즌부터 두 다리로 치게 했다”라고 기술했지만 1월 29일에는 “두 다리 타법이 된 뒤 타격 연습을 해도 안쓰러울 정도로 생기가 없다”라고 적었다. 스프링 캠프에 들어서도 정통적인 타격 연습을 하고 2월 21일 구마모토에서 열린 니시테쓰와의 시범 경기 첫 타석에서 갑자기 홈런을 쳐냈다. 그러나 사다하루는 고개를 갸웃거리며 베이스를 돌았는데 ‘잘 나가지 않는다’라고 느꼈다. 두 다리로 홈런을 쳐도 ‘보통 비거리가 큰 놈’에서 외다리로 치면 ‘놀랄 만큼의 빠른 다른 차원의 아치’였다고 한다. 두 다리로 갈지, 아니면 외다리로 갈지 고민한 끝에 3월 2일 밤에 사다하루는 아라카와 코치에게 두 다리로는 아무래도 칠 수 없다고 말해 둘이서 의논하고 외다리로 실행해 나가기로 했다. 아라카와는 이때 “치는 것은 사다하루니까 사다하루의 치기 쉬운 형태로 치는 것은 당연하다”며 이상을 너무 쫓은 실패라고 하면서 “4할 타자가 되려면 아무래도 양쪽 다리 타법을 완성시켜야 한다”라고 생각했다. 사다하루는 “두 다리로 완벽하지 않았던 것에 결심이 섰다. 나에겐 외다리밖에 없다”라고 생각하고, 가와카미에게도 역시 외다리로 타법으로 간다고 전했는데 이후에는 가와카미 감독으로부터 아무런 말도 듣지 않았다고 한다.
이 해 오프 때부터 시범 경기 도중까지 두 다리 타법으로 돌아갔던 3개월 동안 자신에게는 외다리 타법이 자신에게 가장 적합하다는 사실을 재확인했고 그러한 확신이 55개 홈런이라는 그 해의 대기록으로 이어졌다고 밝혔다.
1964년 시즌에는 가을에 열릴 도쿄 올림픽 개최를 위한 3월 20일에 시즌 개막이 확정되면서 요미우리는 고쿠테쓰와의 개막전(고라쿠엔 구장)을 치르게 됐다. 이 개막전에서 사다하루는 가네다 마사이치와 가랑비가 내리는 와중에 대결을 펼쳤다. 신인 시절이던 5년 전에 가네다와 개막전에서 대결한 이래 개막전 15타석 안타가 없었지만 23세이자 프로 6년차인 사다하루는 이날 개막전 통산 16타석째에 3회말 2사에서 1루에 시바타 이사오를 두고 1스트라이크 3볼에서의 5구째인 한 가운데 약간 낮은 직구를 우측 장외로 2점 홈런(통산 116호)을 날렸다. 타구는 우측 관중석 장외에 설치돼 있던 롤러 스케이트장 근처의 커피숍 지붕까지 날아갔고 비거리는 151m로 추정하고 있다. 가네다의 입장에서 홈런을 맞은 공은 “놓치면 볼이었고 사다하루에게 삼진을 빼앗을 수 있는 절대적인 공”이라고 말하고 있다. 수비에서는 처음으로 개막전 선발 투수를 맡은 다카하시 아키라가 6피안타를 기록하여 완투해 경기는 3대 1로 요미우리가 승리했다.
이 홈런은 가네다를 경악하게 만들었지만 가네다는 외다리 타법 전향 후에도 사다하루를 종종 속여온 적도 있어 안타나 홈런을 맞은 구질과 코스를 계속 던졌는데도 불구하고 그 해의 사다하루가 연거푸 때려냈다고 한다. 이로 인해 가네다는 “나가시마는 맞대결하기 전부터 연구하고 있었지만 사다하루는 맞고 나서부터 연구했다”라고 말했다(다른 TV 프로그램에서는 “나는 타자 연구따윈 한 적은 없다. 연구한 것은 오 사다하루가 처음이었다”라고 말했다). 그 해에 사다하루는 가네다로부터 1경기 2홈런 2회를 포함한 7개의 홈런을 기록해 동일 투수에 대한 시즌 홈런 개수의 타이 기록이 됐다.
5월 3일, 후지모토 사다요시가 이끄는 한신 타이거스전(7차전, 고라쿠엔 구장)에서는 사상 최초로 한 경기 4타석 연속 홈런을 기록했다. 1회에 구니마쓰 아키라가 1루로 진출한 상황에서 선발 좌완 투수인 오타 고이치를 상대로 풀카운트에서 6구째로 날아온 한가운데 약간 높은 커브를 우측 장외로 쳐냈다. 도미사카 경찰서 구장 파출소를 넘어 아이스 팰리스와 롤러 스케이트장 중간까지 뻗는 약 150m의 14호 2점 홈런이었다. 계속된 4회에는 한가운데 약간 높게 날아온 직구를 오타의 초구의 또 다시 쳐내 15호 솔로 홈런, 6회에는 팀의 세 번째 투수로 등판한 와코 도모오로부터 1스트라이크 2볼에 이은 4구째 한가운데 높은 커브를 16호 솔로 홈런으로 쳐냈다. 게다가 7회에는 시바타가 2루에 있는 상황에서 한신의 네 번째 투수인 혼마 마사루가 1스트라이크 2볼에 이어 4구째로 던진 바깥쪽 낮은 직구를 17호 2점 홈런으로 연결했는데 모두 130m 이상의 홈런으로 4타수 4안타 6타점을 기록했다. 수비 면에서는 투수 다카하시 아키라가 완봉해 요미우리가 9대 0으로 완승했다. 이 시점에서 39타점, 4할 5리의 타율을 기록하여 3관왕에 올랐다. 걷잡을 수 없는 사다하루의 타격에 맞서기 위한 대책으로 이튿 뒤인 5월 5일 히로시마와의 더블헤더 2차전(8차전, 고라쿠엔 구장)에서 시라이시 가쓰미 감독이 7회말 1사 상황에서 ‘오 시프트’(王シフト, 다른 말로 시라이시 시프트(白石シフト))라고 불리는 수비 체제를 시작해 큰 화제를 모았다.
‘마지막 4할 타자’라고 불린 테드 윌리엄스를 상대하고자 고안한 ‘부드로 시프트’(ブードローシフト)를 원형으로 한 수비였는데 사다하루의 필드의 오른쪽 절반에 집중된다는 점을 고려해서 넣어 이 가운데 야수 6명을 우익 쪽에 배치했다. 그러나 타석에 들어선 사다하루는 이러한 수비 체제에도 끄떡하지 않았을 뿐만 아니라 풀히팅이나 공을 가볍게 밀어치는 타법도 하지 않고 투수 우가리 미치오가 던진 1스트라이크 2볼에 이어 던진 4구째 몸쪽 높은 공을 백스크린부터 불과 오른쪽 방향으로 18호 홈런(통산 133호)을 때려냈다. 7월 19일 고라쿠엔 구장에서 열린 고쿠테쓰와의 경기(21차전)에서는 7회에 시오바라 아키라가 유격수 오른쪽으로 빠지는 내야 안타를 쳐내며 출루함으로써 무사 1루 상황(시오바라는 이 날 2개째의 안타)이 됐다. 1스트라이크 뒤에 한자와 시로가 2구째로 던진 약간 바깥쪽으로 기울 정도의 낮은 직구가 하늘을 가르며 높이 9m의 백스크린을 넘겨 기록 게시판 사이의 스탠드에 닿는 150m급 37호 2점 홈런을 기록했다(통산 152호). 고라쿠엔 구장이 개장된 이래 백스크린을 넘긴 홈런은 사상 최초였다.
9월 6일, 시즌 129번째 경기인 다이요와의 더블헤더 1차전(24차전, 가와사키 구장)에서는 1회 첫 번째 타석에서 투수 스즈키 다카시가 1스트라이크 1볼에 이어 3구째로 던진 무릎께로 낮게 떨어지는 몸쪽 낮은 커브를 52호 솔로 홈런을 때려냈고 6회에 세 번째 타석에선 교체돼 갓 등판한 투수 미네 구니야스가 던진 초구 한가운데 높은 직구를 역풍 속에서도 53호 홈런을 기록했다. 전년도에 노무라 가쓰야가 기록했던 시즌 홈런 기록 52개를 단번에 앞질렀다.
15일 후, 9경기를 치른 후인 9월 21일에 히로시마에서 치른 28차전을 나나모리 요시야스가 마지막 승리를 유일한 완봉승(피안타는 3회에 커브를 쳐낸 다나카 다카시와 3루수와 유격수 사이로 빠져나가는 공을 날린 오와다 아키라 두 사람에게만 허용했고 히로시마에게 3루를 밟을 기회를 주지 않았음)으로 장식했다. 이 경기에서는 그러나 4회에 아니야 소하치가 1볼에 이어 2구째로 던진 한가운데 높은 직구를 사카자키 가즈히코가 백 스크린 쪽으로 선제 5호 솔로 홈런을 날린 데 이어 6회에는 나가시마 시게오가 중전 안타를 친 1사 1루 상황에서 아니야가 볼카운트 1-1 뒤에 던진 무릎쪽으로 떨어진 안쪽 슬라이더를 사다하루가 치면서 타구는 역풍을 거스르면서 우익 펜스를 간신히 넘어 53호 홈런 이후 37타석 만에 54호 2점 홈런을 기록했다. 이날 히로시마는 사다하루의 안타를 약 15개나 막아내 사다하루가 수위 타자(3관왕)에 오르는 것을 저지했다는 평가를 받은 ‘오 시프트’를 해제했다(이유는 비공개). 날아간 54호의 홈런을 쫓던 히로시마의 우익수는 고사카 요시타카였다.
9월 23일, 다이요를 상대로 치른 최종전인 더블헤더 2차전(28차전, 고라쿠엔 구장)에서 비가 내리는 가운데 5회말엔 투수 사사키 기치로에게서 시즌 55호 홈런(통산 170호)을 24세 나이에 기록했다. 이것은 2013년 도쿄 야쿠르트 스왈로스의 블라디미르 발렌틴에 의해 경신될 때까지 오래도록 깨지지 않는 일본 프로 야구 기록으로 남았다. 55개 홈런 중 24개는 비거리가 400피트(약 122m) 이상으로 메이저 리그 구장에서도 충분히 중간까지 뻗는 대형 홈런이며 결코 구장이 좁은 덕에 얻어진 홈런이 아니라고 우사미 데쓰야는 평가하고 있다. 참고로 그해 센트럴 리그 홈런 부문 2위는 마이크 크레스닉(당시 다이요 소속)의 36개였고 양대 리그 합친 홈런 2위는 41개를 기록한 노무라 가쓰야(당시 난카이 소속)였는데 사다하루의 기록은 이들을 10개 이상이나 앞서고 있다. 또, 55개의 홈런 가운데 17개는 좌완 투수로부터 빼앗은 홈런이며 가네다 마사이치에게서는 7개의 홈런을 기록했다.
그 해에 요미우리는 우승을 하지 못했음에도 불구하고(정규 페넌트레이스 우승 팀은 한신) 사다하루는 시즌 MVP로 선정됐다. 55홈런은 일본 프로 야구에서 2022년 무라카미 무네타카에 의해 경신(56홈런)되기 전까지 이 기록은 일본 출신 선수에 의한 최다 홈런 기록이었다.
그때까지 사다하루와 아라카와 코치는 외다리 타법에 그렇게까지 강한 집착을 지니고 있지는 않았고 실제로 이 시즌의 캠프에서는 두 다리 타법으로 돌아가는 것을 검토하기까지 했다. 그러나 ‘시즌 55 홈런’이라는 위업 달성을 계기로 사다하루는 외다리 타법이야말로 자신의 타격 스타일이라고 확신했다.
또한 사다하루는 ‘나는 타율을 신경쓰는 타자가 아니다’라고 말하곤 있으나 상대 배터리가 경계하여 볼넷 또는 고의사구가 늘어남과 관련하여 타율이 남기 시작해 1964년에는 에토 신이치와 마지막까지 수위 타자 타이틀을 놓고 경쟁을 계속했다. 이 해에는 통산 2번째의 타점왕도 획득했으나 수위 타자 경쟁에서는 3리차로 에토에는 미치지 못한 채 3관왕은 놓쳤다.

#### 1965~67년: 타격 3관왕 도전
이듬해 1965년에는 시즌 중의 부상의 영향으로 홈런은 42개로 감소했으나 4년 연속 홈런왕, 104타점으로 2년 연속 통산 3번째의 타점왕을 연거푸 석권했다. 타율은 시즌 중반까지 선두를 달리고 있었지만 또다시 에토에게 역전을 허용하여 2위를 기록했지만 이 활약으로 2년 연속 시즌 MVP에 선정됐다. 더 나아가 요미우리는 2년 만에 리그 우승과 일본 시리즈 우승을 차지하여 이 해부터 1973년까지 9연패를 이루게 됐다.
1966년, 1967년에는 모두 97경기에서 40호에 도달하는 나름대로의 활약으로 홈런 개수가 증가되는 모습이 보였지만(1985년에 랜디 바스가 타이 기록을 만들었으나 현재까지도 40호 도달한 것과 관련해서는 가장 빠른 기록) 모두 시즌 종반에 페이스가 떨어지면서 기록 경신에는 미치지 못했다. 반면 나가시마는 1966년 시즌에 절정을 이뤄 타율 0.344를 기록하여 수위 타자를 획득해 리그 MVP에도 선정됐다. 한편 사다하루는 이 시즌 중반에 수위 타자 경쟁에서 떨어졌고 이듬해 1967년에는 타율 1위에서 막판까지 지켜왔지만 주니치의 나카 아키오에게 또다시 1위 자리를 내줬다.

#### 1968~70년: 라이벌 대결
1968년 9월 17일에 열린 한신전(한신 고시엔 구장)에서 프로 2년차였던 에나쓰 유타카에게서 이나오 가즈히사와 맞먹는 시즌 353개째 탈삼진을 당했다. 그리고 나서 에나쓰는 일부러 8명의 타자를 삼진없이 넘긴 뒤 다시 사다하루를 상대로 삼진을 뺏아내 354개째의 탈삼진이라는 신기록을 세웠다. 사다하루는 의도적으로 삼진을 뺏지 않고 타석을 한 바퀴 돌린 것에 대해 “나는 이거(눈썹에 침을 바르는 시늉을 하며)라고 생각한다”라며 회의적인 생각을 내비쳤다. 하지만 에나쓰와 맞붙은 것에 대해서는 “삼진을 두려워하는 스윙만큼은 절대로 하고 싶지 않았다. 게다가 어중간한 스윙으로는 에나츠의 공은 못 쳐낸다”라고 말해 항상 온힘을 다해서 경기에 임했다고 증언했다. 사다하루에게서 가장 많은 삼진을 뺏아낸 투수는 최대의 라이벌이었던 에나쓰였지만 그러한 에나쓰가 제일 많은 홈런을 맞았던 타자 또한 사다하루였다. 그리고 약 250차례의 맞대결하는 동안 몸에 맞는 볼이 나온 것은 딱 한 차례뿐이었는데 관계자가 이를 지적할 때까지 이들은 서로 몸에 맞는 볼은 없었다고 생각했다. 사다하루는 에나쓰에 대해서 다음과 같이 말했다.

‘저 녀석만큼은 반드시 눌러 주겠다’, ‘저 녀석이 던진 공은 기필코 쳐내겠다’라며 서로 강한 의식을 지녔던 상대라는 점에서 최고의 라이벌이었던 것 같다.
 — 오 사다하루
이튿날인 9월 18일의 한신전에서는 진 바크가 위협구 수준의 공을 던지자 방망이를 쥔 채로 바크에게 거세게 항의했다. 이 때 사다하루는 첫 번째 타석에서 바크에게서 몸에 맞는 볼을 받았고 두 번째 타석은 삼진으로 넘어갔다. 그러다가 4회에 바크가 요미우리 타선에 잡혀 실책과 3연타 등을 연발하면서 나가시마도 “바크가 좀 위험하겠는데”라고 수군대던 와중에 맞이한 세 번째 타석에서 바크가 던진 머리 가까이로 위험하게 날아왔다. 포수였던 쓰지 요시노리가 “다음에 또 (이런 위협구가)오면 더 이상 못 참는다”라고 격분하던 참에 이어진 2구째도 허리 근처로 날아온 것이다(다만 사다하루 자신은 바크와 사이가 좋았던지라, ‘이봐 이봐’하고 타이르는 정도로 끝낼 생각이었다고 한다). 이에 격분한 아라카와 코치가 바크와 난투극을 벌여 두 사람 모두 퇴장당했다. 더욱이 설상가상 교체돼 들어온 곤도 마사토시가 던진 공이 사다하루의 머리를 직격하여 사다하루는 들것에 실려 퇴장했다. 그리고 나서 팀 동료인 나가시마가 좌측 스탠드를 향해 3점 홈런을 때려내면서 사실상 곤도에게 보복을 했다. 사다하루도 두부 함몰 골절이라는 중상을 입긴 했으나 접골의의 결사적인 치료 덕에 별다른 일은 없었고 2경기만 결장하고 나서 복귀한 뒤 복귀한 경기에서는 2개의 홈런을 날렸다. 한편 이 사건으로 아라카와와 난투극을 벌였던 바크는 손가락 골절로 인해 투수 생명이 끝날 정도의 수모를 겪어야만 했다.
참고로 사다하루는 1965년 4월 12일 주니치전(고라쿠엔 구장)에서 경기 도중 주니치의 가키모토 미노루가 나가시마에게 던진 위협구로 인해 빚어진 난투극(이 난투극으로 가네다 마사이치가 가키모토에게 발길질을 했다가 퇴장당했다)이 벌어진 당시에도 싸움에는 참여하지 않고 벤치에서 혼자 손을 씻고 물을 마셨다는 일화가 있을 만큼 싸움을 싫어했다. 난투극의 도화선이 됐던 사건은 바크와의 언쟁이 유일하다.
외다리 타법을 더더욱 갈고 닦아 타격의 확실성을 높인 사다하루는 1968년에 처음으로 수위 타자 타이틀을 획득했다. 이후 1970년까지 3년 연속으로 수위 타자에 오르는 위업을 달성했다. 모두 홈런왕까지 겸한 2관왕이었지만 타점왕은 3년 연속으로 나가시마에게 저지당해 3관왕은 달성하지 못했다. 그러다가 1969년과 1970년에는 다시 2년 연속으로 MVP에 선정돼 MVP를 5차례나 획득한 이 시점에서 4차례를 차지한 나가시마를 추월했다.

#### 1971~74년: 슬럼프, 그리고 타격 3관왕
1971년 시즌 후반에는 극심한 슬럼프에 시달렸는데 타석에 서는 것이 ‘무서웠다’라고 회고할 정도로 극심한 부진이었다. 3년 연속 수위 타자였던 타율이 2할 7푼 6리까지 급격하게 떨어졌고 홈런도 39개에 그치는 등 8년 연속으로 기록했던 40홈런에는 1개에 닿지 않았다. 그래도 타이틀은 10년 연속 홈런왕을 지켜내면서 타점왕도 탈환했지만 MVP는 통산 6번째로 수위 타자가 된 나가시마에게 양보했다.
그해 9월 15일에 열린 한신전(24차전, 한신 고시엔 구장)에서 에나쓰에게 3연속 삼진을 당하고 0대 2로 뒤진 채로 맞이한 9회초 2사 2, 3루 상황에서 네 번째 타석에서 기록한 역전 3점 홈런은 사다하루에게 있어서 756호 홈런과 맞먹을 만큼 잊지 못할 홈런이라고 한다. 에나쓰가 던진 이 타석의 7구째이자 경기 개시로부터 153구째인 공은 몸쪽 벨트 근처로 날아드는 속구였다. 극도의 부진에 시달리고 있던 와중에 쳐낸 홈런이었기에 내야를 한 바퀴 도는 동안 끝내 울었다. 사다하루로서는 “현역 시절에 유일하게 눈물을 흘린 홈런”이었는데 사다하루 본인은 “눈물? 안 났어. 그 때는 휘청거려서 똑바로 걸을 수 없었을 뿐”이라고 말했다. 이 경기에서의 홈런은 에나쓰도 잘 기억하고 있었으며 두 사람 모두 “이런 대결이야말로 야구의 참맛”이라고 말한다. 이 홈런은 사다하루의 통산 485호 홈런이었다. 더욱이 그 해 일본 시리즈 3차전(10월 15일, 고라쿠엔 구장) 9회말 2사 1, 3루 상황에서 당시 퍼시픽 리그를 대표하는 투수였던 야마다 히사시가 볼카운트 1-1에 이어 3구째로 던진 몸쪽 낮은 공을 골라내며 시리즈의 흐름을 결정짓는 역전 끝내기 3점 홈런(시리즈 통산 21호)을 때려내 팀의 일본 시리즈 우승에 기여했다. 이 홈런에 대해서도 “마치 공중에 둥실둥실 뜨는 듯한 기분으로 베이스를 돌았던 것은 그때 뿐으로 전무후무한 경험이었다”라고 말하고 있어 통산 홈런에는 포함되지 않아도 기억에 남는 홈런이라고 밝혔다. 시즌 종료 후인 12월 27일에 나가시마에 이어 요미우리의 14대 주장으로 발탁됐다.
한편 슬럼프는 다음해인 1972년까지 그 영향이 지속되면서 너무나도 심각한 부진에 빠져있던 사다하루를 지켜본 가와카미 데쓰하루 감독도 두발 타법으로 되돌리도록 권했을 정도였다. 그러나 32세의 사다하루는 완고한 고집으로 외다리 타법을 관철해서 슬럼프에서 벗어나 9월 20일에는 무게 923g, 길이 88cm의 압축 배트로 마침내 공식전 7경기 연속 홈런 기록을 달성했다. 9월 11일에는 비가 내리는 가운데 투수 미야모토 요지로로부터 34호 솔로 홈런(고라쿠엔 구장, 통산 520호)을 때려냈고 13일엔 선발 우에다 지로가 던진 슬라이더를 35호 솔로 홈런으로 연결지었고 이어서 에나쓰가 던진 직구를 노려 36호 솔로 홈런(고라쿠엔 구장)을 기록했다. 그 다음날인 14일에는 다니무라 도모히로로부터 비가 내리는 와중에 37호 2점 홈런(고라쿠엔 구장)을 때려냈고 17일에 열린 더블헤더에서는 첫 번째 경기에서 시부야 유키하루로부터 38호 솔로 홈런, 두 번째 경기에선 이나바 미쓰오로부터 39호 솔로 홈런과 쓰치야 히로시로부터 2점 홈런(시즌 40호)을 기록하는 등 이들 두 경기에서의 성적은 6타수 4안타, 그리고 볼넷 4개(고라쿠엔 구장)를 기록했다. 19일에는 신인 야마모토 가즈유키가 던진 풀카운트에서의 6구째 직구를 41호 2점 홈런(한신 고시엔 구장), 20일에는 무라야마 미노루가 던진 4구째 한가운데 높은 포크볼을 42호 솔로 홈런(한신 고시엔 구장)을 때려냈다. 이것은 1986년에 랜디 바스와 맞먹는 기록이지만 현재까지도 일본 프로 야구의 기록으로 남아있다. 그해 전반기의 슬럼프 영향으로 타율만 2년 연속으로 3할에 못미쳤지만 홈런 48개로 다시 큰 폭으로 상승해 당시 개인 최다인 120타점을 기록하여 부활을 이루었다.
1973년에는 타율 3할 5푼 5리, 51홈런, 114타점으로 일본 프로 야구 역대 세 번째의 3관왕을 획득했다. 오프의 계약 갱신에서는 연봉 금액이 여전히 보상금(성과급)을 따로 내는 것으로 마무리했다. 그것까지 나가시마의 연봉 액수를 뛰어넘어 사다하루의 연봉을 인상하는 것을 구단 측이 인정하지 않았던 것이다. 하지만 실질적으로 성과급분을 포함하면 사다하루는 나가시마를 제쳤고 나가시마가 은퇴하면서 사다하루가 2년 연속 타격 3관왕에 오른 1974년 오프의 계약 갱신에서는 전년도 3관왕을 달성했던 성과급이 모두 연봉에 가산됐다. 그 해에는 통산 홈런 개수에서도 노무라 가쓰야의 기록을 경신하여 일본 프로 야구 역대 1위로 올랐다(1973년 시즌 종료시 사다하루는 585개, 노무라는 579개).
이듬해 1974년에도 타율 3할 3푼 2리, 49홈런, 107타점을 기록으로 사상 첫 2년 연속 3관왕을 달성했다. 그해 8월 4일 한신전에서는 후루사와 겐지로부터 역대 8번째가 되는 개인 통산 2000안타를 달성했다. 이 즈음에는 나가시마가 이미 현역 최고령으로 전성기때 보여준 불방망이가 나오지 않아서 타 구단의 경계는 사다하루에게 집중돼 있었다. 이것은 1973년의 볼넷 124개(고의 사구 38개), 1974년의 볼넷 158개(고의 사구 45개)라는 기록에도 나타나 있다. 특히 1974년에는 볼넷과 고의 사구에 더해 출루수 294, 7할 6푼 1리의 장타율도 일본 프로 야구의 시즌 최고기록을 경신해 비공식 기록에서는 출루율 5할 3푼 2리, OPS 1.293, 홈런율 7.86, 14.9825의 RC27 등도 시즌 최고 기록이었다. 이러한 기록 가운데 장타율, 홈런율(현재의 기록 보유자는 모두 블라디미르 발렌틴) 이외의 기록은 아직 경신되지 않고 있다.
그러나 당시의 요미우리는 근소한 차이의 경기에 매우 약하여 아무리 사다하루가 괴물같은 타격을 하더라도 팀의 우승 경쟁에서 고전을 면치 못하고 있었다. 결과적으로 1973년 시즌 최종전에서 센트럴 리그 우승을 극적으로 결정지어 일본 시리즈에서도 우승했지만 이듬해 1974년에는 주니치 드래건스에게서 센트럴 리그 10연패를 저지당했고 사다하루는 2년 연속 MVP에 선정됐다.

#### 1975~76년: 홈런 기록에의 도전
사다하루의 통산 홈런이 600개를 넘어섰을 무렵부터 사다하루의 기록은 이미 메이저 리그 기록에 육박하는 것임이 인식되기 시작했다. 때마침 1974년에 행크 에런이 베이브 루스를 제치고 715호를 기록하였기 때문에 미국과 일본에서 동시에 홈런 기록에 대한 관심이 높아지고 있던 시기여서 요미우리의 간판 선수인 나가시마의 은퇴와 함께 야구 팬은 사다하루의 기록에 주목하기 시작했다. 그 와중에 1975년 스프링 캠프에서 다리를 다친 것의 영향으로 개막 이후부터 8경기 연속 선발에서 제외됐고 더욱이 나가시마의 은퇴로 사다하루를 타 구단들이 집중 견제하여 타율 2할 8푼 5리, 33홈런, 96타점에 그쳐 타점왕은 지켰지만 타격 부문에서 타점왕에만 그치는 등 13년 지켜왔던 홈런왕의 자리를 다부치 고이치(한신)에게 양보했다. 이 시점에서 사다하루는 35세이며, 이제 한계라는 야구계 내부에서도 나돌았다. 은퇴한 나가시마의 후계자로서 기대를 받았던 데이비 존슨이 큰 부진을 겪었고 다른 주력 선수들도 연거푸 부진에 빠지는 등 요미우리는 구단 창단 이후 처음으로 최하위(6위)로 떨어지는 수모를 겪어야만 했다.
그러나 기록에의 도전을 동기부여로서 삼았고 더욱이 하리모토 이사오의 입단에 따른 ‘OH포’(OH砲)의 형성과 존슨의 회복으로 공격의 부담이 경감되는 등 이듬해 1976년에는 다시 팀 타선이 폭발했다. 64경기에서 30호에 도달했고 올스타전까지 32홈런이라는 쾌조의 컨디션으로 홈런을 양산했다. ‘64경기에서 30호’는 2001년에 알렉스 카브레라가 타이 기록을 만들었지만 현재도 가장 빠른 기록이다. 시즌 65경기째인 7월 3일, 나고야 구장에서 열린 주니치전(15차전)에서 2타석 연속 홈런을 날리는 등 시즌 32호로 통산 699호에 도달했다. 이 경기에서 6회에 스트레이트 볼넷에 의해 1루로 출루한 하리모토를 두고 팀의 첫 선발이자 신인이던 아오야마 히사토가 풀카운트에서 6구째 바깥쪽 높은 직구를 처음으로 좌측에 때려내며 동점 2점 홈런(통산 698호)을 때려냈다. 이어진 8회에는 주니치의 두 번째 투수로 등판한 스즈키 다카마사가 1볼에서의 2구째인 포크볼을 던져 역전 홈런인 2점 홈런을 기록했다(통산 699호).
이 경기에서부터 일수로 20일 후, 경기수로는 7경기째(삿포로, 고라쿠엔, 가고시마, 구마모토를 경유), 올스타전이 열린 직후의 한여름인 7월 23일 다이요전(16차전, 가와사키 구장)에서는 8회초 다섯 번째 타석에서 투수 우자와 다쓰오가 던진 초구 한가운데 높은 포크볼을 33호 2점 홈런으로 때려내며 통산 2270경기째에 개인 통산 700호를 달성했다. 700호 홈런을 날린 가와사키 구장에서는 홈팀이 아닌 선수의 기록임에도 불구하고 그 구장의 펜스에 기념 플레이트가 설치됐다.
고라쿠엔 구장에서 열린 히로시마전에서 3타석 연속 홈런 기록을 세워 712호까지 도달하였고(9월 30일 미와 사토루로부터 솔로 홈런 2개, 10월 1일 이케가야 고지로로부터 2점 홈런), 그로부터 6경기 후인 10월 10일 한신전(22차전, 고라쿠엔 구장)에서 후루사와 겐지로부터 2개 홈런(1회의 첫 번째 타석에서는 1루에 하리모토 이사오를 두고 볼카운트 1볼에서의 2구째 바깥으로 떨어지는 슈트를 때려서 ‘가미카제가 날린’ 46호 2점 홈런, 7회의 세 번째 타석에서는 초구 한가운데 높은 슬로 커브를 때려서 우측에 날린 47호 솔로 홈런)을 기록하여 현역 18년째이자 통산 2317경기째에 베이브 루스의 714호와 맞먹는 기록을 세웠다(루스는 2503경기째, 에런은 2965경기째에 기록). 이튿날 10월 11일, 8회말 다섯 번째 타석에선 야마모토 가즈유키가 풀카운트 상황에서 던진 높은 볼의 슈트를 포착해서 우익 폴대의 철망을 직격하는 ‘최단 거리로 경제적’이며 파울도 되지 않고 ‘손쉽게 번’ 2점 홈런(시즌 48호이자 통산 715호)을 날려(당시 구심은 마루야마 히로시) 단번에 루스를 제쳤다(‘ ’ 안은 사다하루 자신의 발언). 이 715호 달성 당시에 경기 도중임에도 불구하고 베이브 루스의 부인과 행크 에런으로부터의 축전이 구장내에 방송됐다.
10월 16일, 히로시마에서 열린 최종전에서 사다하루는 6회초에 지금까지 4피안타 1실점으로 호투하고 있던 다카하시 사토시가 던진 2스트라이크 1볼에서 5구째 한가운데 높은 직구를 노려 2점 홈런으로 동점을 만들었고(통산 716호) 존슨이 다카하시가 던진 한가운데로 들어오는 공을 때려 좌익 최상단 관중석에 결승 26호 솔로 홈런으로 팀 승리를 이끌었다. 더욱이 고노 가즈마사, 가토 하지메, 시바타 이사오의 3연타로 점수를 추가하는 역전극을 보여줬고 수비에서는 가토 하지메(5이닝 6피안타 3실점) - 고바야시 시게루(4이닝 1안타 무실점)의 등판 릴레이로 점수는 5대 3으로 달아나면서 ‘나가시마 교진’은 전년도 최하위에서 리그 우승을 이뤄내는 위업을 달성했고 사다하루는 개인 통산 14번째의 홈런왕을 획득했다. 그 해에 에런이 은퇴했고 사다하루의 목표는 에런의 기록인 755개로 정했다.

#### 1977년: 756호 홈런
신기록인 756호까지 40개를 남겨둔 1977년, 언론과 팬의 관심이 사다하루의 ‘세계 신기록’에 집중되고 있을 때 4월 2일 주니치와의 개막전(고라쿠엔 구장, 통산 2323경기째)에선 3회말 2사에 두 번째 타석에서 마쓰모토 유키쓰라가 던진 2구째 한가운데 낮은 커브를 쳐서 통산 14개째의 만루 홈런을 날리는 등 좋은 출발을 보이는 듯 했으나 그 후에는 타구가 좀처럼 오르지 않았고 4월의 타격 성적은 타율이 3할 5푼대를 유지하고 있었으며 홈런도 한 달 동안 4개에 그쳤다. 5월이 되면서도 극도의 부진에 시달렸고 타율 10위 안에도 자신의 이름이 사라질 정도로 고전을 면치 못했다. 홈런 경쟁에서도 좋은 출발을 보인 다시로 도미오, 헐 브리든, 야마모토 고지 등과 크게 차이가 벌어져 본인의 입에서도 “에런의 모습이 보였다고 생각했는데 흐려져 간다”는 무기력인 발언이 나올 정도였다.
그러나 37세가 된 5월 말 경부터 조금씩 컨디션을 되찾아 7월이 종료될 때까지 26개의 홈런을 기록했다. 그리고 항상 가장 많은 홈런을 양산해왔던 8월에는 부활의 조짐이 있었는데 8월 11일에는 16년 연속이 되는 30호(통산 746호) 홈런을 기록하였고 홈런왕 경쟁에서도 선두를 달리고 있던 야마모토 고지를 추월했다. 8월에 가장 홈런이 나오지 않았던 기간은 고비였으며 신기록을 향한 카운트다운이 현실성을 띄게 되는 750호 달성 시의 9일간으로, 그 후에는 거의 한결같게 홈런을 양산했다. 8월 31일, 고라쿠엔 구장에서 열린 다이요전(22차전)에서 1회말 1사 상황에 출루한 도이 쇼조를 1루에 놓고 미우라 미치오가 던진 볼카운트 1스트라이크 3볼에서 5구째 한가운데로 들어오는 약간 낮은 커브를 쳐 2점 홈런을 때려내 현역 19년째이자 통산 2425경기째, 10145타석째에서 에런과 맞먹는 755호(시즌 39호) 홈런을 기록했다(에런은 23년째, 3275경기째에 기록). 8월에만 13개의 홈런으로 맹추격을 보였다.
그 3경기 후, 14타석째(통산 7878타수째)의 9월 3일 야쿠르트 스왈로스와의 경기(23차전)에선 3회말 1사 주자 없는 두 번째 타석에서 풀카운트에서의 6구째, 스즈키 야스지로가 던진 한가운데의 싱커를 우측 관중석을 향해 시즌 40호를 터뜨려 메이저 리그 기록을 넘어서는 통산 756호 홈런을 달성했다.
756호 홈런에 관한 시상을 위해 15만 엔 분의 카네이션으로 장식된 상패가 주어질 예정이었으나 이틀간 홈런이 나오지 않았기에 그 만큼의 카네이션을 버리게 됐다. 또한 1, 3루측 관중석에는 기록 달성이 가까워지자 각각 3개 씩(총 6개)의 구스다마를 놓고 기록 달성과 동시에 일제히 나누어져(구스다마는 800호 달성 시에도 준비됐다) ‘축·오 선수 756호’(祝・王選手756号)라는 내용이 담긴 현수막으로 축하해줬다. 이 경기에서 사다하루는 자신의 부모님을 고라쿠엔 구장에 초대했는데 기록이 달성되는 순간 고라쿠엔 구장 1루측 1층에서 관전하고 있던 부모님에게 기록 달성을 축하하는 팬들이 악수를 청해오는 등 앞에서 말한 카네이션의 플레이트를 사다하루로부터 직접 부모님에게 전달하는 순간도 있었으며 고라쿠엔 구장에서는 ‘효도도 일본 내에서의 최고’라는 말도 울려퍼졌다.
반면 756호 홈런을 맞은 스즈키는 당시 취재진들로부터 인터뷰 요청을 받는 등 심적인 고통에 시달리고 있었다. 이렇게 될 것이라 생각하고 있던 사다하루는 스즈키에게 말을 걸어 “나 때문에 엄청난 일이 돼버렸네, 별의 별 얘긴 다 듣겠지만 절대 지지 말아달라”고 격려했다. 스즈키는 “내가 이대로 무너진다면 사다하루의 기록에도 먹칠을 하게 될 수도 있다”라고 말해 이듬해 1978년에는 시즌 13승을 거두어 야쿠르트 구단 창단 이후 최초의 리그 우승과 일본 시리즈 우승을 이끌었고 긴테쓰 버펄로스에 이적 후에는 구원 투수로서 활약했다. 프로에 은퇴한 이후에도 연식 야구로 전향하여 오랫동안 현역 생활을 계속해나갔고 그 후에는 야구가 아닌 아마추어 골프에서 활약하고 있었다. 756호 홈런을 맞은 투수에게는 ‘용기 있는 투수상’으로 해서 사이판 여행을 부상으로 해주겠다고 돼있지만 스즈키는 프로의 긍지로서 이를 거절했다.
닛폰 TV는 당시 요미우리 주최 경기를 독점 중계하고 있었는데 이 756호의 홈런은 생중계하지 못했다. 당시 중계는 19시 30분부터 방송되는 것으로 기록을 낸 19시 10분 5초에는 《솟쿠리쇼》(요미우리 TV 방송)를 방영하고 있었다. 그 때문에 시청자들로부터 항의가 들어왔었다고 한다. 또한 기록 달성 영상은 중계 시작과 동시에 VTR로 재생되는 것 외에 당일 스포츠 뉴스 및 심야 특별 프로그램 ‘축하합니다 사다하루 선수 세계 신기록이다 756호!!’에서 이를 반복하여 방송을 내보냈다.

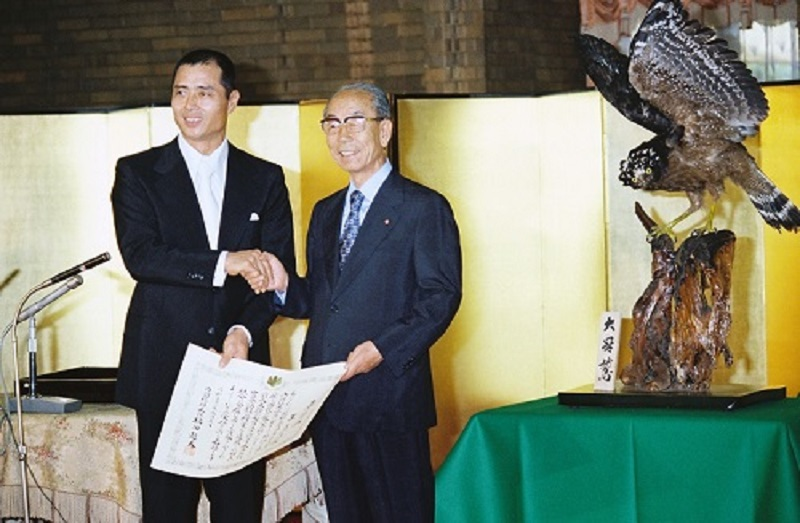
국민영예상 시상식에서 후쿠다 다케오 내각총리대신과 악수를 나누는 모습(1977년 9월)

이러한 위업을 기려 당시 후쿠다 다케오 총리로부터 그 해 일본 정부가 제정한 국민영예상의 첫 번째 수상자로 선정됐다. 더욱이 756호를 달성한 고라쿠엔 구장에서는 외야의 낙하 지점에 기념비가 설치됐다(현재는 도쿄 돔내에 있는 야구 전당 박물관에 전시돼 있다).
사다하루가 756호 홈런을 쳤을 당시 일본에서는 ‘세계 최고’라고 평가했지만 기네스북에서는 구기에 있어서는 리그의 레벨 등 조건이 반드시 평등하지 않다는 관점에서 경기 전체의 세계 기록이라는 개념을 인정하지 않았고 확인 가능한 최고 기록과 일정 레벨의 리그전에서의 기록을 병기하고 있는 경우가 많다(이것은 야구 뿐만 아니라 어느 구기에서도 마찬가지이다). 메이저 리그 외의 홈런수 기록에서는 메이저 리그 흑인 선수가 참가할 수 없었던 시절에 니그로 리그를 중심으로 활약했던 조시 깁슨의 972개가 있다. 사다하루의 기록은 행크 에런, 배리 본즈나 조시 깁슨의 기록과 함께 홈런 기록의 하나로서 기재돼 있다. 또한 홈런에 있어서는 구장의 넓이도 중요한 인자가 되지만 사다하루의 현역 시절에 요미우리가 홈구장으로서 사용하고 있던 고라쿠엔 구장은 당시 메이저 리그의 구장과 비교하면 매우 좁은 구장이었다.
미국 언론 대다수는 일본의 작은 구장과 투수 레벨을 예로 들어 사다하루의 기록을 ‘가치가 없는 것’으로 삼고 메이저 리그에서도 비공인 취급을 하고 있다. 하지만 사다하루를 높게 평가하는 목소리도 많으며 행크 에런 자신은 사다하루의 기록 달성에 경의를 표하며 신사적으로 축하해 줬고 박제된 플라밍고를 사다하루에게 선물로 보냈다. 또한 사다하루를 존경하는 메이저 리거도 적지 않다(#미국에서의 평가를 참조).
756호 홈런을 날린 9월 3일은 심야까지 TV 출연이나 인터뷰, 축하 전화 대응 등으로 거의 잠을 잘 수 없었음에도 불구하고 이튿날인 9월 4일 야쿠르트전에서도 평상시와 같이 출전하는 등 10회 무사 1, 2루 상황에서 야스다 다케시로부터 통산 757호가 되는 끝내기 3점 홈런(시즌 41호, 끝내기 홈런 8호)을 때려내 우승 매직 넘버를 ‘13’으로 만들었다. 이것을 포함하여 1977년 시즌에는 10개의 홈런을 더 기록하였고 자신의 세 번째가 되는 50홈런을 달성했다.
기록 도전이 계속된 1976년과 1977년 2년 동안 각각 49개와 50개를 기록하는 등 2년 연속으로 홈런왕에 복귀하였으며 123타점, 124타점(사다하루의 개인 베스트)으로 2년 연속 타점왕과의 2관왕, 4번째의 2년 연속 시즌 MVP에 선정됐다. 4차례의 2년 연속 MVP, 9차례의 MVP 선정은 현재까지도 일본 프로 야구의 기록으로 남아있다.

#### 1978~80년: 현역 말기
1978년 1월 5일에 계약을 갱신했는데 구단과의 15분간 짧은 면담 끝에 예년대로 갱신한 것이다. 연봉은 전년도의 6,480만 엔(코치 수수료 포함)에서 월액 100만 엔이 상승한 7,680만 엔이 됐다. 같은 해 8월 30일, 다이요전(23차전)에서 6회말에 시즌 34호 홈런을 터뜨려 일본 프로 야구 사상 최초로 통산 800호 홈런을 달성했다. 9월 22일 주니치전(24차전)에서는 8회초에 시즌 38호 홈런을 날려 일본 프로 야구 사상 최초로 2,000타점을 기록했다. 8년 연속 타점왕을 차지했지만 홈런은 39개에 그쳐 홈런왕 타이틀은 44개의 홈런을 기록한 야마모토 고지에게 넘겨줬다.
1979년에는 타율 2할 8푼 5리, 33홈런, 81타점에 그치면서 외다리 타법으로 전환한 1962년 이래 처음으로 타격 부문 3관왕 타이틀을 단 한 개도 얻지 못한 채 시즌을 마쳤다(베스트 나인에는 선출). 16년간 연속으로 계속돼 오던 OPS 1.0, 볼넷 100개의 기록도 그 해에는 9할 8푼, 볼넷 89개 등 점점 체력이 한계에 다가서는 것이 누구의 눈에도 분명히 보였다. 또한 9월 21일 한신전(25차전)에서는 8회말에 대타로 출전, 26호 홈런을 때려내며 프로 데뷔 후 첫 대타 홈런을 날렸다.
1980년 4월 5일, 다이요와의 개막전에서 5회초에 시즌 1호 홈런을 때려내며 시범 경기, 일본 시리즈 등을 포함한 통산 총 홈런수 1000개를 달성했다. 6월 12일, 고라쿠엔 구장에서 열린 히로시마전(9차전)에서는 1회말에 시즌 12호 2점 홈런을 날려 통산 850호 홈런 달성했다. 하지만 타율 2할 3푼 6리(그 해 규정 타석을 채운 선수 중에서 가장 낮은 타율), 30홈런, 84타점에 그쳐 베스트 나인에도 선정되지 못했다. OPS도 0.803을 기록하여 외다리 타법으로 전환한 1962년 이래 자신의 최저 기록이었다.
10월 12일, 정규 시즌 126경기째인 야쿠르트전(26차전, 고라쿠엔 구장)에서 6회말 2사 3루의 세 번째 타석에 상대 투수 간베 도시오가 던진 3구째의 커브를 때린 2점 홈런이 공식전에서의 시즌 30호 홈런이자 마지막 홈런(통산 868호)이 됐다. 통산 868호의 홈런을 때린 방망이는 도쿠미쓰 가즈오가 소유하고 있으며 도쿠미쓰가 《개운! 무엇이라도 감정단에게》(TV 도쿄)라는 프로그램에 출연했을 때 감정하기 위해서 갖고 들어왔던 적이 있다. 사다하루는 야시로 아키의 에피소드에도 있는 것처럼 홈런을 때린 방망이를 지인에게 선물한 적이 많았기 때문에 당초에 도쿠미쓰는 자신이 가진 방망이가 정말로 868호 홈런을 때린 방망이라곤 생각하지 않고 자택에서 발마사지 대용으로 사용하고 있었다고 한다.
이로써 19년 연속 30호 홈런을 달성하면서 기록 달성 후에는 “나 스스로도 믿을 수 없지만 이번 시즌은 공이 보였다가 보이지 않다가를 반복했다. 눈이 이러지도 저러지도 못해서 타격 포인트를 파악하기가 어려웠다. 갑자기 좋아지는 때가 있긴 했어도 그 타이밍이 이어지질 않아서 칠 생각을 못했다”라고 자신의 타격에 관한 분석을 내놓았다. 그리고 연령에 따른 체력 소모를 우려하는 주변의 목소리에 대해 “사람들은 웃을지도 모르지만 내년에도 40개를 목표로 한다”, “내년에는 한 단계를 뛰어넘는(통산 900호)다는 목표가 있으니까, 또 한번 힘껏 버텨봐야겠다”라고 현역 생활을 계속하는 데에 의욕을 보이고 있었다. 오랫동안 사용해온 압축 방망이가 이듬해부터 사용하지 못하게 된 것에 맞춰 백목 방망이로 타격 연습도 시작했다.
더 나아가 2024년에 사다하루는 NHK 프로그램과의 인터뷰에서 지금까지 알려진 이야기와는 달리 9월 중순 단계에서 은퇴를 결심했다고 밝혔다.

### 갑작스런 은퇴와 요미우리 조감독 취임
10월 21일, 요미우리는 나가시마 시게오가 감독직에서 사임했고 신임 감독에 후지타 모토시가 취임한다고 공식 발표했다. 더욱이 위에서 말한 2024년 인터뷰에 의하면 나가시마의 감독 사임 기자회견 장소가 원래는 사다하루의 은퇴 기자회견을 열기 위해 이미 정해졌던 장소였다고 한다. 22일에 후지타는 코칭 스태프 편성을 앞두고 ‘기질을 아는 요미우리 OB로’라는 방침을 밝혔다. 사다하루에 대해서는 ‘선수 겸임 조감독’을 염두에 두고 있었다. 같은 달 25일, NHK와의 기자 회견을 통해 사다하루는 이 요청을 받아들여서 결단을 내렸다. 이에 대해 사다하루는 “22년간 유니폼을 입은 요미우리가 새로운 출발을 했으니 얼마나 요미우리를 강한 팀으로 만들어야 할지 협력하겠다”라고 말했다. 사다하루는 22일, 후지 TV에서 잭 니클라우스와의 대담 프로그램 녹화를 마친 후 기자 회견을 가지면서 “다음 시즌도 현역으로 하고 싶다는 마음은 현 시점에서 말하면 충분하다”라고 현역 속행을 명언하고 있었다.
그런데 11월 4일, 현역 은퇴와 조감독 취임을 공식 발표했다. 은퇴를 결심한 이유를 묻자 “주제넘은 말이지만 오 사다하루로서의 배팅을 할 수 없게 됐다”라고 말했다. 사다하루는 은퇴를 결심한 순간에 대해서 다음과 같이 말했다.

그 해(1980년) 고라쿠엔 구장에서 열린 주니치와의 경기에서 선발한 도다(요시노리)의 공이 대단히 빨라 보였다. 예전의 자신이라면 때릴 수 있을 공이 때릴 수 없게 됐으므로 ‘아, 나도 이제 끝이구나…’라고 생각했다.
 — 오 사다하루
또한 곤도 다다유키 이외의 여러 기자들이 사다하루가 경기 도중에 당시 유행하고 있던 루빅스 큐브를 돌리는 모습을 목격하고 있었는데 곤도는 이러한 사다하루의 모습을 보고 “사다하루는 이제 힘이 다했구나”라고 생각했다고 한다. 그리고 사다하루는 이렇게 말했다.

마음은 1,000개의 홈런을 칠 때까지 현역으로 남고 싶었다. 756호를 경계로 해서 주위의 눈과 환경, 생활이 일변해 버렸다. 에런이 755개로 끝나지 않고 900개라도 때려주고 있었다면….
 — 오 사다하루
은퇴 표명한 지 4일 후인 11월 8일에 나고야 구장에서 열린 센트럴 리그 동서 대항전에서는 1개의 홈런을 포함한 4안타를 기록하는 등의 활약으로 MVP로 선정돼 은퇴를 안타깝게 만들었다. 이 경기 후 1980년 시즌 끝으로 현역에서 은퇴하는 주니치의 다카기 모리미치와 서로 어깨동무를 하고 팬들에게 손을 흔들었다.
11월 16일, 후지사키다이 현영 야구장(구마모토)에서 열린 한신과의 추계 시범 경기의 최종 타석에서 우측 스탠드를 향해 홈런을 날렸다. 3루를 돈 시점에서 한신 선수들이 벤치에서 뛰쳐나와 사다하루는 한 사람씩 악수를 주고 받은 후에 홈을 밟았다. 이것이 마지막 타석이자 마지막 홈런이 됐다.
은퇴식은 11월 23일의 팬 감사의 날 이벤트의 마지막에 이루어졌다. 투수 마운드 위에 설치된 마이크를 통해서 팬들에게 마지막 인사를 하였고 인사가 끝난 후 스스로 왼쪽 타석에 방망이를 두고 그대로 걸어서 1루 베이스 위에는 1루수용 미트를 두러 나간 뒤 동시에 현역에서 은퇴하는 다카다 시게루를 불러서 인사를 하도록 했다. 이 은퇴 시의 퍼포먼스는 야마구치 모모에의 그것을 본뜬 것이라고 일컬어졌다. 이때 호리우치 쓰네오를 투수로 초청해서 거짓없는 진짜 최종 타석을 이루었다. 결과는 호리우치의 혼신을 다한 스트레이트 강속구에 의해 헛스윙 삼진으로 아웃시켰다. 또 입단 시의 포지션인 투수로 되돌아가서 호리우치와 승부를 했지만 이 역시 호리우치에게 좌측 홈런을 맞았다. 현역 은퇴한 이듬해 1981년 이후 선수 시절의 활약을 기려 고라쿠엔 구장이 폐장되는 1987년까지 1번 게이트는 ‘오 게이트’(王ゲート)라고 불렸다. 더욱이 폐장할 때 선수 시절에 요미우리의 1루수로 활약했던 점에서 고라쿠엔 구장의 1루 베이스도 기증됐다. 현재 도쿄 돔이 되면서 이 게이트의 이름은 일단 없어졌지만 1998년에 개장 10주년을 기념해서 도쿄 돔에서의 1번 게이트는 ‘오 게이트’로 부활하여 현재에 이르고 있다.

### 감독 시절

#### 요미우리 조감독과 감독 시절
1976년부터 1980년까지 선수 겸임 코치, 1981년부터 3년간 요미우리의 조감독을 맡아 감독 후지타, 수석 코치 마키노 시게루와의 ‘트로이카 체제’로 1981년에 일본 시리즈 우승, 1983년에 리그 우승을 이끌었다. 1983년 11월 8일에 후지타로부터 바통을 이어받아 제11대 감독으로 취임했다. 그러나 전년도에 리그 우승한 팀을 이어받으면서도 3년간 우승권에서 멀어지는 등 감독으로서의 자질에 의문을 나타내는 목소리가 팬들이나 평론가들 사이에서 나온 적도 있었다. 또한 1985년에는 자신의 홈런 기록에 1개 차로 따라온 랜디 바스에 대한 고의 사구 공격을 멈추지 않았던 것에 대한 비판을 받았다. 사다하루 자신은 그다지 느끼지는 못하고 있었지만 젊은 선수들과의 의식의 단절도 있었고 그 해에는 나카하타 기요시의 ‘왕공’(ワン公, 사다하루의 선배·동년배가 사용한 애칭 ‘왕 짱’으로부터)이라고 발언한 오프 더 레코드를 전제로 했던 취재 기록이 폭로돼 논란을 불러일으킨 적이 있다.
감독 4년차인 1987년 시즌에는 팀의 주포인 하라 다쓰노리를 작년 시즌의 부진으로 빼고 오치아이 히로미쓰를 주니치 드래건스가 획득하는 등 팀은 전에 없던 위기를 맞고 있었다. 그러나 주니치와의 개막전에서 니시모토 다카시의 완봉 승리로 1987년의 시즌이 막을 열게 됐다. 더욱이 워렌 크로마티를 4번에 자리잡고 마무리로 돌아온 가토리 요시타카와 프로 2년째인 19세의 에이스 구와타 마스미, 부활한 에가와 스구루를 축으로 한 젊은 투수진들이 약진을 보였다. 공격면에서도 타격 10위권에 진입한 시노즈카 도시오, 요시무라 사다아키, 나카하타 기요시, 그리고 전력에서 복귀한 하라와 크로마티 등 5명이 3할 대의 타율을 기록할 정도의 강력한 타선을 구축하여 팀도 시즌 기간 동안 1위 자리를 내주지 않은 끝에 리그 우승을 달성했다. 하지만 일본 시리즈에서 세이부 라이온스에게 2승 4패의 성적을 기록하여 일본 시리즈 정상에 오르지 못하는 등 ‘요미우리 감독’으로서의 수완에 대해서는 그다지 높은 평가를 받지 못했다. 또한 1987년 리그 우승은 요미우리의 경기가 없었던 날에 결정(2위였던 히로시마가 패했음)됐기 때문에 숙소에서 헹가래가 이뤄졌다.
이듬해 1988년(참고로 도쿄 돔이 개장한 연도)에는 크로마티, 요시무라, 전년도 MVP를 차지한 야마쿠라 가즈히로 등의 부상으로 인한 은퇴, 에가와의 은퇴가 원인이 된 투수진의 약화로 그 해에 우승한 주니치에게 12경기차로 따돌려져 2위로 끝났다. 요미우리 감독을 맡은 5년 동안 리그 우승 1회를 포함한 A클래스를 유지하긴 했지만 구단 프런트로부터 문책을 당하는 형태로 9월 29일에 사임(사실상의 해임)을 발표하여 후지타가 사다하루의 뒤를 이어 또다시 감독을 맡게 됐다. 요미우리 감독직을 사임하면서 위에서 말한대로 30년간 사용된 요미우리의 등번호 ‘1’번은 야구계에서 모습을 감추게 됐다. 그 후 등번호 1번은 선수 시절의 공적을 인정받아 요미우리의 영구 결번으로 지정됐다.
감독 퇴임 후에는 NHK 야구 해설자를 맡았고 세이부, 야쿠르트, 닛폰햄, 요코하마 등 여러 구단으로부터 감독직 제의를 받았지만 세계 소년 야구 추진 재단의 업무를 이유로 거절했다.

#### 다이에·소프트뱅크 감독 시절

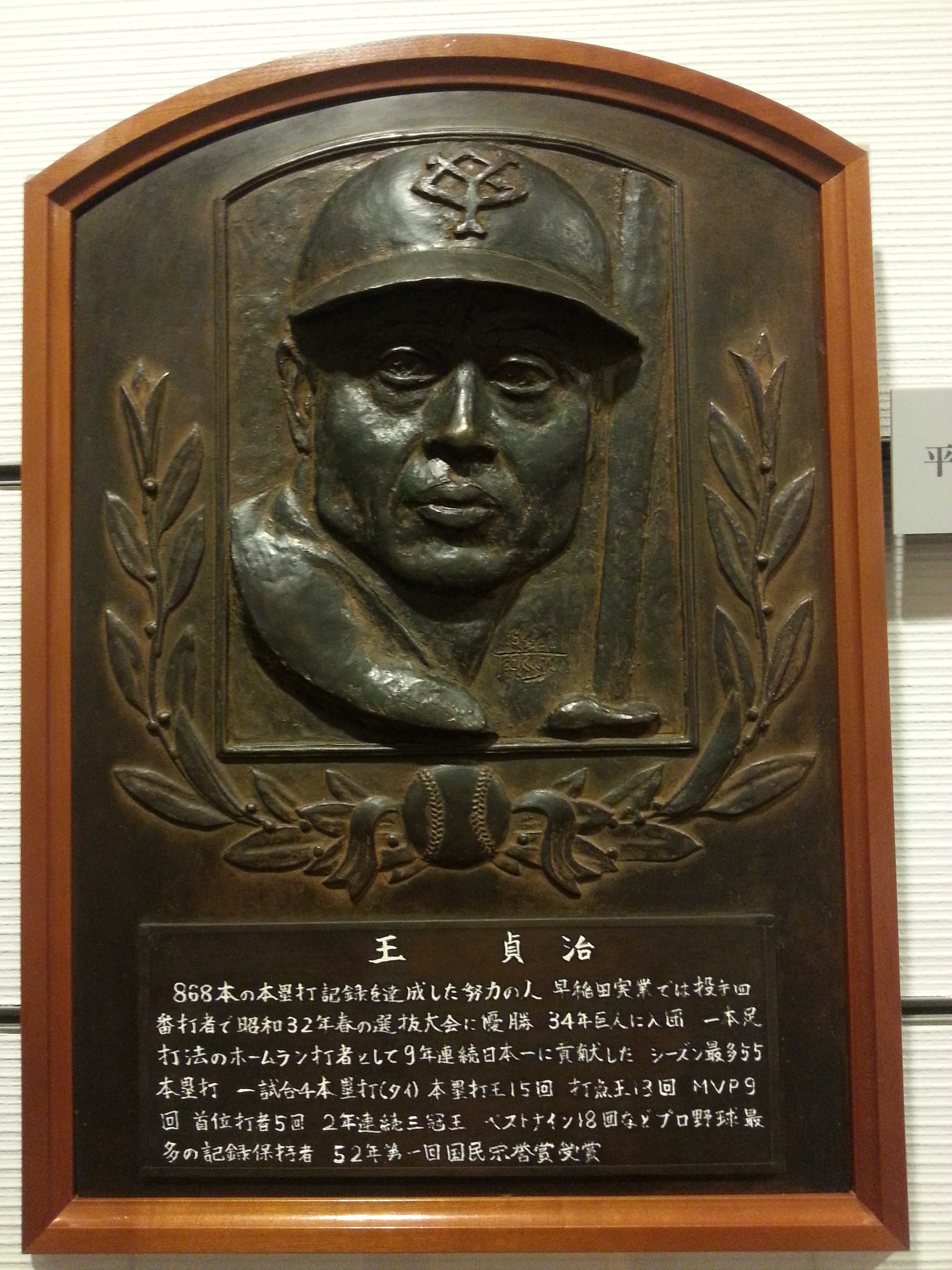
야구 전당 박물관에 전시된 릴리프

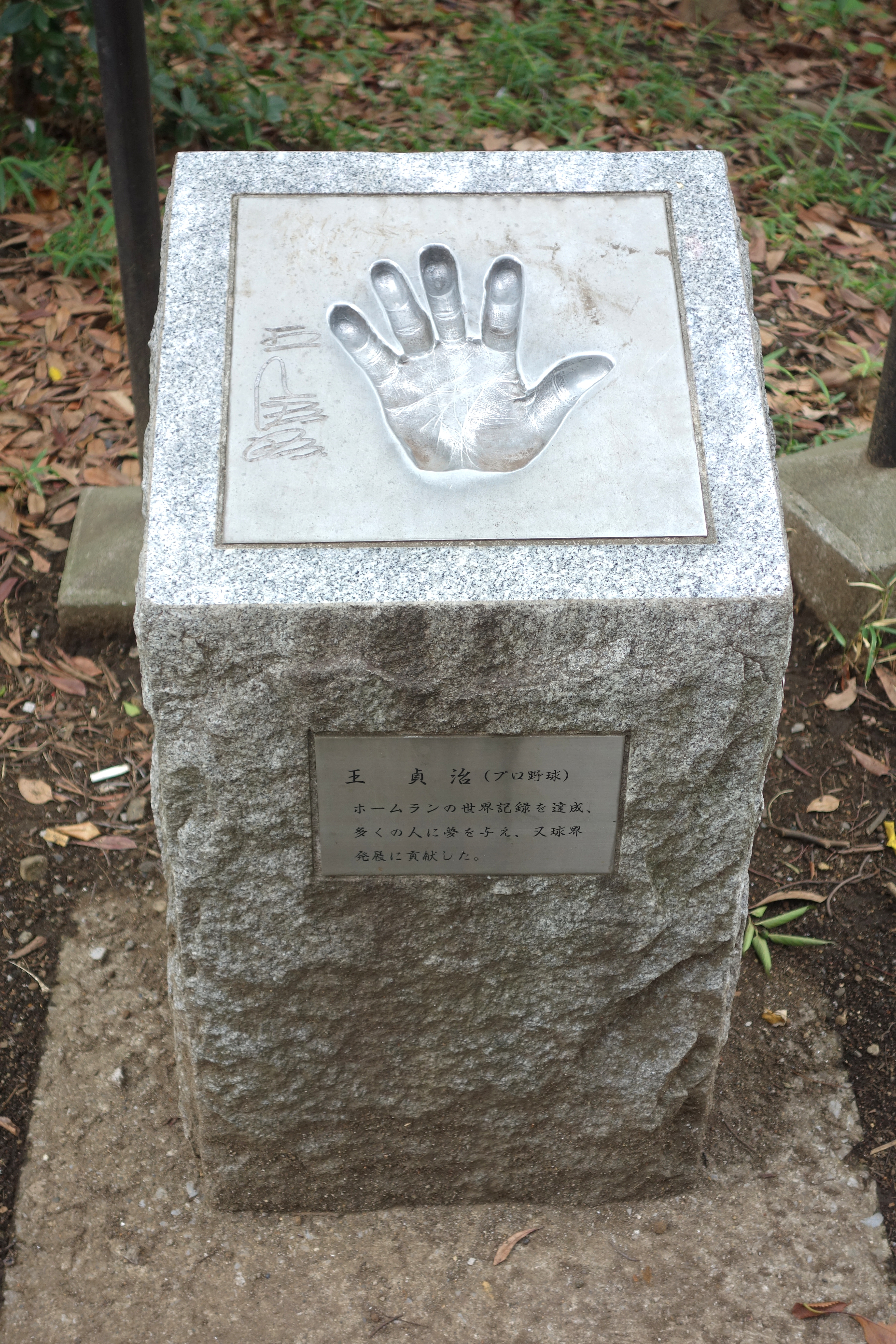
도쿄 우에노 공원에 있는 오 사다하루의 핸드프린팅 조형물

1994년 10월 12일, 후쿠오카 다이에 호크스의 감독으로 취임했다. 요미우리 감독직을 용퇴하고 나서 야구 유니폼을 입지 않게 됨에 따라 외롭게 생각하게 됐고, 이 시기에 네모토 리쿠오로부터 권유를 받은 것이 계기라고 말했다. 그 해 다이에는 4위에 머물렀지만 승수와 패전 수가 9로 약진하고 있어 1995년에는 거물 용병인 케빈 미첼을 비롯해 세이부 라이온스로부터 구도 기미야스, 이시게 히로미치가 입단하는 등 전력에 대한 기대는 컸지만 주력 선수들의 잇단 부진과 부상자가 속출하는 등 결국 5위에 그쳤다.
이듬해 1996년 5월 9일, 닛폰 생명 구장에서 열린 긴테쓰 버펄로스전에서 이 시기에 최하위에 머물고 있는 다이에팬으로부터 사다하루와 구단 대표 세토야마 류조를 신랄하게 비판하는 내용이 담긴 현수막이 내걸렸다. 경기는 첫회 아키야마 고지의 홈런으로 선취점을 따냈지만 선발이던 요시다 도요히코가 역전을 허용했고 9회초에 요시나가 고이치로의 홈런으로 1점차까지 따라가지만 2대 3으로 긴테쓰에게 패했다. 그 후 구장에서 나온 선수들이 탄 버스에 ‘너희들 프로가 맞냐?’라는 비난을 시작으로 연쇄적으로 계란이 투척되는 사건이 발생했다(일명 ‘날계란 투척 사건’). 이 때 사다하루는 “우리가 계란을 되던지는 것은 쉬운 일이지만 이것을 팬들의 의견이라 받아들인다면 이기는 길 밖에 없다”라고 말했다(이 경기는 닛폰 생명 구장에서 열린 마지막 프로 야구 공식 경기였다. 그리고 10년 후인 2006년 5월 9일에 닛폰 생명 구장이 철거된 부지에서 ‘날계란 사건을 추모하는 모임’을 당시의 긴테쓰팬과 다이에팬들이 가졌다).
요미우리 감독을 사임할 때 우승을 이끌지 못한 책임을 ‘구단 프런트측으로부터 추궁당한 것’과는 달리 ‘팀의 팬으로부터’ 무정한 처우를 당한다는 스타로서의 한 길을 걸어온 사다하루에게 있어서는 지금까지 맛본 적이 없을 정도의 견디기가 어려운 굴욕을 받는 시기가 이어졌다. 사다하루는 이들에 대해 줄곧 “나는 그만두지 않는다”, “우리는 이길 수 밖에 없다. 이기면 팬들도 박수로 맞이해준다”라고 발언하면서 계속 참았다.
1998년에는 예전 팀 동료였던 구로에 유키노부를 조감독으로 맞이하여 정규 시즌의 남은 5경기까지 우승 가능성을 남기는 분투를 보였다. 그 5경기를 전패했지만 오릭스 블루웨이브와의 동률로 21년 만에 A클래스(1위 ~ 3위, 상위권을 지칭하는 일본 언론의 표현)에 해당되는 3위를 차지했다. 1998년 시즌 종료 후 오바나 다카오 투수 코치의 초빙으로 투수진의 정비가 진행돼 이듬해 1999년 개막을 앞두고 네모토 구단 사장으로부터 “너희들 뭘 그렇게 경계하고 있어? 이 사람은 지금이야 ‘세계의 오’(世界の王)라고 불렸지만 옛날엔 라면 가게의 아들이었거든. 너희들하고 다를게 전혀 없어. 그렇게 생각하고 임해달라”라는 말에 사다하루와 코치진, 선수 사이의 틈이 메워졌다고 전해진다. 사다하루도 “선수라는 건 상상 이상으로 나의 안색을 살핀다. 그래서 나도 험한 표정을 되도록 하지 않고 선수들이 실패를 두려워 않고 마음껏 할 수 있도록 하지 않으면….”이라고 선수들에게 다가가는 발언을 했다.
감독 경험을 쌓은 힘이 결실을 맺어 1999년에는 구단 창설 11년 만에 처음으로 리그 우승을 이끌었고 더욱이 센트럴 리그 우승팀인 주니치와의 일본 시리즈에서도 제패하는 등 감독으로서는 처음으로 일본 시리즈 정상에 오르는 위업을 달성했다. 양대 리그 우승 감독은 미하라 오사무, 미즈하라 시게루, 히로오카 다쓰로, 노무라 가쓰야에 이어 역대 5번째이다. 이듬해 2000년에는 리그 우승을 이끌어 2연패를 달성했지만 일본 시리즈에서는 요미우리에게 패했다. 3년 뒤인 2003년에는 리그 우승과 동시에 일본 시리즈 정상에 올랐다(일본 시리즈에서 우승한 시즌의 상대 팀 감독은 모두 호시노 센이치였다). 1999년 일본 시리즈 정상에 오를 당시에는 같은 날 우연히 《ZONE》에서 다이에 호크스를 방송하고 있어 엔딩 부분에서는 일본 시리즈 우승하는 순간과 헹가래의 장면이 삽입됐다.
2000년 일본 시리즈에서는 나가시마 시게오가 감독을 맡는 요미우리와의 일명 ‘ON 감독 대결’로 주목을 받았다. 참고로 그해 후쿠오카 돔에서의 일본 시리즈가 변칙 일정으로 시행됐는데 이것은 3년 전에 후쿠오카 돔을 먼저 예약했던 일본 뇌신경외과학회의 일정을 우선했기 때문이다. 위에서 말한 바와 같이 1997년까지 다이에는 만년 B클래스(4위 ~ 6위) 팀으로 전락하여 그 당시 다이에의 약진을 예상할 수 없어서 학회의 예약을 승낙했기 때문인 것으로 알려졌다.
2001년에는 오사카 긴테쓰 버펄로스의 터피 로즈가 사다하루의 현역 시절에 맞먹는 시즌 최다 홈런 기록에 육박하여 사다하루는 경기 전의 연습 때 직접 로즈에게 다가가 홈런 신기록을 갈아치워 줄 것을 희망한다는 말을 걸었다. 로즈는 기록 경신에 도전했지만 다이에는 코치의 주도에 의해 로즈를 고의 사구하여 저지, 이를 말리지 않았다는 비난을 받았다.
2002년 드래프트에서 스캔들이 발각돼 요코하마 베이스타스의 지명을 회피당한 다다노 가즈히토의 사건과 관련된 사실을 알고도 획득하려고 하여 고쓰카 다케시 구단 사장도 ‘GO’사인을 내보냈지만 구단주인 나카우치 다다시의 강한 반대에 부딪혀 영입은 무산됐다. 그 해에는 세이부 라이온스의 알렉스 카브레라가 홈런 기록에 올랐지만 다이에는 고의 사구 공세를 펼쳤다. 정확하게는 5타석 중 4사구는 3타석이었지만 나머지 2타석 중 1타석은 볼을 카브레라가 억지로 흔들어 맞힌 것이었다.
2003년에는 전년도에 아키야마가 은퇴한 것과 와카타베 겐이치의 이적이 있었고 개막 직전에 ‘정신적 지주’이자 주포였던 고쿠보 히로키가 큰 부상을 당하는 등 시즌이 절망적일 것이라는 비관적인 전망도 나왔지만 전년도 드래프트 자유 획득 범위로 입단한 와다 쓰요시, 아라카키 나기사 등 두 명의 투수가 기대 이상의 활약을 보여 사이토 가즈미의 시즌 20승이나 무라마쓰 아리히토, 가와사키 무네노리의 타격이 개선되는 등 전력을 끌어올리는 것에 성공했다. 타격 코치에는 아라이 히로마사를 초빙했다.
2004년 6월 7일 홋카이도 닛폰햄 파이터스전에서 감독 통산 1,000승을 달성했다. 감독 부임 11년째가 되는 이듬해 2005년 1월 28일, 소프트뱅크에 정식으로 양도한 것에 따라 팀 이름도 ‘후쿠오카 소프트뱅크 호크스’로 변경됨과 동시에 부사장 겸 총감독으로 취임(감독도 그대로 겸임)하였고 취임한 지 얼마 되지 않은 시기부터는 생각할 수 없을 정도의 장기적인 팀의 지휘봉을 잡게 됐다. 또한 지휘를 잡은 호크스는 2003년부터 3년 연속으로 정규 시즌 1위를 기록했지만 퍼시픽 리그에서 플레이오프 제도가 도입된 2004년과 2005년에 2년 연속으로 플레이오프 제2 스테이지에서 최종전까지 진출했는데도 불구하고 2004년에는 세이부 라이온스에게, 2005년에는 지바 롯데 마린스에게 리그 우승을 내줬다.
2005년 시즌 종료 후 오바나 다카오가 퇴단했고 후임 투수 코치로는 2군 투수 코치였던 스기모토 다다시가 부임했다.

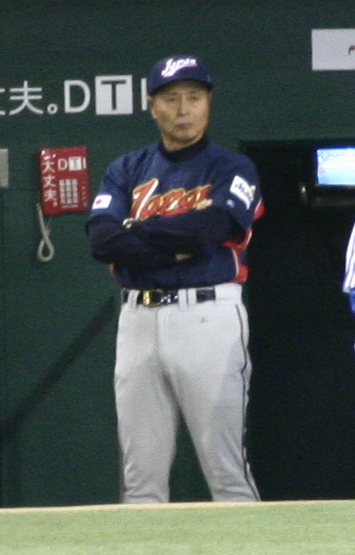
제1회 월드 베이스볼 클래식 일본 대표팀 감독 시절(2006년)

2005년 10월 10일에는 2006년 3월에 개최될 제1회 월드 베이스볼 클래식 일본 국가대표팀 감독으로 취임하여 이듬해 2006년 3월 21일에 열린 결승전에서 쿠바를 10대 6으로 누르고 일본을 초대 챔피언으로 이끌었다(결승전 TV 중계에서도 ‘세계의 홈런왕이 세계 최고의 감독이 되었습니다!’라고 실황중계 했다). 이러한 공적을 인정받아 2006년 12월 12일에 마이니치 스포츠인상의 ‘감동상’을 월드 베이스볼 클래식 일본 국가대표팀과 함께 수상했다. 12월 20일, 일본 프로 스포츠 협회로부터 월드 베이스볼 클래식 일본 국가대표로서 일본 프로 스포츠 대상을 수상했다. 또한 개인으로서 일본 프로 스포츠 특별상도 동시에 수상했다. 참고로 월드 베이스볼 클래식 기간 중에 있었던 시범 경기에서의 감독 대행은 수석 코치 겸 내야 수비 주루 코치인 모리와키 히로시가 맡았다.
2006년 7월 5일, 세이부와의 경기가 끝난 후에 기자회견을 열어 위에 종양이 생긴 사실을 밝혔다. 이튿날부터 위에 발병한 암치료를 위해 팀을 떠나 휴양 생활에 들어갔다. 감독 대행은 월드 베이스볼 클래식 개최 때와 마찬가지로 모리와키가 맡았다. 수술전 진단에서는 점막하층까지의 암세포가 번져 1군 림프절이 전이됐다. 7월 18일, 게이오기주쿠 대학병원에서 복강경하에 위전적 Roux en Y법 재건과 2군까지의 림프절 제거가 이뤄졌다. 8월 2일에 퇴원하여 기자회견을 열었는데 팬을 소중히 하는 사다하루답게 “여러분의 격려에 힘입어서 살 수 있었다”라는 소감을 말했다. 또한 수술 후의 병리진단 결과는 밝히지 않았다. 그 해 9월 29일, 후쿠오카 돔에서 열린 호크스 2006년 최종전 행사에 참석해 85일 만에 공식 석상에 모습을 나타냈다.
2007년 봄에 열린 미야자키 스프링 캠프부터 감독에 복귀했다. 2007년 시즌 성적은 3위였고 클라이맥스 시리즈에서는 제1 스테이지에서 패했다. 경기 종료 후 선수들에게 “다음 시즌을 마지막 시즌으로 생각한다”고 말하는 등 성적에 따라서는 2008년 시즌을 마지막으로 감독직에서 물러날 뜻을 시사했다.
2008년 5월 6일, 천수이볜 총통으로부터 무임소 대사로 임명됐는데 더 나아가 2001년에도 무임소 대사로 임명된 바 있다.
2008년 6월 6일에 열린 교류전에서 현역 시절 일본 시리즈에서 5차례나 맞붙었던 ‘난카이 호크스’의 복각 유니폼을 입고 팀을 지휘했다. ‘난카이 호크스’의 유니폼을 입은 최초의 방계 출신 지휘관(현역 시절에는 난카이에 소속된 경험이 없음)이 됐다. 복원된 짙은 초록색 유니폼을 걸치면서 “최근에는 튀는 유니폼이 많지만 이런 색은 괜찮다”라고 소감을 말했다.
2008년 7월 1일부터 7월 3일까지 개최된 센트럴 리그 공식전 ‘요미우리 - 야쿠르트’ 경기는 영구 결번 시리즈로 일명 ‘오 사다하루 시리즈’로 불린다. 영구 결번 시리즈로 열리긴 했으나 정작 ‘당사자는 다른 구단의 유니폼을 입고 지휘’에 나선 유일한 감독이 됐다. 경기가 이 시기에 열린 이유는 사다하루의 트레이드 마크인 외다리 타법이 탄생한 날(7월 1일)에서 유래한다.
같은 해 7월 8일 세이부 돔에서 열린 사이타마 세이부 라이온스전에서 세이부의 포수 호소카와 도루의 블로킹을 주루 방해라고 주장하며 약 5분가량 심판단에게 거세게 항의했다. 이것이 지연 행위로 인정될 시에는 현역 시절과 감독 시절을 통틀어 처음으로 퇴장 처분을 받는 게 아닌가 염려됐으나 기우로 끝났다. 사다하루는 “저런 거친 플레이는 안 된다. 전 세계에 저 영상을 보여줘도 분이 안 풀릴 정도다”라고 격노했지만 이것은 전년도인 2007년에 세이부와의 경기에서도 다무라 히토시가 마찬가지로 홈에서의 블로킹을 피해 빠져나가다가 부상을 당했던 일이 있는 만큼 경계심을 곤두세우고 있었기 때문이라고 한다.
7월 26일에 일본 프로 야구 역대 8번째가 되는 감독 통산 1300승을 달성했다. 그러나 그 해에 베이징 올림픽 출전을 강행했던 가와사키 무네노리가 피로골절을 당하는 등 선수들의 부상이 잇따른 탓에 팀 평균 자책점은 5위로 떨어졌고 구원 투수진의 평균 자책점도 12개 구단 중 최하위에 해당되는 4.42를 남겼으며 시즌 막판인 9월과 10월에는 27경기 중 21패라는 최악의 성적을 남겨 12년 만에 최하위(6위)로 떨어지는 수모를 당했다. 막바지에 보인 이 같은 부진은 사다하루 자신에게 감독 퇴임 결단을 내리게 하는 한 요인이 됐다.
9월 23일, 경기 종료 후 기자회견을 열어 체력적인 문제를 주된 이유로 시즌 종료 후 감독직에서 물러나겠다는 입장을 밝혔다. 기자회견에서 사다하루는 감독직에서 물러난 것에 대한 자신의 소회를 다음과 같이 말했다.

50년, 멋진 야구 인생이었습니다. 50년간 한 길로 이것에만 푹 빠져서 마음을 설레이면서 68세까지 해왔던 것은 너무나도 행복했습니다.
 — 오 사다하루
10월 7일, 시즌 최종전이 되는 K스타 미야기에서의 라쿠텐전이 마지막 경기가 됐다. 이날 날씨는 비가 내렸는데 상대팀이던 라쿠텐의 노무라 가쓰야 감독은 “오늘은 슬픈 일이 있을 때 내리는 비였다”라고 말했는데 사다하루는 “나에게 슬픈 일이 있을 때 내리는 비라고 표현하는 것은 어울리지 않는다”라고 말했다. 경기 종료 후에는 “승부사로서의 최후의 승리를 거두지 못해 유감”, “야구를 좋아하는 나 자신에게 어울리고 12번이나 할 수 있었다. 그 점에서는 좋았다”라고 말했다. 경기 종료 후에는 적지에도 불구하고 사다하루의 은퇴식이 열리면서 현역 시절부터 라이벌이었던 라쿠텐의 노무라 감독으로부터 꽃다발을 받았다.
감독으로서의 통산 성적은 2507경기에 출전하여 1315승(일본 프로 야구 역대 8위) 74무 1118패를 기록했다. 승리 내역을 보면 요미우리 시절에는 347승, 다이에·소프트뱅크 시절에는 968승이다.

### 그 후

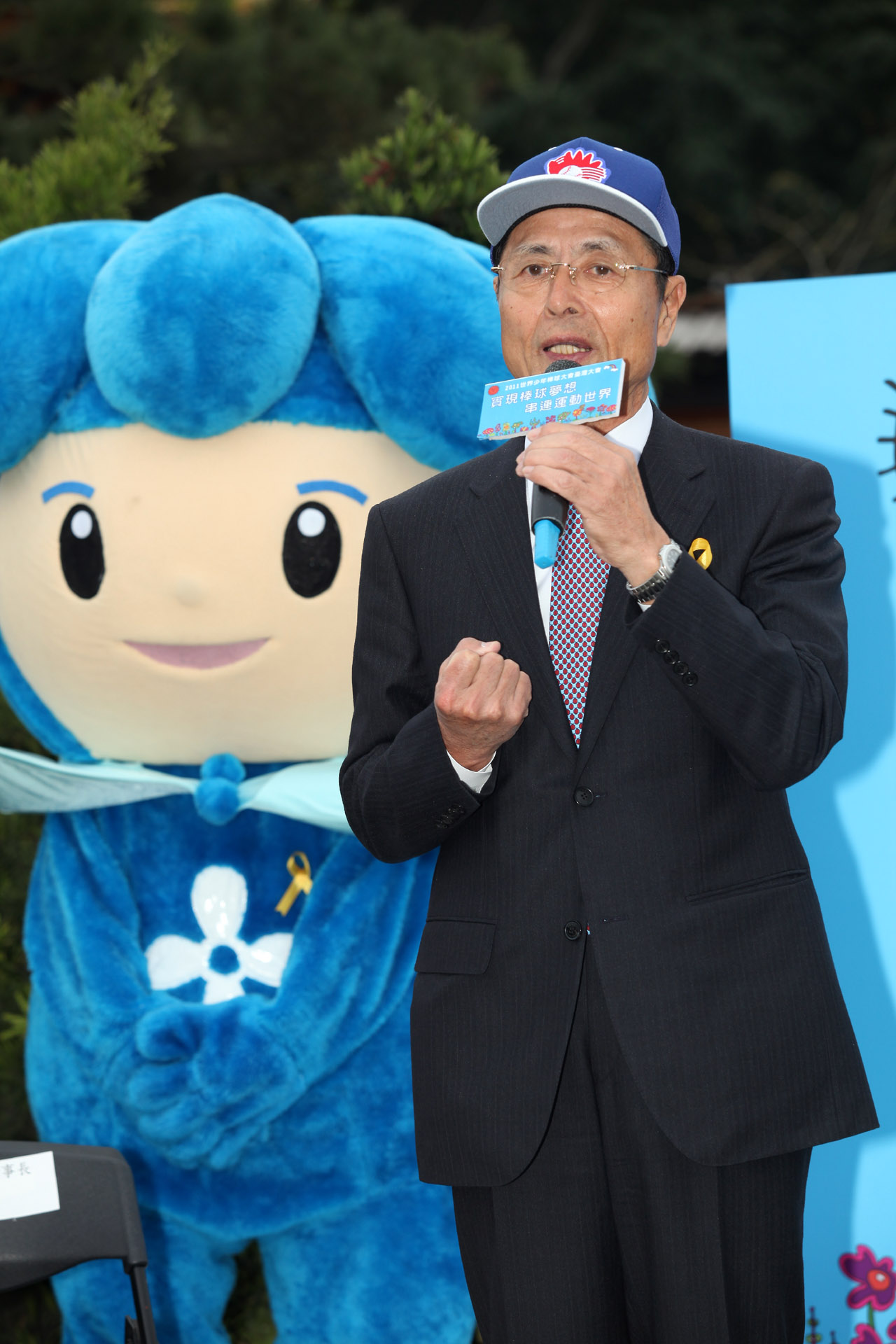
중화민국의 세계소년야구추진재단 이사장 자격으로 ‘타이베이 국제 꽃 박람회’를 방문했을 때의 모습(2011년)
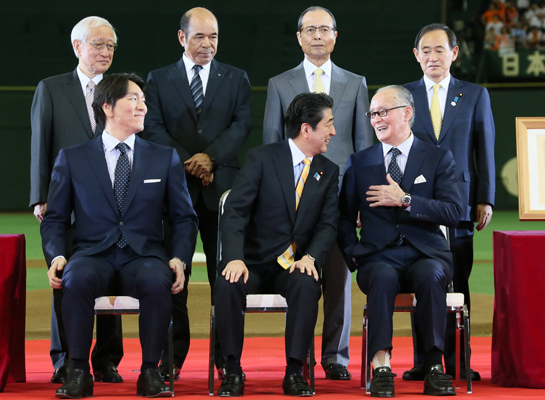
도쿄 돔에서 나가시마 시게오 및 마쓰이 히데키의 국민영예상 시상식에서 (2013년 5월 5일 촬영)
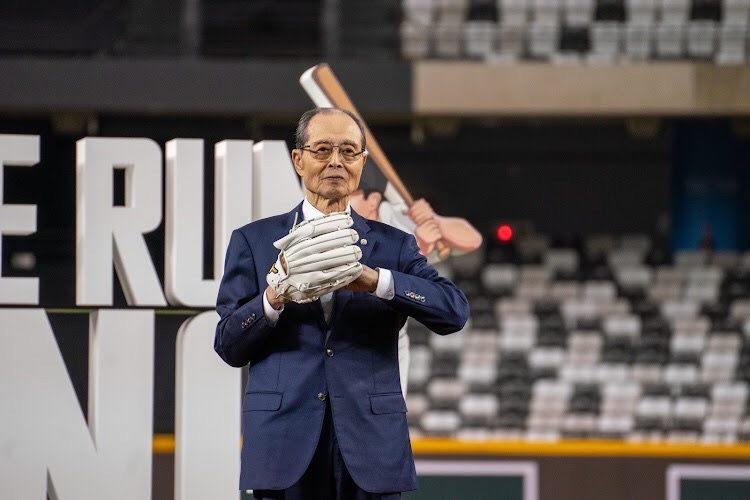
타이베이 돔에서 개최된 아시아 야구 선수권 대회의 시구자로 등장했을 때의 모습 (2023년 12월 2일)

감독 퇴임 후인 2008년 10월 8일 소프트뱅크 구단 대표이사 최고 고문으로 취임, 2009년 1월 1일부터 구단 대표이사 회장으로 직책이 변경됐다. 2009년 월드 베이스볼 클래식 일본 국가대표팀에서는 일본 국가대표팀 감독 자문역을 맡았다. 마쓰다 노부히로가 개막전에서 오른손 가운뎃손가락이 골절돼 전치 2개월이라는 진단받아 팀 편성을 재고하는 것이 불가피했다. 여기서 구단 회장인 사다하루가 “개막 엔트리에 누락된 선수보다도 일본 야구계를 알고 있는 외국인 선수 쪽이 좋다”라고 제언해 멕시코 리그에서 플레이하고 있던 호세 오티스를 영입했다. 오티스는 시즌 도중에 입단하면서 타율 2할 8푼 2리, 20홈런, 74타점 등의 결과를 남겼다.
2008년 12월 7일, 나가시마 시게오의 후임으로 요미우리 교진군 OB회 회장으로 선출됐고 2009년 12월 13일에는 가네다 마사이치의 후임으로 일본 프로 야구 명구회의 차기 회장으로 선출됐다. 2009년 9월 21일, 도쿄도내의 병원에서 장폐색, 담낭 적출 수술을 받았다.
2010년 1월 5일, 소프트뱅크 구단에 신설된 ‘편성 위원회’의 부위원장으로 취임(위원장은 가사이 가즈히코 구단주 대행)하여 구단 편성과 관련한 총지휘를 맡게 됐다. 같은 해 7월 3일, 후쿠오카 돔내에 사다하루의 공적을 기리는 박물관인 ‘오 사다하루 베이스볼 뮤지엄’이 개관됐고 2010년 10월 26일에는 다년간에 걸친 야구계에서의 공헌 등으로 인정받아 2010년도(헤이세이 22년) 문화공로자로 선정됐다.
2012년 5월 22일, 자신의 출신지이자 도쿄도 스미다구에 위치한 도쿄 스카이트리 개장식에 참석하여 테이프 커팅과 함께 인사를 했다.
2013년, 도쿄 야쿠르트 스왈로스의 블라디미르 발렌틴이 한 시즌 최다 홈런 기록을 경신했을 때 과거 랜디 바스, 터피 로즈, 알렉스 카브레라 등의 고의사구건이 언론에 보도됐지만 남은 경기 수가 많은 점도 있어 56호 홈런을 달성하여 최종적으로 60홈런이라는 한 시즌 최다 홈런 기록을 달성했다.
2015년 1월, 중화민국의 야구 전당·중화민국 봉구명인당에 선출돼 그해 11월, 중화민국에서 시상식이 거행됐다.
2016년 11월, 중화민국에서 열린 중화민국 OB와의 경기에 출전했다.
2018년 5월 30일, 일반인 여성(당시 60세)과 재혼하여 이틀 후인 6월 1일에 언론 보도가 나왔다.
2021년 8월 7일, 2020년 도쿄 올림픽에서 정식 경기로 복귀한 야구에서 일본이 전승 우승을 하여 금메달을 석권했을 때 일본 야구 국가대표팀의 특별고문을 맡은 사다하루는 “나는 야구를 국기라고 생각한다. 올림픽 금메달이라는 것은 더욱 특별하다. 지금까지 도전하면서 얻을 수 없었던 것을 자국 개최를 통해서 금메달을 목에 걸 수 있었다는 자체만으로도 정말 기쁘다”라고 말했다.
2021년 10월 29일, 소프트뱅크 호크스 대표이사 회장 외에 특별팀 어드바이저로 겸임한다는 사실을 발표하여 기자회견에서 사다하루는 “감독·코치와의 접촉을 포함하여 선수들도 지금까지 이상으로 깨달은 것을 다각도로 소통해 나가고 싶다”라고 말했다.

## 선수·감독으로서의 특징

### 선수로서
홈런을 쳐도 흥분을 감추지 못할 정도의 좋아하는 모습을 보인 적은 없었다. 이는 고등학교 시절에 홈런을 치고 홈베이스에서 기분이 좋을 정도로 어쩔 줄 몰라하던 사다하루의 모습을 지켜본 형 데쓰조에게서 “홈런을 맞은 상대방의 심정을 생각해 봐라”라고 꾸짖은 영향이 있다. 그 이후로 사다하루는 홈런을 쳐도 기뻐하는 내색을 보이지 않게 됐다고 한다. 이 점에 대해 훗날 데쓰조는 “고등학생이었으니 좀더 솔직하게 자기 감정을 드러내도 괜찮았을 텐데 괜히 미안한 짓을 했다”라고 말했다. 더욱이 한큐 브레이브스와 맞붙었던 1971년 일본 시리즈 3차전에서 역전 끝내기 홈런을 날렸을 때 손뼉을 치며 기뻐서 날뛰었던 등의 예외도 있다. 그리고 715호나 756호 홈런을 쳤을 때는 ‘만세’ 포즈를 취했는데 이것은 “평소에는 홈런을 쳐도 담담하게 베이스만 돌았으니까 이 정도 기록을 세웠을 때는 뭔가 퍼포먼스를 보여 주는 게 어떨까”라는 구니마쓰 아키라 코치의 말을 듣고서 퍼포먼스와는 담을 쌓다시피 했던 사다하루가 고심 끝에 겨우 생각해낸 포즈였다고 한다.
젊었을 때는 적극적인 지도를 받았으나 차츰 실적이 생기면서부터 야구에 대한 자부심이 높아지게 됐다. 극도의 타격 부진을 보일 때 타인에게서 조언을 해 줘도 “나보다 잘 치는 사람의 말이라면 듣겠지만요”라고 말하면서 상대가 연장자라도 그가 하는 말을 흘려듣곤 했다. 절대적인 존재인 가와카미 데쓰하루 감독이 “그런 불안정한 타격폼(외다리 타법)은 그만하고 기본인 양발 타법으로 돌아가면 어떻겠나? 너의 역량이라면 4할 대의 타율도 충분히 노려볼 만하다”라고 제안했는데도 외다리 타법에 강한 자신감이 있던 사다하루는 거절했다고 한다. 또한 선수 생활 말년의 나가시마 시게오가 타격에 대해서 주위 사람들에게 묻고 다니는 모습을 보고 “저렇게 재능있는 사람이 왜 남의 말을 쉽게 듣지? 치는 사람은 자신이니까 남의 이야기를 섣불리 듣다가는 오히려 선수 생명이 짧아지는 법이다”라며 이상하게 여겼다고 한다. 반면 가와카미 감독은 완강한 태도를 보인 사다하루에 비해 자신의 조언을 너그롭게 받아들이는 나가시마가 타격의 비법에 가장 근접했다는 평가를 내렸다.
하지만 사다하루와 같은 시대에 퍼시픽 리그에서 활약했던 노무라 가쓰야는 “사다하루는 항상 겸허하고 주변을 염려하는 신사적인 성격을 가졌다. 특히 약한 처지에 있는 사람을 배려할 줄 모르는 데가 있었다”고 말했다. 또한 저서에서는 ‘스파이 야구’(사인 도둑질)가 유행하던 1960년대 중반에 요미우리에서도 사인 도둑질이 이뤄지고 있었는데 당시 요미우리에서 트레이드로 입단한 아이바 요시히로로부터 들은 이야기에 의하면 ON의 나가시마조차 ‘몸쪽의 슈토가 올 때만 가르쳐달라’고 말한 것에 대해 사다하루는 “일체 가르쳐 주지 않아도 된다”라며 응했다고 한다. 노무라는 “사인 등을 훔치다가 다음의 공을 사전에 알지 못해도 대응할 수 있을 만큼 뛰어난 배팅 기술을 갖고 있었다고 할 것이다. 어쩌면 정의감이 강한 사다하루인 만큼 ‘스파이 행위’ 자체를 싫어했을지도 모른다. 나는 아이바로부터 이 이야기를 듣고 사다하루의 확실한 기술력과 인간성의 훌륭함에 새삼 감탄했다”라고 말했다.
연습에 관해서는 남의 말을 전혀 듣지 않는 완고한 성격을 가진 사람이었던 반면 남보다 열렬하게 연습했던 선수로 정평이 나 있었는데, 노무라 역시 “나가시마와 사다하루의 연습하는 모습은 누구나 본받았다”라고 말했다.
자기 팀 뿐만 아니라 다른 팀 선수들에게도 거리낌 없이 잘 대해줬고 상대 팀 선수들과도 타격에 대해 이야기를 나누거나 조언도 해줬다고 한다.
노무라는 사다하루의 타격에 대해 “볼배합을 읽는다든가, 구종을 읽는다든가 같은 일은 일절 없다. 날아오는 공을 친다. 이상적인 타자이지만 직구밖에 기다리지 않는다”, “가장 강한 코스는 바깥쪽 꽉찬 공과 한가운데의 딱 중간 높이쯤”, “누구라도 ‘홈런 타자 = 몸쪽은 위험하다’는 생각을 갖고 있기 때문에 사다하루와 같은 홈런 타자에게는 바깥쪽 위주의 볼배합이 된다. 하지만 사다하루는 그 점을 오히려 노림수로 이용한다”, “이 때문에 센트럴 리그 투수들은 바깥쪽 중심으로 공격해 나갔다가 공이 조금이라도 몰리면 통타당하는 경향이 있었다”는 등의 분석을 내놓아 사다하루의 좋은 성적은 당시 강타자들에 대한 대책에 있어서의 이와 같은 선입견을 가진 요인 중의 하나로 꼽았다.
워렌 크로마티는 2019년 언론을 통해 일본인 타자 역대 1위로 사다하루를 꼽았는데 그 이유로 외발 타법이라면 변화구와 강속구, 몸쪽 공격에 충분히 대응할 수 있다고 밝혔다.
호리우치 쓰네오는 “정말 대단한 선수였다. 사다하루는 말할 것도 없이 최고였다. 구로에가 유격수로서 자기 역할을 잘 해낼 수 있었던 것도 사다하루 덕분이라고 생각한다. 유격수 자리에서 던지는 공이 슬라이더처럼 휘거나, 슈토처럼 꺾이거나 갑자기 툭 떨어지기도 했는데 그런 공들을 사다하루는 너무나 자연스럽게 잘 받아냈었다. 정말 대단했다. 사다하루와 5년 전(2019년)에 이야기할 기회가 있었는데‘구로에의 공은 내가 아니면 못 받아’라고 웃으면서 말했다”라고 밝혔다.

### 감독으로서
감독으로 취임할 당시에도 주위의 조언을 듣지 않는 독단으로 말미암아 실질적인 성적을 거두지 못함으로써 비판받았던 일도 있었다. 그러나 다이에·소프트뱅크 호크스 감독 시절부터는 위에서 말한 ‘선수와 감독은 같은 인간이며, 서로 격의없이 대화로 풀어나가야 한다’라고 구단 상층부의 권유로 생각을 바꾸고 주변의 의견을 적극적으로 수용하게 됐다. 그 결과, 다이에·소프트뱅크 호크스 황금 시대를 구축해 교묘할 정도의 팀 지휘와 선수 육성의 재능을 발휘하게 됐다. 감독에서 물러난 이후의 회장 신분이 된 오늘날에도 배후에서나마 적재적소에 선수를 획득 또는 육성에 힘을 발휘하고, 강한 호크스를 유지하는 활약을 보여주었다. 이러한 것에서 성격은 결코 융통성이 없는 ‘완고한 사람’이 아닌 오히려 사람을 쓰는 재능은 매우 뛰어나며 명장으로서 많은 선수나 코치를 만들었다는 평가를 받았다.
또한 지도자로서의 초기에는 고마다 노리히로나 이나가키 히데쓰구 등에게 자신의 외다리 타법의 습득을 추천하고 현역 시절 스승이었던 아라카와 히로시에게 지도를 맡겼던 적이 있었다. 특히 몸도 크고 21세 나이의 정규 시즌에 홈런 12개를 기록한 고마다에게는 큰 기대를 걸었지만 고마다에게는 분명 외다리 타법이 맞지 않아 성적이 떨어지고 더욱이 사다하루가 요구하는 높은 수준의 요구가 압력이 돼 반쯤 도망가듯이 외다리 타법의 습득을 포기해 버렸다. 또한 이나가키도 단 한번도 1군에 올라가지 못해서 뚜렷한 결과를 남길 수 없었다. 그 이후 사다하루는 자신의 타법을 선수에게 밀어붙이는 일을 포기하고 선수에게 맞는 지도를 하게 됐다.
가와카미 데쓰하루를 최고의 감독이라고 평가하여 “프로 야구인으로서의 마음가짐을 배웠다. 9연패는 가와카미 감독이 아니면 있을 수 없다고 단언한다. 승리를 향한 집념의 결정, 웃는 얼굴의 가와카미 감독의 사진을 보면서 얼마나 위대한지 알게 됐다”라고 말했다. 가와카미로부터 승리에 대한 집념을 배웠다고 말했는데 자신의 감독 시절에 ‘가장 이기고 싶은 것은 나 자신이다’라는 가와카미의 말을 자주 사용했다고 한다.
전화 걸기를 좋아하는 것으로도 유명한데 1981년 시즌 종료 후의 드래프트 회의에서 선발 고등학교 야구 대회 우승 학교이자 PL가쿠엔 고등학교의 선수였던 요시무라 사다아키에 대해서 의욕적으로 전화를 걸어 ‘텔레폰 러브콜’(テレフォンラブコール)로 입단 협상을 벌여 요시무라는 드래프트 3순위로 요미우리에 입단했다. 또한 다이에 감독 시절에도 오바나 다카오를 1군 투수 코치로 초빙할 때 스스로 오바나의 집에 직접 전화를 걸어 끈질기게 설득한 끝에 팀의 일원으로 만들었다.
하라 다쓰노리가 두 번째 요미우리 감독으로 취임했던 2005년 추계 캠프 당시, 생방송 TV 프로그램의 인터뷰에서 요미우리의 하라 감독이 화제가 됐을 때 응원으로 “자이언츠의 감독 따위는 되고 싶어서 된 인간은 없으니까 느긋하게 하면 된다”라고 메시지를 보냈다.

## 에피소드

### 인품·성격
진지하고 성실한 인품을 가진 것으로 알려졌는데 부인의 장례식에 참석한 모든 사람들에게 직접 전화를 해서 감사의 인사를 했다고 한다. 장례식에 참석했던 가네무라 요시아키는 “설마 자신에게 사다하루 본인으로부터 전화가 걸려올거라곤 생각하지도 못하고 있었다. 부재중에 사다하루에게서 걸려온 전화를 받은 셋째 아들(당시 3세)이 ‘엄마, ‘다이에의 오’한테서 전화!!’라고 수화기를 막지 않은채 큰 소리로 전했기 때문에 아내가 전화기로 사죄를 했다”는 에피소드를 전했다.
도구를 소중히 취급하는 것으로 현역 시절부터 알려져 있으며 같은 미트를 10년 이상이나 사용하고 “새것은 뻣뻣해서 익숙해질 때까지 시간이 걸린다”며 스스로 바느질까지 해가며 계속 사용했다. 반면 경기에서 홈런을 친 방망이에 대해서는 지인들에게 선물한 적도 많았다. 유명한 에피소드로는 야시로 아키에게 846호 방망이, 도쿠미쓰 가즈오에게 868호 방망이를 선물하는 등의 사례가 있다.
젊은 시절, 나고야의 초밥집에서 당시 주니치 드래건스의 인기 선수였던 반도 에이지(사다하루와는 동급생이며 사이가 좋았다)와 우연히 만났을 때 자신의 지인(부친의 동포)이 운영하고 있는 작은 중화요리집에 데리고 가서 “반도도 가끔은 먹으러 와 주지 않을텐가?”라고 부탁했다. 반도는 이 이야기를 자신의 저서에서 “사다하루의 성장과 상냥한 인품을 이해할 수 있었다”라고 밝혔다. 또한 반도가 《금요일의 아내들에게》 시리즈에 출연했을 당시 요미우리 감독이었던 사다하루는 “나도 한번 나가보고 싶다”며 부러워했다고 한다.
고지식하고 의리가 있는 성격으로 팬레터나 연하장의 답장은 반드시 쓸 정도였다. 스프링 캠프와 우승 여행지에 갖고 들어온 엽서나 편지지의 양은 수만 통이나 된다고 전해졌다. 1960년, 처음으로 올스타전에 출전했던 해에 삿포로 야마노테 양호학교의 학생으로부터 팬레터가 왔는데 당시에 이미 스타 선수였던 사다하루는 대량으로 오는 팬레터 중 한 통만 대충 읽어버려 훗날 그 학교에 관한 사정을 알고 후회했다고 한다. 그 이후 사다하루는 팬레터를 반드시 읽게 됐다. 또한 사다하루는 이듬해 1961년 이후 감독을 퇴임하는 1988년까지 매년 삿포로 원정 시에 야마노테 양호학교를 지속적으로 방문했다.
사다하루의 젊은 시절에는 통행금지 시간을 단골로 어겨서 긴자나 아카사카에 있는 클럽에 다녔던 시기도 있었다. 사다하루 자신도 훗날 “고등학교를 갓 나온 체력으로 돈이 있어서 화려한 샹들리에, 아름다운 여성, 이상할 것이 없지 않은가”라고 술회했다. 다만 아라카와 히로시 코치에게서 “너는 정말로 잘하고 싶으면 오늘부터 3년간 술, 담배, 여자 모두 그만두고 나에게로 와서 연습해라. 그 대신에 3년 후에는 10년 놀아도 프로로서 밥을 먹을 수 있게 될테니까”라는 말을 듣고 술과 담배가 금지된 이후부터는 완전히 마음을 바꿨다고 한다.
또한 젊은 시절에는 자동차 운전이 난폭해서 ‘스피드광’이라고 해도 좋을 정도였다. 어떤 기자가 처음으로 사다하루가 운전하는 차에 탔을 때 부인으로부터 ‘조심하라’는 소리를 듣고 그 때는 사다하루에 대한 말이라고 생각했지만 고속도로에서 콧노래를 부르면서 맹렬한 스피드로 차를 밟아대는 사다하루의 운전에서 사다하루의 조수석에 탄 자신에 대해 걱정한 말이라고 훗날 알아챘다고 한다. 다만 756호 홈런을 쳐서 국민영예상을 수상한 이후로는 교통법규를 준수하고 있다고 한다. 호크스 감독으로 취임한 이후 테리 이토(와세다 실업고등학교에서의 사다하루 후배에 해당)에게 “요미우리에 있을 때는 아무리 차가 달리고 있지 않아도 횡단보도가 없는 곳에서 도로를 건너는 따위는 할 수 없었다”라고 말했다.
사와미야 유의 저서 《타격 투수》에 따르면 사다하루는 타격 투수에도 매우 친절하게 대했다고 한다. 오랜 세월 사다하루의 전속 타격 투수를 맡았던 동갑내기인 미네 구니야스가 타격 투수를 그만두고 퇴단(다이요 웨일스 코치로 취임)하게 되면서 1974년에 일본을 방문한 행크 에런과의 홈런 경쟁에서 사다하루에게 던진 투구가 미네의 은퇴 경기가 됐다. 홈런 경쟁 후 미네가 은퇴 기념으로 사다하루에게 사인을 부탁하자 사다하루는 “기왕 하는 김에 에런의 사인도 같이 받으면 어떻겠나”하면서 에런이 있던 대기실까지 함께 가 주었고 에런도 흔쾌히 그 부탁에 응해서 사다하루와 에런의 사인이 함께 들어간 친필 사인을 3장이나 받았다고 한다. 더욱이 사다하루는 “나는 요즘 금주 중이니 차안에 있는 위스키를 자네가 대신 마셔 주겠나”하며 술상자를 건네준 것 외에도 “설날 떡값이라고 하기엔 좀 그렇지만 내 마음일세. 그 동안 나를 위해 공을 던져 줘서 정말 고마웠다”라는 말과 함께 돈봉투를 건네주는 등 미네에게 예를 다했다고 한다.
사다하루가 프로 3년차에 알게 된 심장병을 앓고 있는 야구 소년에게 “나도 홈런을 날리는 선수가 될 테니까 너도 빨리 건강하게 야구를 할 수 있도록 힘내라”고 계속 격려했다. 그러나 그 소년은 약석의 보람없이 13세의 어린 나이로 세상을 떠났다. 이 소년의 부모가 도쿄도 시나가와구에 있는 어느 사찰에 아들을 애도하며 방망이를 손에 든 지장을 세웠고 사다하루도 현역 시절에 정규 시즌이 끝나면 매년 같이 이 지장에 참배했다. 그러한 연유로 하여 이 지장을 언제부터인가 ‘홈런 지장’이라고 부르게 됐다고 한다.
운동량이 많아서 일반인보다 먹는 양이 훨씬 많다는 프로 야구 선수 중에서도 대식가로도 매우 유명하다. 선수 시절에는 간식 대신에 라면이나 가쓰동을 먹어치우는가 하면, 야식으로 만두를 몇 인분 씩이나 먹곤했다고 한다. 점심 식사를 마치면 곧바로 저녁 식사를 신경 쓸 정도로 먹기에만 집착했다. 감독 시절에는 젊은 선수들이 식사하는 모습을 보고 “뭐야, 지금의 젊은 선수들은 전혀 먹질 않는 구나”라고 적게 먹는 것을 한탄했다. 마찬가지로 대식가로 알려진 가와카미 데쓰하루가 유일하게 당해내지 못한 상대가 사다하루로 ‘이건 못 당하겠다’고 항복했다고 한다. 술도 매우 강해 사다하루가 도전한 수많은 주량 대결에서 진 상대는 다이호가 유일하다.
위암 수술을 했던 때에 체중이 줄어든 이후 한 번에 많이 먹지 못하게 되어 원래의 대식가 모습이나 후쿠오카에 온 뒤로부터의 미식가를 의식해서인지 퇴원 기자회견 때 ‘야위었다’라며 체중이 줄어든 것에 기뻐하는 듯한 발언을 했다.
2015년에는 젊은 선수들의 활약을 체크하면서 나카타 쇼에게 조언을 보낸 적도 있다.
위에서 말한 바와 같이 아라카와 히로시의 집에서 지도를 받았던 시절에는 있을 수 없는 페이스로 다다미가 닳아 교체했는데 이에 힌트를 얻은 제조업체가 스포츠 다다미 개발에 착수하면서 개발됐다는 일화가 있다.

### 취미
- 생가가 중화요리 음식점이었기 때문에 중학생이 되고 나서는 가게 주방에서 라면을 직접 끓여 먹었다.[137]
- 정월에는 하코네 역전 경주를 연도에서 관전하여 달려가는 선수들에게 응원과 성원을 보낸 적도 있다.[138][139][140]

### 국적

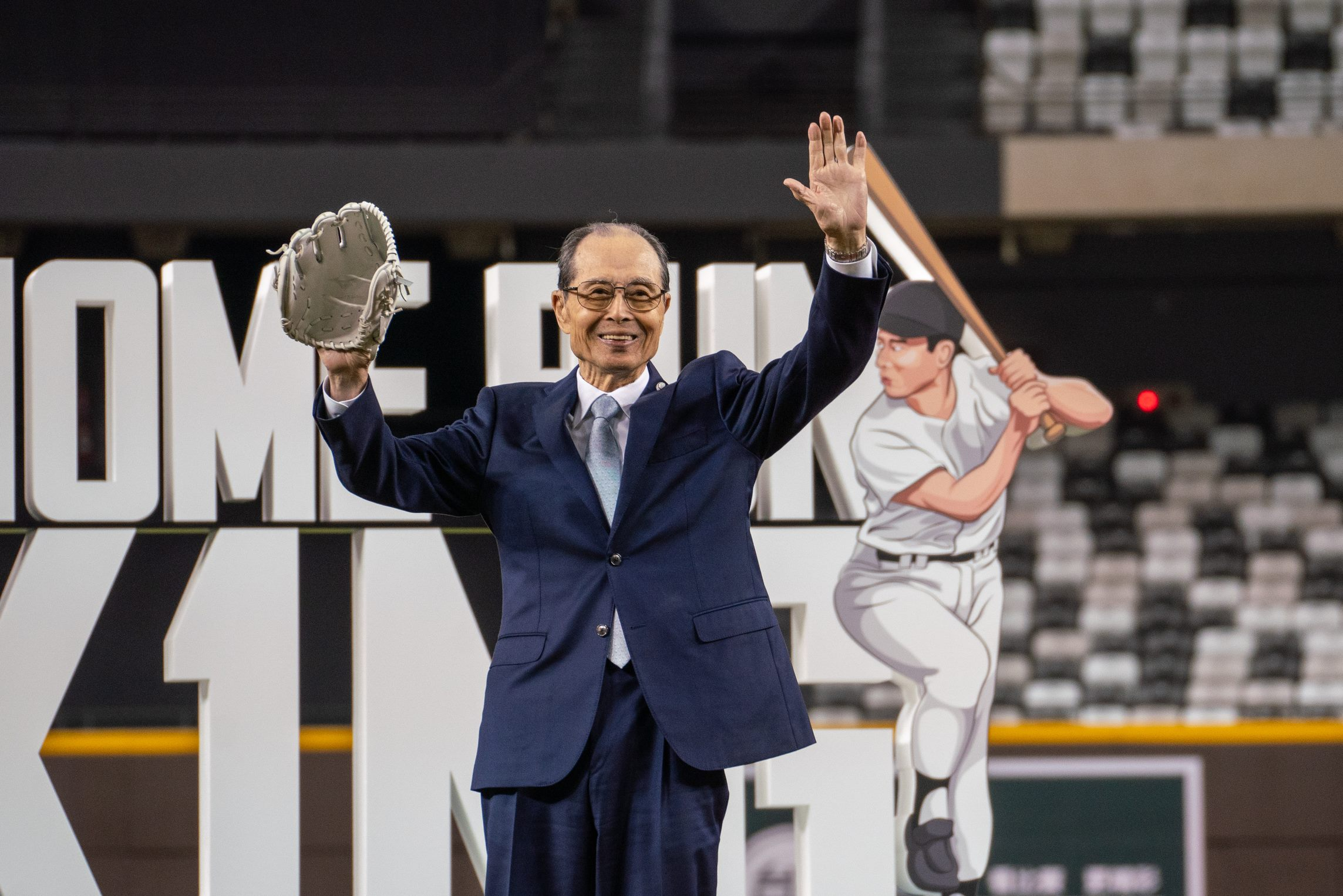
타이베이 돔에서 개최된 아시아 야구 선수권 대회의 시구자로 등장했을 때의 모습(2023년 12월 2일)

사다하루의 국적은 중화민국이다. 예전에 중국 대륙의 지배자는 중국 국민당이며 국호를 중화민국이라 했었다. 그 시절 사다하루를 비롯한 중국 국내외에 사는 중국인(화교·화인)은 모두 중화민국 국적이었다. 중국 국민당은 제2차 세계 대전 후 중국 공산당과의 국공 내전에서 사실상 패배하면서 중국 대륙을 잃고 타이완 타이베이에 사실상 수도를 옮겼지만 1971년에 유엔에서 축출돼 국제 사회에서의 입지를 크게 상실했다.
그러나 사다하루는 스스로 지명도를 정치적으로 이용당하는 것을 싫어해 세계 다수의 국가에 의해 정식 국가로 승인받은 중화인민공화국이나 자신이 태어나서 자란 일본의 국적에 편리함을 추구하여 귀화하려고 하지 않았다. 이 때문에 사다하루는 현재까지도 자신의 국적을 중화민국 국적으로 하고 있다. 이것은 중화민국 국적의 재일 중국인으로서 생애를 마친 아버지의 유지를 존중한다는 점과 세계의 홈런왕으로서 국제적으로 유명해진 현재 ‘일본 국적 취득’, ‘중화인민공화국 국적 취득’, ‘생애 중화민국 국적이기를 선언’ 등의 어느 거 하나를 취해도 정치적인 의미를 띠어버린다는 취지를 《정열 대륙》(마이니치 방송)의 인터뷰에서 이 같은 이유를 밝혔다. 더욱이 사다하루의 딸인 오 리에가 아버지를 따라 여전히 중화민국 국적을 유지하고 있음을 밝힌 바 있다. 간혹 사다하루를 ‘대만인’으로 잘못 표현되는 경우가 있는데 이것은 국적상 중화민국 국적인 것에 더해 ‘타이완’과 ‘중화민국’이 혼동되기 쉬운 것이 오해의 소지가 있는 이유다. 실제로 왕씨 집안의 본적은 중화인민공화국이 실효 지배하의 저장성이며 타이완섬과의 연관성은 전혀 없다.
다만 월드 베이스볼 클래식에서 우승할 당시 해외 언론으로부터 “당신은 일본인입니까?”라는 질문에 사다하루는 이렇게 대답했다.
| “ | 아버지는 중국인이지만 어머니는 일본인입니다. 나는 태어날 때부터 일본에서 자라고, 일본의 교육을 받고, 일본의 프로 야구 선수로서 인생을 보내왔습니다. 의심하는 여지 없이 일본인입니다. | ” |

사다하루는 또한 국민영예상의 초대 수상자였는데 외국인 훈장과 구별되는 훈장과 달리 국민영예상의 수상에는 국적 제한은 설정돼 있지 않아 일각에선 사다하루의 홈런 기록을 축하하기 위해서 만들어진 상이라는 비판도 있다.

### 교우 관계
- 사다하루의 동년배이자 친구로 사다하루와 서로를 잘 이해하는 사이이기도 한 하리모토 이사오와는 서로 ‘절친한 친구’가 아닌 ‘心友’(마음의 친구)라고 써서 ‘친우’(しんゆう)라고 부르는 사이이다.

- 야구계 이외에도 넓은 인맥을 갖고 있는데, 특히 가수 미소라 히바리와는 ‘의남매’(사다하루 본인의 이야기)라고 할 정도로 막역한 사이였다. 히바리가 사망한 1989년 6월 24일에 사다하루는 타이완에 가 있어서 그 날 저녁에 나리타 국제공항에 귀국했을 시 보도진으로부터 ‘히바리씨가 돌아가셨다’라는 말을 듣고 ‘그게 사실인가’라고 말을 잇지 못했다. 그 해 7월에 거행된 장례식에서 사다하루는 조사를 읽었다.

- 스모의 요코즈나 다이호 고키와는 같은 1940년(쇼와 15년) 5월생(생일이 사다하루가 9일 정도 빠르다)이고, 교진군의 구단 지정 접골사였던 요시다 마스조[144]가 경영하던 요시다 접골원의 환자로서 알게 된 이래 오랜 동안 친분이 두터워져서[145] 휴일에 둘이서 밤새도록 술을 마시고 날이 샌 적도 있다.[146] 다이호가 사망했을 때는 사다하루가 장례식에서 조사를 낭독했다.[147]

- 프로 골퍼인 다카스 나미오와는 40년 이상에 걸친 친분이 있는 오랜 사이였다. 다카스의 소개로 아오키 이사오와도 친분을 갖게 됐다. 프로 골퍼로서 맹활약을 하며 몇 년간을 보내고 있던 아오키는 “사다하루를 스포츠 선수로서 거울삼겠다”라며 사다하루를 본보기로 해서 나날을 보내자, 1971년에 간토 프로에서 첫 승리했고 그 후에는 사다하루와 똑같이 ‘‘세계’의 아오키’라는 별명을 얻을 정도가 됐다고 아오키는 말했다.[148] 2010년에는 아오키와 함께 ‘더 레전드 자선 프로암 토너먼트’의 대회 실행위원으로서 참가한 적이 있다.[149]

- 정치인 니카이 도시히로와도 40년 넘게 친분이 있는 사이이다.[150]

- 자신과 같은 화교 출신인 작가 진순신의 작품도 읽었다고 한다. 진순신이 사망한 이듬해 2015년에 고단샤 문고에서 신장판으로 나온 진순신의 《아편전쟁》(전4권)이 출간됐는데 그 1권 초판 띠지에는 “진 선생의 작품 중에서도 아편전쟁은 특히 인상 깊었습니다. 중국의 어두웠던 시대를 다룬 이 작품은 중국에 대한 역사 인식을 바꾸어 준 소중한 책입니다. 제가 좋아하는 작품 중 하나였습니다”라고 적었다.

- 월드 베이스볼 클래식에서 이치로는 사다하루에게 “감독은 현역 시절에 배팅이 간단하다고 생각한 적이 있습니까?”라고 질문했는데 사다하루는 “배팅의 비법을 알았다고 생각하면 달아나버리는, 그런 반복으로 결국 그런 일은 한 번도 없었다”라고 대답했다. 이치로는 이것을 듣고 ‘오 사다하루 감독도 그러했군’이라고 스스로 느껴 ‘배팅에서의 고민은 당연한 것이다’라고 재인식할 수 있어서 안심했다고 한다.

### 미국에서의 평가
사다하루의 존재는 미국에서도 일찍부터 평가받고 있었다. 1970년에 열린 미일 야구(샌프란시스코 자이언츠전)에서는 한 경기 2개 홈런을 치는 등의 활약을 보였고 친선 경기이긴 하지만 메이저 리그의 투수가 고의 사구하는 광경도 볼 수 있었다. 1976년에는 미국의 대표적인 스포츠 잡지 《스포츠 일러스트레이티드》에 일본 프로 야구 선수로서는 처음으로 표지를 장식했다.
그런 한편으로 일본에서는 ‘세계의 홈런왕’이라고 불렸지만 일본 이외의 국가에서는 어디까지나 ‘일본의 홈런왕’으로서 알려져 있으며 영어권의 뉴스에서는 ‘Japanese Homerun king Sadaharu Oh’로서 소개된 적이 있다. 일본에서도 오치아이 노부히코가 《그리고 내 조국》(1995년 슈에이샤 문고)에서 미국인이 사다하루를 세계 1위의 홈런왕으로 인정하지 않은 것을 지적했다.
2006년 11월 미국의 시사주간지 《타임》 아시아판에서 아시아판 60주년을 기념해서 특집으로 기획한 정치, 비즈니스 등 5개 분야에서 활약한 66명이 영웅으로 선정되는 ‘60년의 아시아의 영웅’의 한 사람으로 선정됐다.

### 그 밖의 에피소드
- 1990년, 사다하루가 야구 해설자를 맡고 있던 NHK가 이탈리아 월드컵 결승전을 중계했을 때 게스트로 출연했다.[151] 1993년 5월 15일 국립 가스미가오카 경기장에서 열린 J리그 개막전(베르디 가와사키 vs 요코하마 F. 마리노스전)에 내빈으로서 초청돼 J리그의 발족을 긍정적으로 평가하는 발언을 남겼다.[152]
- 다이에의 감독으로서 연패를 달성한 2000년 시즌 오프에 요미우리의 OB전(TV로 방영됨)이 있어서 새로 마련된 등번호 ‘1’의 유니폼을 입고 참가했다.

## 가족

### 아버지: 오 시후쿠

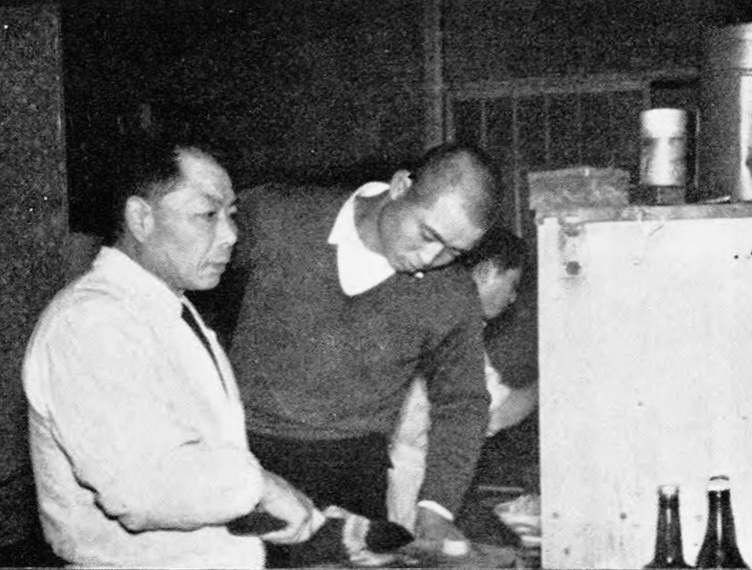
아버지 시후쿠(왼쪽)와 함께한 모습

아버지 시후쿠는 대륙에서 혼자 일본으로 건너온 천애고아에 가까운 경우로 더욱이 전시 중에는 적국인이었기 때문에 일본인인 아내의 친족으로부터 정식 결혼을 허락받지 못했다. 그 때문에 종전 후에 정식으로 결혼할 때까지는 사다하루와 그의 형제는 표면적으론 왕(王)씨 성을 쓰면서도 법적으론 모친의 사생아로서 일본 국적을 보유하고 있었다.
성실하면서도 남달리 일한 시후쿠는 중화요리점의 2호점을 내는 등 사업을 순조롭게 확대하고 있어서 본래라면 사다하루를 야구인의 길로 가게 할 생각은 없었으며 용접공으로 키우고 싶었다고 한다. 아버지는 1985년 시즌 중에 사망하여 히로시마 시민 구장에서의 경기 종료 후 아버지의 부음 소식을 전달받았다. 시즌 중이면서 원정에서 경기하고 있는 중이라 당시 요미우리의 감독이었던 책임감으로 사다하루는 빈소나 장례식에도 참석하지 않을 생각이었지만 주변의 강력한 권유로 도쿄에 돌아와 장례식에 참석한 뒤 곧바로 즉시 히로시마로 돌아가서 경기를 결장한 적은 없었다.

### 어머니: 오 토미
1945년 3월 10일 도쿄 대공습이 일어날 당시 4살 때였지만 “어머니의 등에 업히면서 도망다니다가 밤하늘이 새빨갛다는 것을 기억하고 있다”라고 말했다.
어머니 토미는 자신의 저서에서 “무학으로 특별한 재능도 아무것도 없는 부모 슬하에서 이 정도까지 해 줘서 어미는 행복합니다”(《감사하는 세월을 살아서》, 게이분샤)라고 자식에 대한 생각을 말했다. 2010년 8월 16일에 폐렴으로 향년 108세의 나이로 사망했다.

### 형: 오 데쓰조
자신보다 10살 위인 친형 데쓰조는 사다하루가 2006년에 위암 수술을 받았을 때 자신의 출신인 게이오기주쿠 대학병원에 입원시켜 후배 의사였던 기타지마 마사키에게 사다하루의 수술 집도를 의뢰하는 등 동생의 투병을 뒤에서 받쳐주고 있었지만 2008년 가을에 컨디션이 나빠져서 그해 12월 20일에 호흡 부전으로 향년 78세의 나이로 사망했다. 사다하루는 “내 부친의 대신이었다”라고 형의 죽음을 애도했다.

### 전처: 고바에 교코, 딸들

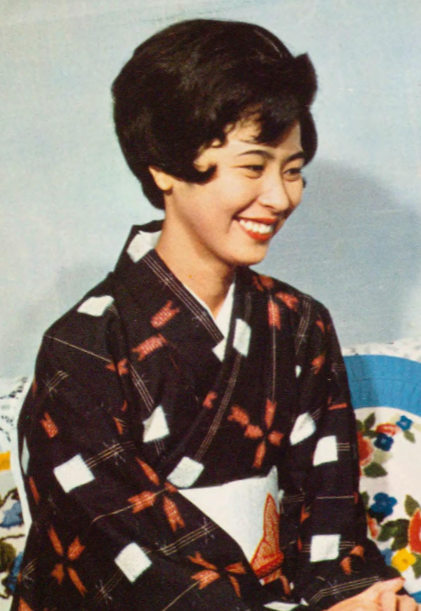
전처 고바에 쿄코(1966년)

1966년 12월 1일에 고바에 교코(小八重恭子)와 결혼식을 올렸다. 교코와의 사이에는 오 리에를 비롯한 3녀를 두었다. 사다하루의 신인 시절, 자주 연습을 보러왔던 두 명의 여학생 중 한 명으로 그중 한 명은 쾌활하게 이야기를 하는 여학생이었고 또 한 사람은 사다하루가 ‘얌전한 아이다’라고 느낀 여학생이 훗날의 부인이다. 아내에 대한 프로포즈의 말은 “도돈파는 좋아하세요?”였다고 한다. 3녀가 출생했을 때에 사다하루는 사내 아이를 갖고 싶었지만 또다시 여자 아이였기 때문에 혀를 차고 말았는데 끝내 부인에게 혼쭐이 났다(당시에는 ‘사내 아이 = 스트라이크, 여자 아이 = 볼’이라고 생각하는 야구 선수들이 많아서 이나오 가즈히사나 하리모토 이사오도 이런 류의 이야기를 했었다). 집에서는 매우 심한 성격을 가진 폭군 남편으로, 집안 일은 전혀 하지 않았다고 하는데 집의 지붕을 고치는 일조차도 아내의 일이다. 다만 예의범절을 가르치는 일만큼은 사다하루의 담당인데 예의범절에 대해서는 엄격하여 딸들이 본인이 이야기한 것에 대해 대들면 가차없이 주먹을 휘둘러 코피가 나올 때까지 때린 일도 있었다고 한다. 그 때문인지 딸들에게는 “아버지를 별로 좋아하지 않았다”라고 말했던 시기도 있었다고 한다.
3명의 딸들은 모두 ‘理’(다스릴 리)자가 붙는 이름을 붙였다. 이것은 언젠가 시집을 가서 성이 바뀌어버리는 딸들(일본 국적을 가지는 남성과 결혼했을 경우 중국에서는 부부별성이다)이지만 사다하루의 딸로서 자각을 갖고 존재하고 싶은 의미와 ‘里’(마을 리, 또는 고향의 의미)는 오(왕)씨 집안이라는 의미를 넣어 ‘里’에 ‘王’을 붙인 ‘理’라 했다.
교코는 2001년 10월에 사망했다. 하지만 이듬해인 2002년에 부인의 유골이 담긴 납골함이 묘지에서 도난당했고 그 다음해인 2003년에 300만 엔을 요구당하는 사건을 겪었다.

### 재혼
2018년 5월 30일에 일반인 여성(당시 60세)과 78세의 나이로 재혼하고 그해 6월 1일 언론 보도를 통해 공식 발표를 했다. 이 일반인 여성은 후쿠오카현 나카스에 영업 중인 유명 고급요리점에서 여주인을 맡았고 사다하루 자신도 다이에 감독 시절 이 유명 고급요리점에 단골로 드나들면서 그런 와중에 여주인이었던 일반 여성과 만나게 됐다고 한다.

## 상세 정보

### 출신 학교
- 와세다 실업고등학교

### 선수 경력
- 요미우리 자이언츠(1959년~1980년)

### 지도자·기타 경력
지도자
- 요미우리 자이언츠 플레잉 코치(1976년~1980년)
- 요미우리 자이언츠 조감독(1981년~1983년)
- 요미우리 자이언츠 감독(1984년~1988년)
- 후쿠오카 다이에 호크스·후쿠오카 소프트뱅크 호크스 감독(1995년~2008년)
- 제1회 월드 베이스볼 클래식 일본 국가대표팀 감독(2006년)

기타
- 후쿠오카 소프트뱅크 호크스 구단 회장
- 일본 프로 야구 명구회 회장·고문

### 수상·타이틀 경력

#### 타이틀
- 수위 타자: 5회(1968년~1970년, 1973년, 1974년) ※5회 달성은 역대 4위 타이 기록, 센트럴 리그 역대 2위, 센트럴 리그 좌타자로서의 최다 기록, 3년 연속은 센트럴 리그 타이 기록. 1969년에는 풀 이닝 출장으로 수위 타자 획득(NPB 최초)
- 홈런왕: 15회(1962년~1974년, 1976년, 1977년) ※15회, 13년 연속은 모두 역대 최다 기록
- 타점왕: 13회(1962년, 1964년~1967년, 1971년~1978년) ※13회, 8년 연속은 모두 역대 최다 기록
- 최다 출루수: 12회(1967년~1978년) ※1967년부터 타이틀로 제정됐고 12회 달성과 12년 연속은 모두 역대 최다 기록, 출루율은 1962년~1979년까지 18년 연속 1위
- 최다 안타(당시는 타이틀이 아님): 3회(1969년, 1970년, 1973년) ※1994년부터 타이틀로 제정됨

#### 수상
- MVP: 9회(1964년, 1965년, 1967년, 1969년, 1970년, 1973년, 1974년, 1976년, 1977년) ※최다 기록[160]
- 베스트 나인: 18회(1962년~1979년) ※수상 횟수는 센트럴 리그 최다 기록, 18년 연속 수상은 역대 최다 기록
- 다이아몬드 글러브상: 9회(1972년~1980년) ※1972년부터 시상, 1루수 부문에서 9년 연속 수상은 역대 최장 기록이며 9회 수상은 고마다 노리히로 다음으로 1루수로서의 역대 2위
- 일본 야구 전당 헌액자(1994년)
- 쇼리키 마쓰타로상: 4회(1977년, 1999년, 2003년, 2006년) ※1977년에는 선수로서 수상
- 국민영예상(1977년)
- 올스타전 MVP: 3회(1963년 2차전, 1977년 3차전, 1979년 1차전)
- 일본 시리즈 우수 선수상: 1회(1963년)
- 일본 시리즈 타격상: 1회(1972년)
- 일본 시리즈 기능상: 6회(1965년, 1966년, 1968년, 1970년, 1971년, 1973년)
- 월간 MVP: 1회(1976년 5월)
- 일본 프로 스포츠 대상
  - 대상: 3회(1974년, 1976년, 1977년)
  - 특별상: 1회(2008년)[161]
  - 공로상: 1회(2008년)[161]
- 호치 프로 스포츠 대상
  - 대상(야구 부문 센트럴 리그): 2회(1976년, 1977년)
  - 특별 공로상: 1회(2000년)
- 베스트 파더 옐로 리본상(1991년)
- 마이니치 스포츠인상
  - 그랑프리(1999년)
  - 감동상(2006년)
  - 문화상(2008년)
- 베스트 스마일 오브 더 이어(1999년)
- 와세다 대학 추천 교우(2000년)[162]
- 중화민국 3등 경성훈장(2001년)[163]
- 자수포장(2006년, 2009년)[주 19]
- 아사히 스포츠상(2006년)
- 후쿠오카현 영예상(2006년)[164]
- 후쿠오카시 스포츠 영예상(2006년)[165]
- 후쿠오카현 현민영예상(2008년)[166]
- 도쿄도 명예도민(2009년)[167]
- 중화민국 2등 경성훈장(2009년)[11][168]
- 문화공로자(2010년)
- 와세다 대학 스포츠 공로자(2011년)[169]
- 중화민국 야구 전당 경기 부문(2015년)
- 유머 대상(2018년)
- 일본스포츠학회 대상(2024년)[170]

#### 영예
- 2004년, 모교인 와세다 실업고등학교에 ‘오 사다하루 기념 그라운드’가 준공됐다.[171]
- 61189 오사다하루 - 소행성대에 위치하는 소행성[172]
- 고라쿠엔 구장에서 현역 은퇴한 이듬해 1981년부터 폐장된 1987년까지 등번호에 연관되면서 1번 게이트는 ‘오 게이트’라고 불렸고 릴리프가 장식됐다. 폐장 후에는 일단 자취를 감췄지만 1998년에 도쿄 돔이 개장 10주년을 기념해서 1번 게이트가 앞에서 말한 것과 똑같게 붙여져서 장식돼 있다.

### 개인 기록

#### 첫 기록
- 첫 출장·첫 선발 출장: 1959년 4월 11일, 대 고쿠테쓰 스왈로스 1차전(고라쿠엔 구장), 7번·1루수로서 선발 출장
- 첫 타점: 1959년 4월 13일, 대 고쿠테쓰 스왈로스 3차전(고라쿠엔 구장), 8회말에 미야지 요시토모로부터 우익수 희생 플라이
- 첫 안타·첫 홈런: 1959년 4월 26일, 대 고쿠테쓰 스왈로스 6차전(고라쿠엔 구장), 7회초에 무라타 겐이치로부터 우월 선제 결승 2점 홈런

#### 기록 달성 경력
홈런에 관한 기록은 ‘홈런 달성 일지’를 참조.
- 통산 1000안타: 1967년 7월 10일, 대 다이요 웨일스 15차전(가와사키 구장), 2회초에 모리나카 지카라로부터 우월 솔로 홈런 ※역대 65번째
- 통산 1000경기 출장: 1966년 8월 24일, 대 히로시마 카프 21차전(고라쿠엔 구장), 3번·1루수로 선발 출장 ※역대 116번째
- 통산 볼넷 1000개: 1968년 10월 11일, 대 주니치 드래건스 27차전(고라쿠엔 구장), 9회말에 오가와 겐타로로부터 ※사상 최초
- 통산 1000타점: 1969년 10월 6일, 대 다이요 웨일스 25차전(가와사키 구장), 8회초에 히라마쓰 마사지로부터 우전 적시타 ※역대 7번째
- 통산 3000루타: 1970년 6월 26일, 대 주니치 드래건스 8차전(고라쿠엔 구장), 8회말에 미즈타니 히사노부로부터 2점 홈런 ※역대 7번째
- 통산 1000득점: 1970년 7월 28일, 대 주니치 드래건스 11차전(주니치 스타디움), 1회초에 스에쓰구 다미오의 적시타로 홈인 ※역대 6번째
- 통산 1500경기 출장: 1970년 8월 11일, 대 야쿠르트 아톰스 16차전(고라쿠엔 구장), 3번·1루수로서 선발 출장 ※역대 32번째
- 통산 1500안타: 1970년 10월 6일, 대 히로시마 도요 카프 21차전(히로시마 시민 구장), 4회초에 소토코바 요시로로부터 우월 솔로 홈런 ※역대 27번째
- 통산 3500루타: 1972년 6월 6일, 대 히로시마 도요 카프 5차전(히로시마 시민 구장), 1회초에 아니야 소하치로부터 우월 선제 2점 홈런 ※역대 6번째
- 통산 2루타 300개: 1972년 10월 7일, 대 한신 타이거스 25차전(한신 고시엔 구장), 3회초에 무라야마 미노루로부터 좌익선상 2루타 ※역대 11번째
- 통산 4000루타: 1973년 9월 19일, 대 한신 타이거스 22차전(한신 고시엔 구장), 1회초에 우에다 지로로부터 우월 선제 3점 홈런 ※역대 4번째
- 통산 1000삼진: 1974년 4월 23일, 대 야쿠르트 스왈로스 4차전(메이지 진구 야구장), 8회초에 아사노 게이시로부터 ※역대 3번째
- 통산 2000경기 출장: 1974년 6월 29일, 대 야쿠르트 스왈로스 13차전(고라쿠엔 구장), 4번·1루수로 선발 출장 ※역대 8번째
- 통산 1500타점: 1974년 7월 30일, 대 야쿠르트 스왈로스 17차전(메이지 진구 야구장), 5회초에 마쓰오카 히로무로부터 우월 2점 홈런 ※역대 2번째
- 통산 2000안타: 1974년 8월 4일, 대 한신 타이거스 17차전(한신 고시엔 구장), 6회초에 후루사와 겐지로부터 우전 안타 ※역대 8번째
- 통산 4500루타: 1975년 8월 16일, 대 다이요 웨일스 18차전(고라쿠엔 구장), 7회말에 마시바 시게쿠니로부터 중전 적시타 ※역대 2번째
- 통산 2루타 350개: 1975년 9월 24일, 대 주니치 드래건스 22차전(주니치 스타디움), 7회초에 마쓰모토 유키쓰라로부터 좌중간 2루타 ※역대 8번째
- 통산 5000루타: 1977년 7월 13일, 대 주니치 드래건스 11차전(나고야 구장), 1회초에 호시노 센이치로부터 우중간에 선제 3점 홈런 ※역대 2번째
- 통산 2500경기 출장: 1978년 6월 3일, 대 히로시마 도요 카프 10차전(고라쿠엔 구장), 3번·1루수로서 선발 출장 ※역대 2번째
- 통산 2500안타: 1978년 6월 27일, 대 주니치 드래건스 12차전(고라쿠엔 구장), 6회말에 도다 요시노리로부터 우전 안타 ※역대 3번째
- 통산 2000타점: 1978년 9월 22일, 대 주니치 드래건스 24차전(나고야 구장), 8회초에 프레드 쿠하울라로부터 우월 솔로 홈런 ※사상 최초
- 통산 2루타 400개: 1979년 5월 31일, 대 주니치 드래건스 7차전(고라쿠엔 구장), 8회말에 고마쓰 다쓰오로부터 좌측에 결승 적시 2루타 ※역대 6번째
- 통산 5500루타: 1979년 6월 12일, 대 야쿠르트 스왈로스 7차전(고라쿠엔 구장), 1회말에 간베 도시오로부터 우측 안타 ※사상 최초
- 통산 희생 플라이 100개: 1980년 10월 10일, 대 주니치 드래건스 26차전(나고야 구장), 6회초에 사토 마사오로부터 ※역대 2번째

#### 정규 시즌
- 타격 부문 3관왕: 2회(1973년~1974년) ※역대 3번째, 센트럴 리그 사상 최초, 2년 연속 기록은 최다 타이 기록, 34세에서의 시즌 달성은 NPB 역대 최고령 기록
- 통산 출장 경기수: 2831경기(역대 3위, 센트럴 리그 역대 2위, 동일 구단에서의 통산 출장 경기 수에서는 역대 1위) ※2013년에 다니시게 모토노부에 의해서 경신될 때까지 센트럴 리그 기록
- 통산 타석: 11866타석(역대 2위, 센트럴 리그 기록)
- 사이클링 히트: 1963년 4월 25일, 대 한신 타이거스 6차전(고라쿠엔 구장) ※역대 22번째
- 5504경기 연속 퇴장 없음(1959년~1988년, 1995년~2008년) ※일본 기록
- 시즌 타율 3할 30홈런 100타점 : 7년 연속 포함 12회(1963년~1969년, 1973년~1974년, 1976년~1978년) ※일본 기록

#### 홈런
- 통산 홈런: 868개(세계 기록)
- 통산 만루 홈런: 15개(센트럴 리그 기록, 좌타자 기록, 역대 2위) ※2015년에 사이타마 세이부 라이온스의 나카무라 다케야에 의해서 경신될 때까지 일본 기록이었다.
- 통산 끝내기 홈런: 8개(센트럴 리그 타이 기록)
- 통산 400홈런 도달 속도 1위: 1422경기
- 통산 450홈런 도달 속도 1위: 1559경기
- 통산 500홈런 도달 속도 1위: 1723경기
- 통산 550홈런 도달 속도 1위: 1864경기
- 통산 600홈런 도달 속도 1위: 1983경기
- 통산 650홈런 도달 속도 1위: 2134경기
- 시즌 50홈런 이상: 3회(1964년, 1973년, 1977년) ※NPB 기록이며 1964년에 첫 달성 때는 역대 세 번째 달성
- 시즌 40홈런 이상: 8년 연속 포함한 13회(1963년~1970년, 1972년~1974년, 1976년~1977년) ※NPB 기록
- 시즌 30홈런 이상: 19년 연속 19회(1962년~1980년) ※일본 기록, 20홈런 이상에서도 일본 기록 수립
- 시즌 10홈런 이상: 21년 연속 21회(1960년~1980년) ※NPB 타이 기록
- 64경기에서 시즌 30홈런 도달: 1976년
- 97경기에서 시즌 40홈런 도달: 1966년, 1967년[173]
- 7경기 연속 홈런: 1972년 9월 11일~9월 20일 ※NPB 타이 기록[174]
- 4타석 연속 홈런: 1964년 5월 3일 ※역대 2번째, 역대 2위 타이 기록[173]
- 4타수 연속 홈런 : 상동 ※역대 2번째, 역대 2위 타이 기록[173]
- 한 경기 4홈런: 1964년 5월 3일 ※NPB 타이 기록
- 한 경기 3홈런 이상: 5회 ※센트럴 리그 기록
- 한 경기 2홈런 이상: 95회 ※NPB 기록
- 연령별 시즌 최다 홈런수(22, 23, 24, 26, 27, 34, 36, 37, 38세)

공식전에선 통산 868개의 홈런을 기록하고 있지만 그 외 일본 시리즈에서 29개, 올스타전에서 13개, 동서 대항전에서 1개, 미일 야구 대회에서 23개, 시범 경기에서 98개와 생애 통산 1000개를 넘는 홈런(1032개)을 기록했다.
또한 우천으로 경기 도중에 노 게임으로 무효가 된 홈런 등 이른바 ‘사라진 홈런’은 한 개도 없다. 1964년 9월 23일 다이요 웨일스전(고라쿠엔 구장)에서 기록한 마지막 55호 홈런은 거센 빗속에서 때려낸 것이었지만 도쿄 올림픽 때문에 일정 소화를 서두르고 있었던 사정에도 영향을 미쳐 어떻게든 5회까지 강행하여 경기를 성립시킨 결과, 55호 홈런이 사라지는 것을 면했다. 더욱이 1966년 미일 야구 대회인 로스앤젤레스 다저스와의 경기에선 주자를 추월해 홈런이 취소됐다.
홈구장이었던 고라쿠엔 구장에서 413개의 홈런을 기록했는데 이 기록은 구장별 통산 홈런 개수 가운데 역대 1위이며 아직까지도 깨지지 않고 있다.
때려낸 홈런은 모두 울타리 넘는 홈런이자 러닝 홈런은 한 개도 맞은 적이 없다.

#### 타율
- 통산 안타: 2786안타(센트럴 리그 기록)
- 통산 최다 출루율: 0.446
- 통산 최다 출루수: 5290개
- 시즌 최다 출루수: 294개(1974년)
- 시즌 최고 출루율: .532(1974년)
- 시즌 타율 3할 이상: 13회(1963년~1970년, 1973년~1974년, 1976년~1978년) ※하리모토 이사오의 16회에 이은 역대 2위, 센트럴 리그 기록
- 8년 연속 시즌 타율 3할(하리모토 이사오의 9년 연속에 이은 역대 2위, 센트럴 리그 기록)
- 시즌 100안타 이상: 21년 연속 21회(1960년~1980년) ※일본 기록
- 타율 10위권 진입: 16년 연속 포함한 17회(1960년, 1962년~1977년) ※일본 타이 기록
- 전 이닝 출장 수위 타자(1969년) ※사상 최초이며 그 외에 이치로(1995년), 마쓰이 히데키(2001년), 니시오카 쓰요시(2010년), 하세가와 유야(2013년), 아키야마 쇼고(2017년)도 달성[176]

애버리지 히터의 평가도 높고, 타율 3할 이상을 13차례나 달성한 것은 일본 역대 2위 기록인 수위 타자 5회 획득은 센트럴 리그 2위 기록이기도 하다. 프로 통산 타율은 3할 1리인데 실제론 선수로서 몸담았던 20년을 넘어 3할을 기록한 것은 그 외 하리모토 이사오 밖에 없는 대기록이지만 본인은 이러한 기록 유지를 걱정하고 있다는 듯하여 은퇴 기자회견에선 “오 사다하루의 배팅이 불가능하게 됐다”라고 밖에 하지 않았지만 훗날 “머릿속에 없었다라고 하면 거짓말이다”라고 그것이 은퇴하게 된 원인이었다고 토로했다. 또한 홈런의 공적은 말할 필요도 없지만 타격에 따라선 4할이나 가능하다는 정평은 현역 시절 때부터 있었다. 특히 오치아이 히로미쓰는 “오 시프트를 거꾸로 잡고 밀어치기를 많이 하면 그야말로 4할이나 가능했을 것이다”라고 말했다.
또 볼넷 개수도 매우 많아서인지 출루율도 매우 높고, 통산 출루율 0.446 및 1974년에 기록한 시즌 출루율 0.532는 현재도 깨지지 않았다. 양대 리그제가 출범한 이후에는 이 기록에 가장 가까운 기록은 오치아이 히로미쓰가 1986년에 기록했다. 또한 양대 리그제가 도입된 이후의 시즌 출루율에서는 1 ~ 5위까지 사다하루가 독점하고 있어서 상위 10위에서도 7개나 랭크됐다.

#### 장타력·득점 능력
- 통산 득점: 1967득점(일본 기록)
- 통산 타점: 2170타점(일본 기록)
- 통산 루타: 5862루타(일본 기록)
- 통산 희생 플라이: 100개(센트럴 리그 기록, 좌타자 기록)
- 통산 장타율: .634(4000타수 이상에서는 역대 1위)
- 통산 RCWIN: 142.22(일본 기록)
- 시즌 최고 OPS: 1.293(1974년)
- 시즌 최고 RC27: 14.9825(1974년)
- 시즌 최고 RCWIN: 10.68(1973년)
- 시즌 최고 XRWIN: 9.70(1973년)
- 시즌 100득점 이상: 10회(1963년~1966년, 1968년~1969년, 1972년~1974년, 1977년) ※일본 기록
- 시즌 100타점 이상: 7년 연속 포함한 14회(1963년~1969년, 1971년~1974년, 1976년~1978년) ※14회는 일본 기록이며 7년 연속은 2010년 알렉스 라미레스에 의해 기록이 경신될 때까지의 31년간 일본 기록이었음
- 리그 최다 득점: 13년 연속 15회(연속 기록, 획득한 횟수 모두 일본 기록)
- 리그 최다 장타: 13년 연속 13회(1962년~1974년. 연속 기록, 획득한 횟수 모두 일본 기록)
- 리그 최다 루타: 7년 연속 12회(연속 기록, 획득한 횟수 모두 일본 기록. 3년 이상 연속을 2회 기록한 것은 역사상 유일)
- 최고 장타율: 11년 연속 14회(연속 기록, 획득한 횟수 모두 일본 기록. 2년 이상 연속을 2회 기록한 것은 역사상 유일)

메이저 리그에서 널리 보급된 종합 타격 지표인 OPS(출루율+장타율)에서는 1.080(0.446+0.634)이라는 숫자를 남겼는데 OPS가 10할을 넘는 선수는 그 수가 적다. 일본 프로 야구계에서 2000타수 이상인 선수로 OPS가 10할을 넘는 타자는 사다하루, 랜디 바스(1.078), 로베르토 페타지니(1.051) 등 3명 뿐이며 4000타수 이상의 선수 중에서는 사다하루뿐이다(2위는 마쓰이 히데키의 0.996). 또한 시즌 기록에서도 일본 프로 야구 역사상 10번 밖에 달성되지 않은 OPS 12할도 혼자서 5차례나 기록했다.
OPS, XR, RC 등 여러 가지 득점 산출 능력에서는 1위이다. 걸출도를 나타내는 RCWIN의 시즌 기록에서도 1위부터 9위까지를 사다하루가 독점하고 있다(10위는 1986년의 랜디 바스). 타격 각 부문에서의 시즌 리그 1위 획득 횟수도 특출난 편이다(총 213개, 연도별 타격 성적 참조. 213이라는 숫자에는 아랫 표엔 없는 최다 장타수와 최다 출루수가 포함돼 있다).

#### 4사구
- 통산 볼넷: 2390개(일본 기록)
- 통산 고의 사구: 427개(일본 기록)
- 시즌 고의 사구: 45개(1974년, 일본 기록)
- 통산 몸에 맞는 볼: 114개(역대 15위 타이 기록이며, 좌타자에서는 이나바 아쓰노리에 의해 기록이 경신될 때까지 역대 1위였다. 현재는 아베 신노스케, 이나바, 아오키 노리치카, 마쓰나카 노부히코에 이은 역대 5위)
- 시즌 최다 볼넷: 158개(1974년) ※일본 기록
- 시즌 최다 4사구: 166개(1974년) ※일본 기록
- 연속 경기 볼넷: 18개(1970년) ※일본 기록 타이
- 시즌 100볼넷 이상: 16년 연속 16회(1964년~1978년, 일본 기록)
- 리그 최다 볼넷 : 18년 연속 18회(1962년~1979년, 일본 기록)

통산 볼넷 개수인 2390개는 2위인 오치아이 히로미쓰의 1475개에 1000개나 가까운 차이를 내며 단독 1위이다. 사다하루의 은퇴 당시에는 홈런 개수와 함께 볼넷 개수도 메이저 리그의 기록(베이브 루스, 2062)을 웃돌고 있었다(현재는 배리 본즈가 경신). 시즌 볼넷 수는 역대 1위에서 4위(130개, 2018년의 마루 요시히로와 타이 기록)까지 독점했는데 역대 6위인 가네모토 도모아키(2001년, 128개)를 사이에 두고 다시 단독 7위에서 12위 타이 기록(121개, 두 차례, 2007년의 타이론 우즈와 타이 기록)까지 사다하루의 이름이 나란히 올랐다. 이들을 포함하여 시즌 볼넷 개수의 10걸 중에 8, 역대 20걸 중에 총 13을 사다하루가 독점하고 있다. 또한 7타석 연속 볼넷을 두 차례(1971년, 1973년)나 기록했다(연속 타석 볼넷은 역대 5위). 참고로 시즌 볼넷 기록을 달성한 1974년에는 현재보다 13경기나 적은 130경기제에서 기록하며 현행 143경기제로 환산하면 174개가 된다.
게다가 통산 고의 사구 427개도 2위인 하리모토(228개)에게 200개나 가까운 차이를 낸 역대 1위인데 이 중엔 주자없이 13차례의 고의 사구가 포함된다. 이닝별로는 1회가 가장 많았으며, 시즌 고의 사구 개수도 역대 1위에서 3위까지 독점하고 있다. 더욱이 만루 상황에서 고의 사구가 된 적은 없다.
4사구가 매우 많았기 때문에 통산 타석수 11866은 센트럴 리그 기록이지만 통산 타수(9260)는 기누가사 사치오(통산 9404타수)에 이어 센트럴 리그 2위가 됐다.

#### 수비
- 시즌 수비 기회: 1607회(1963년) ※1루수로서의 센트럴 리그 기록
- 시즌 척살 개수: 1521개(1963년) ※1루수로서의 센트럴 리그 기록
- 시즌 수비 기회 연속 무실책: 991(1980년 4월 25일~10월 10일) ※1루수로서의 센트럴 리그 기록

사다하루 본인은 “배팅에 비하면 수비는 대충하고 있었다”라고 말하곤 있지만 실제론 프로 2년차에 미국제 1루수용 글러브를 사용하는 등 수비에도 힘을 쏟고 있어서 타격과 함께 그 수비력도 높은 평가를 받았다. 특히 숏바운드의 처리, 번트 처리가 뛰어나는 등 1972년부터 제정된 다이아몬드 글러브상을 1980년 현역에서 은퇴할 때까지 매년 선정됐다. 특히 1루수로서의 9년 연속 수상은 현재까지도 역대 1위이다. 1루수로서의 9회 수상도 1999년에 고마다 노리히로에게 뽑힐 때까지 1위였다. 현재는 고마다(10회 수상)에 이은 역대 2위이다(2022년 시즌 종료 시점).
1루수로서 1963년에 시즌 수비 기회 횟수와 시즌 척살 개수의 센트럴 리그 기록을 각각 경신했으며(1607차례 수비 기회, 1521개 척살) 현역 마지막 시즌이던 1980년에도 수비 기회 연속 무실책이라는 센트럴 리그 기록을 경신(991차례 수비 기회 연속 무실책)했다. 다만 현역 생활이 길고 오랫동안 수비 기회가 많았던 것도 사실이라 1루수로서의 통산 실책수 165개도 역대 1위이다. 1루수로서 통산 2799경기, 수비 기회 27743차례, 척살 25893개, 보살 1685개, 병살 2317개를 기록하고 있어 통산 수비 기록에 있어서는 다른 1루수들을 압도하고 있다(모두 1루수로서의 프로 야구 역대 1위).
오랫동안 사다하루와 함께 내야를 지킨 나가시마 시게오는 “1루수에서는 사다하루가 단연 잘했었다. 우리 내야수는 어떤 송구라도 안심해서 쏠 수 있었으니까”라고 회상했다. 또한 현역 시절 ‘번트 처리의 명수’이자 감독으로서도 사다하루가 이끄는 요미우리와 맞붙었던 요시다 요시오(당시 한신 타이거스 감독)도 “사다하루에게서 그토록 압박을 당하면 번트가 성공할 것 같은 생각이 전혀 들지 않는다”라고 말했다.
시노즈카 가즈노리는 현역 시절 사다하루와 수비 연습을 함께했을 때 “우리는 밑에 어떤 공(송구)이라도 잡힌다. (중략) 그러니 병살이라도 베이스판을 향해 던지고 와라”는 조언을 받았다고 증언했고 에가와 스구루는 그 에피소드를 받고 “그 정도로 사다하루는 수비 잘했었죠”라고 말했다.
사다하루 자신은 “1루수는 간단하게 할 수 있는 것처럼 얘기하지만, 그런 일은 없다”라고 어려움에 대해서 토로한 적이 있다.
행크 에런의 홈런 기록과 맞먹는 1977년 8월 31일에 열린 다이요 웨일스와의 경기와 에런의 기록을 갈아치운 9월 3일 야쿠르트 스왈로스와의 경기에서는 ‘외야석에 있는 팬들에게 감사를 표하기 위해’라며 경기 도중부터 우익수로서 출전했다. 공식전에서 사다하루가 외야수로서 출전한 경기는 이 두 경기 뿐이다.

#### 일본 시리즈
- 통산 출장 횟수: 14회(역대 1위)
- 통산 출장 경기: 77경기(역대 1위)
- 통산 득점: 58득점(역대 1위)
- 통산 홈런: 29개(역대 1위)
- 통산 희생 플라이: 5개(역대 1위)
- 통산 볼넷: 83개(역대 1위)
- 통산 안타: 68안타(역대 4위)
- 통산 2루타: 6개(역대 18위 타이)
- 통산 루타: 161루타(역대 2위)
- 통산 타점: 63타점(역대 2위)
- 시리즈 홈런: 4개(1963년) ※역대 1위 타이
- 시리즈 볼넷: 9개(1967년, 1976년의 2차례) ※역대 1위

#### 올스타전
- 올스타전 출장 횟수: 20회(1960년~1964년, 1966년~1980년)
- 출장 경기: 58경기(역대 1위)
- 통산 타수: 188타수(역대 1위)
- 통산 희생 플라이: 3개(역대 1위)
- 통산 볼넷: 33개(역대 1위)
- 통산 득점: 25득점(역대 3위)
- 통산 안타: 40안타(역대 6위)
- 통산 2루타: 8개(역대 6위 타이)
- 통산 홈런: 13개(역대 2위 타이)
- 통산 루타: 87루타(역대 3위)
- 통산 타점: 31타점(역대 2위)

2년째인 1960년부터 현역 마지막 시즌인 1980년까지 21년 연속으로 올스타전 팬 투표에 의해 선출됐다(1965년에만 부상 때문에 출전을 포기). 팬 투표 선출 횟수(21회), 연속 선출 횟수(21회) 모두 노무라 가쓰야와 맞먹는 타이 기록이다(선수로서의 최다 선출 횟수는 노무라의 22회).

### 등번호
- 1(1959년 ~ 1988년)

요미우리 자이언츠의 영구 결번(1989년 3월 16일 제정)이며, 입단부터 감독직에서 물러날 때까지 30년간 사용됐지만 동일 인물에 의한 단절 기간 없는 30년간의 사용은 1984년 시즌부터 2016년 시즌까지 주니치 드래건스에서 등번호 34번을 착용했던 야마모토 마사와 맞먹는 최장 기록이다.
- 89(1995년 ~ 2008년)

‘야구’(野球), ‘파죽지세’(破竹の勢い)라는 음과 연관지어 정했다. 다이에·소프트뱅크 감독 시절의 등번호인 이 번호는 호크스의 영구 결번으로 할지가 검토되고 있다.
- 다이에 감독으로서 연패를 이룬 2000년 시즌 종료 후 요미우리의 OB전(텔레비전 방영)에 있어서 자신의 신조가 된 등번호 1의 유니폼을 입고 참가했다.

### 연도별 타격 성적
| 연 도       | 소 속       | 경 기 | 타 석 | 타 수 | 득 점 | 안 타 | 2 루 타 | 3 루 타 | 홈 런 | 루 타 | 타 점 | 도 루 | 도 루 자 | 희 생 번 | 희 생 플 | 볼 넷 | 고 4 | 사 구 | 삼 진 | 병 살 타 | 타 율 | 출 루 율 | 장 타 율 | O P S |
| ----------- | ----------- | ----- | ----- | ----- | ----- | ----- | ------- | ------- | ----- | ----- | ----- | ----- | -------- | -------- | -------- | ----- | ---- | ----- | ----- | -------- | ----- | -------- | -------- | ----- |
| 1959        | 요미우리    | 94    | 222   | 193   | 18    | 31    | 7       | 1       | 7     | 61    | 25    | 3     | 1        | 1        | 1        | 24    | 1    | 3     | 72    | 2        | .161  | .262     | .316     | .569  |
| 1960        | 요미우리    | 130   | 502   | 426   | 49    | 115   | 19      | 3       | 17    | 191   | 71    | 5     | 4        | 3        | 1        | 67    | 5    | 5     | 101   | 7        | .270  | .375     | .448     | .823  |
| 1961        | 요미우리    | 127   | 471   | 396   | 50    | 100   | 25      | 6       | 13    | 176   | 53    | 10    | 5        | 4        | 4        | 64    | 3    | 3     | 72    | 7        | .253  | .358     | .444     | .802  |
| 1962        | 요미우리    | 134   | 586   | 497   | 79    | 135   | 28      | 2       | 38    | 281   | 85    | 6     | 4        | 3        | 2        | 72    | 9    | 12    | 99    | 6        | .272  | .376     | .565     | .941  |
| 1963        | 요미우리    | 140   | 609   | 478   | 111   | 146   | 30      | 5       | 40    | 306   | 106   | 9     | 5        | 0        | 2        | 123   | 12   | 6     | 64    | 7        | .305  | .452     | .640     | 1.092 |
| 1964        | 요미우리    | 140   | 599   | 472   | 110   | 151   | 24      | 0       | 55    | 340   | 119   | 6     | 4        | 0        | 5        | 119   | 20   | 3     | 81    | 8        | .320  | .456     | .720     | 1.176 |
| 1965        | 요미우리    | 135   | 575   | 428   | 104   | 138   | 19      | 1       | 42    | 285   | 104   | 2     | 4        | 0        | 3        | 138   | 29   | 6     | 58    | 7        | .322  | .490     | .666     | 1.156 |
| 1966        | 요미우리    | 129   | 549   | 396   | 111   | 123   | 14      | 1       | 48    | 283   | 116   | 9     | 4        | 0        | 4        | 142   | 41   | 7     | 51    | 5        | .311  | .495     | .715     | 1.210 |
| 1967        | 요미우리    | 133   | 566   | 426   | 94    | 139   | 22      | 3       | 47    | 308   | 108   | 3     | 5        | 0        | 3        | 130   | 30   | 7     | 65    | 7        | .326  | .488     | .723     | 1.211 |
| 1968        | 요미우리    | 131   | 580   | 442   | 107   | 144   | 28      | 0       | 49    | 319   | 119   | 5     | 1        | 1        | 6        | 121   | 18   | 10    | 72    | 5        | .326  | .475     | .722     | 1.197 |
| 1969        | 요미우리    | 130   | 576   | 452   | 112   | 156   | 24      | 0       | 44    | 312   | 103   | 5     | 2        | 0        | 8        | 111   | 12   | 5     | 61    | 7        | .345  | .472     | .690     | 1.162 |
| 1970        | 요미우리    | 129   | 553   | 425   | 97    | 138   | 24      | 0       | 47    | 303   | 93    | 1     | 4        | 0        | 3        | 119   | 24   | 6     | 48    | 8        | .325  | .476     | .713     | 1.189 |
| 1971        | 요미우리    | 130   | 565   | 434   | 92    | 120   | 18      | 2       | 39    | 259   | 101   | 8     | 2        | 0        | 5        | 121   | 17   | 5     | 65    | 8        | .276  | .435     | .597     | 1.032 |
| 1972        | 요미우리    | 130   | 572   | 456   | 104   | 135   | 19      | 0       | 48    | 298   | 120   | 2     | 0        | 0        | 2        | 108   | 18   | 6     | 43    | 8        | .296  | .435     | .654     | 1.089 |
| 1973        | 요미우리    | 130   | 560   | 428   | 111   | 152   | 18      | 0       | 51    | 323   | 114   | 2     | 1        | 0        | 4        | 124   | 38   | 4     | 41    | 7        | .355  | .500     | .755     | 1.255 |
| 1974        | 요미우리    | 130   | 553   | 385   | 105   | 128   | 18      | 0       | 49    | 293   | 107   | 1     | 5        | 0        | 2        | 158   | 45   | 8     | 44    | 4        | .332  | .532     | .761     | 1.293 |
| 1975        | 요미우리    | 128   | 523   | 393   | 77    | 112   | 14      | 0       | 33    | 225   | 96    | 1     | 0        | 0        | 6        | 123   | 27   | 1     | 62    | 9        | .285  | .451     | .573     | 1.024 |
| 1976        | 요미우리    | 122   | 536   | 400   | 99    | 130   | 11      | 1       | 49    | 290   | 123   | 3     | 1        | 0        | 9        | 125   | 27   | 2     | 45    | 8        | .325  | .479     | .725     | 1.204 |
| 1977        | 요미우리    | 130   | 570   | 432   | 114   | 140   | 15      | 0       | 50    | 305   | 124   | 1     | 3        | 0        | 6        | 126   | 16   | 6     | 37    | 14       | .324  | .477     | .706     | 1.183 |
| 1978        | 요미우리    | 130   | 566   | 440   | 91    | 132   | 20      | 0       | 39    | 269   | 118   | 1     | 2        | 0        | 11       | 114   | 17   | 1     | 43    | 7        | .300  | .436     | .611     | 1.048 |
| 1979        | 요미우리    | 120   | 506   | 407   | 73    | 116   | 15      | 0       | 33    | 230   | 81    | 1     | 1        | 0        | 5        | 89    | 10   | 5     | 48    | 9        | .285  | .415     | .565     | .980  |
| 1980        | 요미우리    | 129   | 527   | 444   | 59    | 105   | 10      | 0       | 30    | 205   | 84    | 0     | 1        | 0        | 8        | 72    | 8    | 3     | 47    | 9        | .236  | .342     | .462     | .803  |
| 통산 : 22년 | 통산 : 22년 | 2831  | 11866 | 9250  | 1967  | 2786  | 422     | 25      | 868   | 5862  | 2170  | 84    | 59       | 12       | 100      | 2390  | 427  | 114   | 1319  | 159      | .301  | .446     | .634     | 1.080 |

- 굵은 글씨는 시즌 최고 성적, 붉은색 글씨는 일본 프로 야구 역대 최고 성적.

### 연도별 수비 성적
| 연도 | 소속     | 1루   | 1루   | 1루   | 1루   | 1루   | 1루      | 외야  | 외야  | 외야  | 외야  | 외야  | 외야     |
| 연도 | 소속     | 경 기 | 척 살 | 보 살 | 실 책 | 병 살 | 수 비 율 | 경 기 | 척 살 | 보 살 | 실 책 | 병 살 | 수 비 율 |
| ---- | -------- | ----- | ----- | ----- | ----- | ----- | -------- | ----- | ----- | ----- | ----- | ----- | -------- |
| 1959 | 요미우리 | 84    | 515   | 28    | 4     | 40    | .993     | -     | -     | -     | -     | -     | -        |
| 1960 | 요미우리 | 129   | 1186  | 71    | 14    | 97    | .989     | -     | -     | -     | -     | -     | -        |
| 1961 | 요미우리 | 122   | 1069  | 93    | 7     | 81    | .994     | -     | -     | -     | -     | -     | -        |
| 1962 | 요미우리 | 134   | 1339  | 76    | 10    | 103   | .993     | -     | -     | -     | -     | -     | -        |
| 1963 | 요미우리 | 140   | 1521  | 77    | 9     | 133   | .994     | -     | -     | -     | -     | -     | -        |
| 1964 | 요미우리 | 139   | 1428  | 68    | 10    | 144   | .993     | -     | -     | -     | -     | -     | -        |
| 1965 | 요미우리 | 133   | 1299  | 72    | 6     | 108   | .996     | -     | -     | -     | -     | -     | -        |
| 1966 | 요미우리 | 127   | 1259  | 79    | 6     | 99    | .996     | -     | -     | -     | -     | -     | -        |
| 1967 | 요미우리 | 131   | 1255  | 63    | 12    | 97    | .991     | -     | -     | -     | -     | -     | -        |
| 1968 | 요미우리 | 131   | 1198  | 87    | 11    | 118   | .992     | -     | -     | -     | -     | -     | -        |
| 1969 | 요미우리 | 130   | 1211  | 62    | 8     | 94    | .994     | -     | -     | -     | -     | -     | -        |
| 1970 | 요미우리 | 129   | 1205  | 73    | 3     | 92    | .998     | -     | -     | -     | -     | -     | -        |
| 1971 | 요미우리 | 130   | 1175  | 76    | 9     | 97    | .993     | -     | -     | -     | -     | -     | -        |
| 1972 | 요미우리 | 130   | 1171  | 68    | 11    | 114   | .991     | -     | -     | -     | -     | -     | -        |
| 1973 | 요미우리 | 130   | 1145  | 94    | 8     | 123   | .994     | -     | -     | -     | -     | -     | -        |
| 1974 | 요미우리 | 130   | 1316  | 93    | 6     | 126   | .996     | -     | -     | -     | -     | -     | -        |
| 1975 | 요미우리 | 123   | 1199  | 76    | 8     | 123   | .994     | -     | -     | -     | -     | -     | -        |
| 1976 | 요미우리 | 121   | 1103  | 84    | 5     | 120   | .996     | -     | -     | -     | -     | -     | -        |
| 1977 | 요미우리 | 130   | 1187  | 105   | 6     | 127   | .995     | 2     | 0     | 0     | 0     | 0     | .---     |
| 1978 | 요미우리 | 130   | 1159  | 91    | 7     | 121   | .994     | -     | -     | -     | -     | -     | -        |
| 1979 | 요미우리 | 117   | 924   | 69    | 3     | 78    | .997     | -     | -     | -     | -     | -     | -        |
| 1980 | 요미우리 | 129   | 1029  | 80    | 2     | 82    | .998     | -     | -     | -     | -     | -     | -        |
| 통산 | 통산     | 2799  | 25893 | 1685  | 165   | 2317  | .994     | 2     | 0     | 0     | 0     | 0     | .---     |

- 굵은 글씨는 시즌 최고 성적, 붉은색 글씨는 일본 프로 야구 역대 최고 성적.
- 연도 부분의 굵은 글씨는 다이아몬드 글러브상 수상 연도.

### 홈런 달성 일지
| 호수 | 달성일           | 상대팀                        | 구장               | 이닝  | 투수              | 결과                    | 비고                               |
| ---- | ---------------- | ----------------------------- | ------------------ | ----- | ----------------- | ----------------------- | ---------------------------------- |
| 1    | 1959년 4월 26일  | 고쿠테쓰 스왈로스 6차전       | 고라쿠엔 구장      | 7회초 | 무라타 겐이치     | 우월 선제 결승 2점 홈런 | 첫 안타                            |
| 4    | 1959년 6월 25일  | 오사카 타이거스 11차전        | 고라쿠엔 구장      | 7회말 | 고야마 마사아키   | 우월 동점 2점 홈런      | ON 동반 제1호 홈런(천황 참관 경기) |
| 47   | 1962년 7월 1일   | 다이요 웨일스 15차전          | 가와사키 구장      | 3회초 | 이나가와 마코토   | 우월 선제 솔로 홈런     | 외다리 타법 제1호                  |
| 50   | 1962년 7월 11일  | 주니치 드래건스 12차전        | 주니치 스타디움    | 8회초 | 곤도 히로시       | 우월 솔로 홈런          |                                    |
| 100  | 1963년 7월 28일  | 히로시마 카프 17차전          | 히로시마 시민 구장 | 1회초 | 오이시 기요시     | 우중간에 선제 2점 홈런  | 32번째                             |
| 150  | 1964년 7월 16일  | 히로시마 카프 22차전          | 고라쿠엔 구장      | 7회말 | 이케다 히데토시   | 좌월 2점 홈런           | 17번째                             |
| 200  | 1965년 9월 19일  | 다이요 웨일스 20차전          | 고라쿠엔 구장      | 9회초 | 미네 구니야스     | 우월 2점 홈런           | 12번째                             |
| 250  | 1966년 8월 18일  | 다이요 웨일스 22차전          | 가와사키 구장      | 4회초 | 니하리 신지       | 우월 솔로 홈런          | 4번째                              |
| 300  | 1967년 8월 31일  | 산케이 아톰스 22차전          | 고라쿠엔 구장      | 3회말 | 무라타 겐이치     | 우월 3점 홈런           | 3번째                              |
| 350  | 1968년 9월 21일  | 주니치 드래건스 21차전        | 주니치 스타디움    | 6회초 | 오가와 겐타로     | 우월 2점 홈런           | 3번째                              |
| 400  | 1969년 10월 18일 | 주니치 드래건스 25차전        | 주니치 스타디움    | 1회초 | 도야마 히로시     | 우월 선제 3점 홈런      | 2번째                              |
| 450  | 1971년 4월 18일  | 히로시마 도요 카프 4차전      | 히로시마 시민 구장 | 3회초 | 소토코바 요시로   | 우중간에 솔로 홈런      | 2번째                              |
| 500  | 1972년 6월 6일   | 히로시마 도요 카프 5차전      | 히로시마 시민 구장 | 3회초 | 니시카와 가쓰히로 | 우월 2점 홈런           | 2번째                              |
| 550  | 1973년 6월 21일  | 주니치 드래건스 11차전        | 주니치 스타디움    | 4회초 | 이토 히사토시     | 우월 솔로 홈런          | 2번째                              |
| 600  | 1974년 5월 30일  | 한신 타이거스 11차전          | 한신 고시엔 구장   | 3회초 | 다니무라 도모히로 | 우월 3점 홈런           | 일본 프로 야구에서는 최초          |
| 650  | 1975년 7월 11일  | 한신 타이거스 9차전           | 한신 고시엔 구장   | 8회말 | 야마모토 시게마사 | 우월 2점 홈런           | 일본 프로 야구에서는 최초          |
| 700  | 1976년 7월 23일  | 다이요 웨일스 16차전          | 가와사키 구장      | 8회초 | 우자와 다쓰오     | 우중간에 2점 홈런       | 일본 프로 야구에서는 최초          |
| 714  | 1976년 10월 10일 | 한신 타이거스 22차전          | 고라쿠엔 구장      | 7회말 | 후루사와 겐지     | 우월 솔로 홈런          | 세계 2위 타이 기록                 |
| 715  | 1976년 10월 11일 | 한신 타이거스 23차전          | 고라쿠엔 구장      | 8회말 | 야마모토 가즈유키 | 우월 2점 홈런           | 세계 2위 단독                      |
| 750  | 1977년 8월 23일  | 히로시마 도요 카프 19차전     | 히로시마 시민 구장 | 3회초 | 이케가야 고지로   | 우월 솔로 홈런          | 일본 프로 야구에서는 최초          |
| 755  | 1977년 8월 31일  | 다이요 웨일스 22차전          | 고라쿠엔 구장      | 1회말 | 미우라 미치오     | 우월 선제 2점 홈런      | 세계 타이 기록                     |
| 756  | 1977년 9월 3일   | 야쿠르트 스왈로스 23차전      | 고라쿠엔 구장      | 3회말 | 스즈키 야스지로   | 우월 솔로 홈런          | 세계 신기록 수립                   |
| 800  | 1978년 8월 30일  | 요코하마 다이요 웨일스 23차전 | 고라쿠엔 구장      | 6회말 | 오카와 히로시     | 우월 솔로 홈런          | 일본 프로 야구에서는 최초          |
| 850  | 1980년 6월 12일  | 히로시마 도요 카프 9차전      | 고라쿠엔 구장      | 1회말 | 가네다 도메히로   | 우월 솔로 홈런          | 일본 프로 야구에서는 최초          |
| 868  | 1980년 10월 12일 | 야쿠르트 스왈로스 26차전      | 고라쿠엔 구장      | 6회말 | 간베 도시오       | 우월 솔로 홈런          | 현역 마지막 홈런                   |

### 연도별 감독 성적

#### 정규 시즌
| 연도       | 소속              | 순위       | 경기    | 승리 | 패전 | 무승부 | 승률 | 승차                        | 팀 홈런                     | 팀 타율                     | 팀 평균자책점               | 연령                        |
| ---------- | ----------------- | ---------- | ------- | ---- | ---- | ------ | ---- | --------------------------- | --------------------------- | --------------------------- | --------------------------- | --------------------------- |
| 1984년     | 요미우리          | 3위        | 130     | 67   | 54   | 9      | .554 | 8.5                         | 186                         | .268                        | 3.66                        | 44세                        |
| 1985년     | 요미우리          | 3위        | 130     | 61   | 60   | 9      | .504 | 12.0                        | 157                         | .279                        | 3.96                        | 45세                        |
| 1986년     | 요미우리          | 2위        | 130     | 75   | 48   | 7      | .610 | 0.0                         | 155                         | .270                        | 3.12                        | 46세                        |
| 1987년     | 요미우리          | 1위        | 130     | 76   | 43   | 11     | .639 | -                           | 159                         | .281                        | 3.06                        | 47세                        |
| 1988년     | 요미우리          | 2위        | 130     | 68   | 59   | 3      | .535 | 12.0                        | 134                         | .268                        | 3.09                        | 48세                        |
| 1995년     | 다이에 소프트뱅크 | 5위        | 130     | 54   | 72   | 4      | .429 | 26.5                        | 94                          | .259                        | 4.16                        | 55세                        |
| 1996년     | 다이에 소프트뱅크 | 6위        | 130     | 54   | 74   | 2      | .422 | 22.0                        | 97                          | .263                        | 4.04                        | 56세                        |
| 1997년     | 다이에 소프트뱅크 | 4위        | 135     | 63   | 71   | 1      | .470 | 14.0                        | 132                         | .264                        | 4.26                        | 57세                        |
| 1998년     | 다이에 소프트뱅크 | 3위        | 135     | 67   | 67   | 1      | .500 | 4.5                         | 100                         | .264                        | 4.02                        | 58세                        |
| 1999년     | 다이에 소프트뱅크 | 1위(※1)    | 135     | 78   | 54   | 3      | .591 | -                           | 140                         | .257                        | 3.65                        | 59세                        |
| 2000년     | 다이에 소프트뱅크 | 1위        | 135     | 73   | 60   | 2      | .549 | -                           | 129                         | .268                        | 4.03                        | 60세                        |
| 2001년     | 다이에 소프트뱅크 | 2위        | 140     | 76   | 63   | 1      | .547 | 2.5                         | 203                         | .273                        | 4.49                        | 61세                        |
| 2002년     | 다이에 소프트뱅크 | 2위        | 140     | 73   | 65   | 2      | .529 | 16.5                        | 160                         | .267                        | 3.86                        | 62세                        |
| 2003년     | 다이에 소프트뱅크 | 1위(※1)    | 140     | 82   | 55   | 3      | .599 | -                           | 154                         | .297                        | 3.94                        | 63세                        |
| 2004년     | 다이에 소프트뱅크 | 2위(※3)    | 133(※2) | 77   | 52   | 4      | .597 | -4.5                        | 183                         | .292                        | 4.57                        | 64세                        |
| 2005년     | 다이에 소프트뱅크 | 2위(※3)    | 136     | 89   | 45   | 2      | .664 | -4.5                        | 172                         | .281                        | 3.46                        | 65세                        |
| 2006년     | 다이에 소프트뱅크 | 3위        | 136(※4) | 75   | 56   | 5      | .573 | 4.5                         | 82                          | .259                        | 3.13                        | 66세                        |
| 2007년     | 다이에 소프트뱅크 | 3위        | 144     | 73   | 66   | 5      | .525 | 6.0                         | 106                         | .267                        | 3.18                        | 67세                        |
| 2008년     | 다이에 소프트뱅크 | 6위        | 144(※5) | 64   | 77   | 3      | .454 | 12.5                        | 99                          | .265                        | 4.05                        | 68세                        |
| 통산: 19년 | 통산: 19년        | 통산: 19년 | 2507    | 1317 | 1118 | 74     | .541 | A클래스: 15회, B클래스: 4회 | A클래스: 15회, B클래스: 4회 | A클래스: 15회, B클래스: 4회 | A클래스: 15회, B클래스: 4회 | A클래스: 15회, B클래스: 4회 |

- 다이에(후쿠오카 다이에 호크스)는 2005년에 소프트뱅크(후쿠오카 소프트뱅크 호크스)로 구단명을 변경.

※1: 순위에서 굵은 글씨는 일본 시리즈 우승.
※2: 2004년에는 프로 야구 파업 사태로 인해 2경기가 열리지 않았음
※3: 2004년과 2005년 정규 시즌 승률이 1위이면서도 2004년 세이부, 2005년 지바 롯데와의 플레이오프에 각각 맞대결하였지만 모두 패해 ‘리그 우승 = 일본 시리즈 진출’을 놓침
※4: 2006년에는 시즌 도중 암이 발병하면서 치료 때문에 7월 8일 이후 55경기를 결장(30승 3무 22패)했고 그 기간동안 모리와키 히로시가 감독 대행을 맡았음
※5: 2008년에는 컨디션 저하로 인해 1경기를 결장(그날 경기는 패배)했고 아키야마 고지가 감독 대행을 맡았음
※6: 1984년부터 1996년까지는 130경기제
※7: 1997년부터 2000년, 2004년은 135경기제
※8: 2001년부터 2003년까지는 140경기제
※9: 2005년과 2006년은 136경기제
※10: 2007년부터는 144경기제
※11: 통산 성적은 결장했던 56경기를 포함하지 않음(30승 3무 23패).

#### 포스트 시즌
| 연도   | 소속              | 경기명                                  | 상대팀            | 성적    |
| ------ | ----------------- | --------------------------------------- | ----------------- | ------- |
| 1987년 | 요미우리          | 일본 시리즈                             | 세이부 라이온스   | 2승 4패 |
| 1999년 | 다이에 소프트뱅크 | 일본 시리즈                             | 주니치 드래건스   | 4승 1패 |
| 2000년 | 다이에 소프트뱅크 | 일본 시리즈                             | 요미우리 자이언츠 | 2승 4패 |
| 2003년 | 다이에 소프트뱅크 | 일본 시리즈                             | 한신 타이거스     | 4승 3패 |
| 2004년 | 다이에 소프트뱅크 | 플레이오프 2스테이지                    | 세이부 라이온스   | 2승 3패 |
| 2005년 | 다이에 소프트뱅크 | 플레이오프 2스테이지                    | 지바 롯데 마린스  | 2승 3패 |
| 2007년 | 다이에 소프트뱅크 | 퍼시픽 리그 클라이맥스 시리즈 1스테이지 | 지바 롯데 마린스  | 1승 2패 |

- 2006년에는 모리와키 감독 대행이 지휘를 맡았기 때문에 제외됨.

#### 월드 베이스볼 클래식
| 연도   | 대회명                     | 팀명            | 성적 |
| ------ | -------------------------- | --------------- | ---- |
| 2006년 | 제1회 월드 베이스볼 클래식 | 일본 국가대표팀 | 우승 |

## 저서
- 《꿈을 쫓아라 - 야구에 걸었던 인생(夢を追え 野球にかけた人生)》 일본 방송 출판 협회, 1993년
- 《호쾌한 야구로 왕도를 가다 - 안녕 교진군(豪快野球で王道を往く さらば巨人軍)》 지쓰교 노 니혼샤, 1995년
- 《오 사다하루 회상(王貞治 回想)》 인간의 기록, 일본 도서 센터, 2000년
- 《야구에 설레며: 오 사다하루, 그의 반생을 얘기하다》 주오코론신샤, 2011년 3월 ISBN 4120042170 ※요미우리 신문에 연재된 ‘시대의 증언자’에서 참조
- 《더 멀리! 나의 이력서(もっと遠くへ ―私の履歴書―)》 니혼케이자이 신문 출판사, 2015년 6월 ※니혼케이자이 신문 조간 최종면(문화면)의 연재 박스 기사인 ‘나의 이력서’ 2015년 1월에 연재된 것을 요약.

### 주해
1. ↑  2010년도 문화공로자 수상자 발표 당시 문부과학성에서 공표한 사진이다.[1]
2. ↑  실제 생년월일은 1940년 5월 10일이다. 자세한 내용은 어린 시절 항목을 참조.
3. ↑  현재의 메이저 리그의 기록은 배리 본즈의 762개이다.
4. ↑  당시엔 중학생이었는데, 오 사다하루의 전기에 따르면 그 야구팀은 사회인 팀이었는데 주위의 어른과 다를 바 없는 체격을 갖고 있다가 정신을 차리지 못했다는 내용이 기술돼 있다.
5. ↑  더욱이 사다하루에게는 와세다 대학 이공학부에 진학시키려고 했다고 한다.[34]
6. ↑  개막전 선발 출장의 센트럴 리그 고졸 신인은 사다하루 외에도 1957년 니혼 대학 제3 고등학교에서 한신에 입단한 나미키 데루오 외야수, 초등학교 4학년 때 사다하루를 동경해서 야구를 시작하여 1988년 PL가쿠엔 고등학교에서 주니치 드래건스에 입단한 다쓰나미 가즈요시 유격수 등 2명이 있다.
7. ↑  다만 정규 시즌에서 최다 삼진을 기록한 적은 한 번도 없었다.
8. ↑  당시 요미우리에서 시즌 최다 홈런은 아오타 노보루의 32개이며, 간단히 30개 이상이 나오리라고는 생각지 않았다.
9. ↑  이 날은 일요일이라 당시 일요일은 더블헤더로 치르는 경우가 많았으며, 1차전은 일몰 경기로 오후 4시 반부터 시작하는 일이 많았다.
10. ↑  이 때의 당사자인 벳쇼와 아라카와는 그 후 1977년부터 1984년까지 후지 TV와 분카 방송의 야구 해설자로서 《프로 야구 뉴스》 등에서 함께 일하게 됐다.
11. ↑  1981년부터 1987년까지는 고라쿠엔 구장, 1998년부터 현재는 도쿄 돔의 1번 게이트는 ‘오 게이트’(王ゲート)라고 불리고 있으며 그 기념물로서 재현되고 있다. 또한 2002년에는 사다하루의 현역 시절 배팅을 재현한 ‘오 사다하루 슈퍼 리얼 피규어’(868개 한정)가 판매되면서 외다리 타법이 재현되고 있다.
12. ↑  NPB 전체적으로는 2001년 터피 로즈, 2002년 알렉스 카브레라와 나란히 공동 2위이다. 일본 국적 선수라면 1963년 노무라 가쓰야, 1985년 오치아이 히로미쓰의 52홈런이 최다 타이 기록이었다(무라카미는 일본 국적).
13. ↑  사다하루가 은퇴한 1980년에 메이저 리그 26개 구단의 연고지 구장의 대부분은 좌익, 우익이 100m를 넘었으며 좌익, 우익이 100m 이하인 구장도 좌우 중간은 115m 이상 등 충분한 외야의 넓이를 가지고 있었다. 이에 비해 고라쿠엔 구장은 좌익, 우익이 실측 87.8m(약 288.1ft), 좌우 중간 110.1m(약 361.1ft)로 좁은 편이며 다른 센트럴 리그의 구장도 거의 비슷한 넓이였다.
14. ↑  당초에는 3년 간 조감독을 맡은 뒤 요미우리를 퇴단할 생각이었지만 구단의 요청에 의해 감독으로 등용되면서 맡게 됐다.
15. ↑  1946년(제2차 세계 대전 후를 기준)부터 2015년까지(미즈하라 감독부터 제2차 하라 감독까지)로 B클래스 경험이 한 번도 없는 요미우리 감독은 미즈하라와 사다하루뿐이다.
16. ↑  그 1년 전이던 1993년에도 네모토로부터 감독직을 맡아달라는 요청이 있었지만 이 때는 갑작스러운 요청이었기 때문에 거절했다.[98]
17. ↑  나가시마 본인은 주변에 조언을 구하고 있는 자신과 그렇지도 않은 사다하루의 대비를 의식하고 있으며, 그 차이는 “사다하루는 아라카와 코치의 직접 타법이 있었으나 자신은 애당초 스승이 없어서 직접적으로 전수받은 기술이 아니었다. 그렇기 때문에 자신부터 주위에 가르침을 청할 수밖에 없었다”라고 말했다(《요미우리 V9 50년째의 진실》 중에서).
18. ↑  그 당시 자신에게 사다하루가 직접 전화를 걸 리가 없다고 생각한 오바나가 “오 씨라고요? 실례합니다만 그런 분은 잘 모르겠는데, 몇 번으로 거신 겁니까”라고 되물었고, 그 질문에 사다하루가 “후쿠오카 다이에 호크스의 감독을 맡고 있는 오 사다하루라고 합니다”라고 정중하게 대답했기 때문에 도리어 오바나가 꼼짝할 수 없었다는 에피소드가 있다.
19. ↑  월드 베이스볼 클래식 일본 대표팀의 감독으로서 이 대회에서 우승한 것에 의해 단체로 수상한 것이다.
20. ↑  단, 일본 프로 야구 공식 출루율의 시즌 기록은 1986년에 오치아이 히로미쓰(롯데)가 기록한 0.487이다(양대 리그에서 최고 출루율을 타이틀로 제정한 1985년 이후가 대상이기 위해서였다).[182]

### 출전
1. ↑  平成22年度　文化功労者 - 문부과학성
2. ↑  “会社概要 | 役員紹介”. 《福岡ソフトバンクホークス 公式サイト》. 후쿠오카 소프트뱅크 호크스. 2025년 2월 22일에 확인함.
3. ↑  “王会長の特別チームアドバイザー就任について”. 《福岡ソフトバンクホークス 公式サイト》 (보도 자료). 후쿠오카 소프트뱅크 호크스. 2021년 10월 29일. 2025년 2월 22일에 확인함.
4. ↑  “組織概要”. 《일본 프로 야구 명구회 공식 홈페이지》. 일본 프로 야구 명구회. 2025년 2월 22일에 확인함.
5. ↑  “9月5日 初の国民栄誉賞、王貞治氏が受賞”. 《니혼케이자이 신문》. 니혼케이자이 신문사. 2018년 9월 4일. 2020년 12월 19일에 확인함.
6. 1 2  “対決で振り返るプロ野球80年史 | 第22回 絶対に一本足打法を手放さなかった62年の巨人・王貞治 vs 打たれまくったセの投手と元の打法に戻そうとした保守派”. 《슈칸 베이스볼 온라인 ONLINE》. 베이스볼 매거진사. 2014년 6월 8일. 2021년 7월 25일에 확인함.
7. ↑  “【永山貞義よもやま話】機略に満ちた新井監督の「囲碁野球」 3世代組み合わせ使う新定石”. 《デイリースポーツonline》. デイリースポーツ(神戸新聞社). 2023년 8월 17일. 2023년 10월 29일에 확인함.
8. ↑  “三井ゴールデングラブ賞 歴代受賞選手”. 《미쓰이 골든 글러브상》. 미쓰이 홍보 위원회. 2021년 2월 17일에 확인함.
9. ↑  “第3回WBC 日本代表コーチ陣”. 《Sponichi Annex》. スポーツニッポン新聞社. 2012년 10월 20일에 원본 문서에서 보존된 문서. 2021년 9월 6일에 확인함.
10. ↑  “プロ野球の王貞治氏、台湾総統から勲章授与される”. 《AFP BB News》 (フランス通信社). 2009년 2월 6일. 2010년 4월 5일에 확인함.
11. 1 2  “馬英九総統が王貞治氏に「二等景星勲章」を授与”. 《台北駐日経済文化代表処》 (中華民国（台湾）外交部). 2009년 2월 6일. 2013년 5월 3일에 원본 문서에서 보존된 문서. 2025년 2월 19일에 확인함.
12. ↑  石原知事定例記者会見録 平成21(2009)年8月28日(金) - 東京都 公式ページ(東京都庁). 2009年9月3日. / 2009年9月25日（金）の放送内容 | 今年度の「東京都名誉都民」 - 東京インフォメーション(TOKYO MX). : 2025年2月22日閲覧。
13. ↑  “王さん「この上ない名誉」墨田区名誉区民”. 《닛칸 스포츠》. 2010년 5월 14일. 2018년 7월 18일에 확인함.
14. ↑  “名誉区民 王 貞治氏”. 《目黒区》. 2011년 2월 15일. 2014년 10월 14일에 확인함.
15. ↑  “王 貞治 氏 (平成16年12月17日選定)”. 《福岡市》. 2008년 2월 7일. 2010년 4월 5일에 확인함.
16. ↑  王貞治氏に宮崎市名誉市民の称号を贈りました - 市広報みやざき 平成21年10月号(宮崎市). / 宮崎市から王会長に名誉市民の称号が贈られました - 福岡ソフトバンクホークス 公式サイト(福岡ソフトバンクホークス). 2009年8月11日. : 2025年2月22日閲覧。
17. ↑  王貞治会長、高雄市名誉市民に フォーカス台湾 2011/08/04
18. ↑  “台北ドーム始球式に王貞治さん、台北市が「名誉市民」証書”. 《台北駐日経済文化代表処》. 台北駐日経済文化代表処. 2023년 12월 4일. 2025년 1월 1일에 확인함.
19. 1 2  入試広報室 (2020년 12월 11일). “『Mind Charging』 第175回 | 王貞治の名言” (PDF). 《正智深谷高等学校 特別コラム》. 正智深谷高等学校. 2025년 2월 22일에 확인함.
20. ↑  오 사다하루 저 《더 멀리! 나의 이력서》, p.12
21. ↑  “王会長の母、１０８歳大往生「息子として誇り」”. 《스포츠 닛폰》. 2018년 9월 21일에 확인함.
22. 1 2 3  すみだ郷土文化資料館. 王貞治の軌跡 僕らが野球少年だった頃 - 墨田区 公式ホームページ(墨田区). 2006년 2월 1일(2025년 2월 22일 확인)
23. ↑  오 사다하루 저 《더 멀리! 나의 이력서》, p.20
24. ↑  오 사다하루 저 《야구에 설레며: 오 사다하루, 그의 반생을 얘기하다》, 2011년, p.11
25. ↑  오 사다하루 저 《더 멀리! 나의 이력서》, p.14
26. ↑  오 사다하루 저 《더 멀리! 나의 이력서》, p.17
27. ↑  오 사다하루 저 《더 멀리! 나의 이력서》, p.25-26
28. ↑  오 사다하루 저 《더 멀리! 나의 이력서》, p.26
29. ↑  자신의 저서인 《더 멀리! 나의 이력서》에서 “얘야, 넌 왜 오른쪽으로 치고 있냐?”라고 기술했다.
30. ↑  【 神回 】夢の対談がまさか実現するとは!! 世界の王貞治がクロマティチャンネルに登場!!（前編）【クロマティも超緊張】 - 유튜브. 크로마티 채널 / Cromartie Channel. 2020년 11월 20일(2020년 11월 23일 확인)
31. ↑  《더 멀리! 나의 이력서》에서 “그럼 다음엔 왼쪽으로 치면 어떻겠냐”라고 말했다.
32. ↑  오 사다하루 저 《더 멀리! 나의 이력서》, p.27
33. ↑  오 사다하루 저 《더 멀리! 나의 이력서》, p.27-28
34. ↑  “「ミスターは特別な存在」“世界のホームラン王”王貞治氏が語った長嶋茂雄氏との関係　「阪神に入る可能性もあった」プロ入り秘話と“一本足打法”誕生のきっかけ”. 《FNNプライムオンライン》. 2025년 3월 18일. 2025년 3월 19일에 확인함.
35. ↑  오 사다하루 저 《더 멀리! 나의 이력서》, p.29
36. 1 2 3 4 5 6  《고교 야구: 열투의 세기》, 더 베스트
37. ↑  《WiLL》, 2013년 2월호, p.285
38. ↑  오 사다하루 저 《더 멀리! 나의 이력서》, p.30
39. ↑  오 사다하루 저 《더 멀리! 나의 이력서》, p.32-34
40. ↑  오 사다하루 저 《더 멀리! 나의 이력서》, p.37-39
41. ↑  오 사다하루 저 《더 멀리! 나의 이력서》, p.46
42. ↑  王貞治が阪神に入っていたら　プロ野球「もしも、もしも・・・の物語」 - 지지 닷컴
43. ↑  《교진군 최강 전설: 나가시마 시게오 vs 오 사다하루》, 1983년 1월 방송에서 본인이 이렇게 말한 적이 있다.
44. ↑  지바 시게루, 《교진군의 사나이들》도쿄 스포츠 신문사(1984년), p.214
45. 1 2  오 사다하루 저 《더 멀리! 나의 이력서》, p.61-62
46. ↑  오 사다하루 저 《더 멀리! 나의 이력서》, p.63-64
47. 1 2  오 사다하루 저 《더 멀리! 나의 이력서》, p.64
48. ↑  오 사다하루 저 《더 멀리! 나의 이력서》, p.65-67
49. 1 2 3 4 5  오 사다하루 저 《야구에 설레며: 오 사다하루, 그의 반생을 얘기하다》, 주오코론신샤, 2011년 3월. ISBN 978-4-12-004217-1
50. ↑  오 사다하루 저 《더 멀리! 나의 이력서》, p.71
51. ↑  荒川博氏逝去　王貞治の一本足を作り上げた異常な練習 - 데일리 신초
52. ↑  오 사다하루 저 《더 멀리! 나의 이력서》, p.73
53. ↑  “王貞治はなぜ二本足ではダメ？　恩師が明かす「王の悪い癖」”. 《뉴스포스트 세븐》. 2016년 9월 13일. 2021년 8월 24일에 확인함.
54. ↑  《오 선수 코치 일지 1962-1969: 외다리 타법 탄생의 비법》, p.16 참조
55. ↑  《오 선수 코치 일지 1962-1969: 외다리 타법 탄생의 비법》, p.6 참조
56. 1 2  《오 선수 코치 일지 1962-1969: 외다리 타법 탄생의 비법》, p.54 참조
57. ↑  우에마에 준이치로 저 《교진군 진영의 베스트 나인》, 가도카와 분코. 덧붙여 곤도 다다유키도 같은 내용을 기술했다.
58. ↑  “荒川博 その2【全4回】 欠点を克服するための努力が生んだ一本足打法 (1)”. 2012년 2월 12일에 원본 문서에서 보존된 문서. 2012년 2월 17일에 확인함.
59. ↑  《스포츠 20세기》, 베이스볼 매거진사, 2000년 7월, p.25
60. ↑  世相風俗観察会 (2009년 3월). 《現代世相風俗史年表：1945-2008》. 河出書房新社. 108쪽. ISBN 9784309225043.
61. ↑  《오 선수 코치 일지 1962-1969: 외다리 타법 탄생의 비법》, p.55 참조
62. ↑  “元巨人打撃コーチの荒川博氏死去王氏に「一本足打法」指導”. 《데일리 스포츠 online》. 2016년 12월 4일. 2022년 8월 17일에 확인함.
63. ↑  荒川博氏逝去　王貞治の一本足を作り上げた異常な練習 - 데일리 신초, 2016년 12월 16일
64. ↑  도모토 아키히코 저 《하가 준이치 검도 유고집: 부전기·일기》, 시마즈 서점, 1999년
65. ↑  《'77 THE BASEBALL MOOK 프로 야구당》 (닛폰 스포츠샤)
66. ↑  “王貞治はなぜ「一本足打法」をやめたのか？／週べ1964年3月9日増大号”. 《슈칸 베이스볼 ONLINE》. 2018년 9월 20일. 2021년 8월 24일에 확인함.
67. ↑  오 사다하루 저 《더 멀리! 나의 이력서》, p.90
68. ↑  《오 선수 코치 일지 1962-1969: 외다리 타법 탄생의 비법》, p.108-109
69. 1 2  오 사다하루 저 《더 멀리! 나의 이력서》, p.91
70. ↑  《오 선수 코치 일지 1962-1969: 외다리 타법 탄생의 비법》, p.114-115
71. 1 2  《WiLL》 2013년 2월호, 오 사다하루 신춘 대담
72. 1 2  “【ヒルマニア】前回東京五輪でも３・２０開幕…王が金田から１５０Ｍ場外弾！ローラースケート場隣のコーヒーショップ屋根に着弾”. 《스포츠 호치》. 2020년 3월 20일. 2020년 3월 20일에 원본 문서에서 보존된 문서. 2020년 3월 20일에 확인함.
73. ↑  박세운 (2022년 10월 4일). “무라카미, 일본인 최다 56홈런 신기록에 '30억' 집 선물 받는다”. 노컷뉴스. 2022년 10월 7일에 확인함.
74. ↑  “ヤクルト・村上　王超え５６号＆最年少三冠王　「引退される３人に勝ちを」最終打席でＷ偉業達成”. 《デイリースポーツ online》. 株式会社デイリースポーツ. 2022년 10월 4일. 2023년 3월 16일에 확인함.
75. ↑  “江夏豊から逆転の3ラン。その時王貞治は泣いていた？【ダンプ辻のキャッチャーはつらいよ】_野球コラム”. 《週刊ベースボールONLINE》. ベースボール・マガジン社. 2021년 5월 27일. 2024년 11월 25일에 확인함.
76. ↑  “【野球】子年のプロ野球 巨人＆オリックスに縁起よし?”. 《デイリースポーツ online》. 2020년 1월 5일. 2022년 6월 22일에 확인함.
77. ↑  《일록 20세기: 1977년》, 고단샤, 1997년 발행
78. ↑  《도쿄 야쿠르트 스왈로스 40년사 1969-2009 제비의 기억》, 베이스볼 매거진사, p.43
79. ↑  “王貞治氏の「努力の碑」”. 《湯島天神公式サイト》. 2024년 9월 8일에 확인함.
80. ↑  青鉛筆
《아사히 신문》 1978년 1월 6일자 조간, 13판, 23면
81. ↑  요미우리 신문 1978년 8월 31일자 1면 ‘王、栄光の800号’, 요미우리 신문 축쇄판 1978년 8월 p1017
82. ↑  요미우리 신문 1979년 9월 23일자 17면 ‘王38号、史上初の2000打点 だが巨人、中日に不覚’, 요미우리 신문 축쇄판 1978년 9월 p839
83. ↑  요미우리 신문 1979년 9월 13일자 17면 ‘王"健在"代打初アーチ’, 요미우리 신문 축쇄판 1979년 9월 p469
84. ↑  요미우리 신문 1980년 4월 6일자 16면 ‘王、千号にも晴れず’, 요미우리 신문 축쇄판 1980년 4월 p206
85. ↑  요미우리 신문 1980년 6월 13일자 17면 ‘王850号、金字塔また高く 金田（広島）から豪快ライナーで’, 요미우리 신문 축쇄판 1980년 6월 p491
86. ↑  요미우리 신문 1980년 10월 13일자 17면 ‘王、19年連続の30号’, 요미우리 신문 축쇄판 1980년 10월 p485
87. 1 2 3  요미우리 신문 1980년 10월 13일자 17면 ‘SBO ボールが見えた！苦しみの末、感触戻し’, 요미우리 신문 축쇄판 1980년 10월 p485
88. 1 2  “王貞治氏、80年の巨人長嶋茂雄監督辞任の舞台裏明かす「実は長嶋さんが辞任発表した場所は…」”. 《日刊スポーツ》. 日刊スポーツ新聞社. 2024년 12월 21일. 2024년 12월 21일에 확인함.
89. ↑  “「厳しさ」と「温かさ」原監督に通ず／藤田元司氏”. 《닛칸 스포츠》. 2019년 5월 29일. 2021년 10월 19일에 확인함.
90. ↑  요미우리 신문 1980년 10월 23일자 17면 ‘"藤田巨人"早くも始動 中村（一軍ピッチング） 国松（二軍監督）氏入閣へ’, 요미우리 신문 축쇄판 1980년 10월 p901
91. ↑  요미우리 신문 1980년 10월 26일자 17면 ‘王『助監督』を快諾’, 요미우리 신문 축쇄판 1980년 10월 p1038
92. ↑  요미우리 신문 1980년 10월 23일자 17면 ‘"来年も現役で"王、重ねて強調’, 요미우리 신문 축쇄판 1980년 10월 p901
93. ↑  곤도 다다유키 저 《은퇴, 그 드라마》, 신초분코
94. ↑  “藤崎台県営野球場　熊本野球の聖地　ＯＮが現役最終戦”. 《니시닛폰 스포츠》. 2016년 12월 26일. 2021년 9월 18일에 확인함.
95. ↑  야스에다 신고 저 《인간·오 사다하루-89 야구혼》(각켄 신서), 각슈켄큐샤, 2009년, p.21
96. ↑  ホークスを最強軍団に変える。根本陸夫が果たした最後の仕事 - sportiva, 2016년 9월 26일
97. ↑  “【話の肖像画】福岡ソフトバンクホークス球団会長・王貞治（７９）（１５）心機一転、福岡へ”. 《산케이 뉴스》. 2020년 1월 17일. 2020년 11월 26일에 확인함.
98. ↑  슈칸 베이스볼 별책, ‘되살아나는 1990년대 프로 야구 EXTRA2 - 퍼시픽 리그편’, 베이스볼 매거진사, 2021년, p.33
99. ↑  “王ダイエー、屈辱の「生卵事件」”. 《닛칸 스포츠》. 2020년 5월 9일. 2020년 7월 12일에 확인함.
100. ↑  “【根本陸夫伝】 王貞治を「ラーメン屋のせがれ」と言い放った男”. 《web Sportiva》. 2015년 6월 21일. 2021년 8월 24일에 확인함.
101. ↑  TBS 《ZONE》, 1999년 10월 28일 방송
102. ↑  バレンティン、本塁打記録は再び“妨害”に遭うのか？“妨害”の歴史と五輪招致への影響 - Business Journal, 2013년 8월 26일 게재, 2020년 6월 4일 확인
103. ↑  “見知らぬ番号から「王貞治です」　イチローの師が受けた“背筋が伸びる”1本の電話”. 《Full-Count》. 2022년 6월 4일. 2023년 3월 3일에 확인함.
104. ↑  2006年 コーチングスタッフ発表[깨진 링크(과거 내용 찾기)] - FBS
105. ↑  ‘王貞治監督を無任所大使に任命’ - Overseas Office Republic Of China (Taiwan)
106. ↑  “ソフトＢ王監督が退任発表「幸せでした」”. 《닛칸 스포츠》. 2008년 9월 23일. 2021년 7월 25일에 확인함.
107. ↑  “ソフトバンクが通算５５００勝プロ野球で巨人に続く”. 《데일리 스포츠 online》. 2022년 6월 1일. 2022년 6월 1일에 확인함.
108. ↑  ‘再来日の覚悟が見えたオーティズの箸使い。’ - Sports Graphic Number
109. ↑  ‘野球普及に強い意欲＝文化功労者の王貞治さん’ - 지지 통신, 2010년 10월 26일
110. ↑  “安藤・三宅氏ら7人に文化勲章 ノーベル賞2氏も”. 《니혼케이자이 신문》. 2010년 10월 26일. 2023년 3월 21일에 확인함.
111. ↑  “東京スカイツリータウンがオープン、初日は22万人”. 《칸코케이자이 신문》. 2012년 5월 26일. 2018년 7월 18일에 확인함.
112. ↑  バレンティン、本塁打記録は再び“妨害”に遭うのか？“妨害”の歴史と五輪招致への影響 - Business Journal, 2013년 8월 26일
113. ↑  “王会長が台湾殿堂入り | 野球コラム”. 《슈칸 베이스볼 ONLINE》. 2015년 1월 22일. 2021년 8월 24일에 확인함.
114. ↑  ‘王会長　台湾殿堂入り’ - 요미우리 신문
115. ↑  ‘ 【巨人】台湾とのＯＢ選抜チャリティー試合に１５―１１で勝利’ - 스포츠 호치, 2016년 11월 20일
116. ↑  台日傳奇球星交手 王貞治金雞獨立打擊再現！－民視新聞 - 유튜브
117. ↑  感動的一刻 #野球部品專門店 #Glants #王貞治 - 유튜브
118. ↑  “ソフトバンク王会長が結婚「これからも２人で充実した日々を」”. 《산케이 스포츠》. 2018년 6월 1일. 2018년 6월 1일에 확인함.
119. ↑  “王貞治特別顧問「僕は野球が国技だと思っている。自国開催で取れうれしい」”. 《닛칸 스포츠》. 2021년 8월 7일. 2021년 8월 11일에 확인함.
120. ↑  “ソフトバンク・王会長が特別チームアドバイザーに就任「もう少し突っ込んだ形で選手たちと話を」”. 《BASEBALL KING》. 2021년 10월 29일. 2022년 3월 13일에 확인함.
121. ↑  “王貞治氏　「打つのは僕だから好きなように打つ」発言の過去”. 《슈칸 포스트》. 2015년 8월 20일. 2021년 9월 21일에 확인함.
122. ↑  곤도 다다유키 저 《이렇게 하면 사람은 움직인다 - 프로 야구 명감독의 용병술》, 도큐 에이전시, 1985년 12월. ISBN 9784924664111
123. ↑  《프로야구 기인변인열전》 명구회에서는 이색 인격자 - 오 사다하루, ISBN-10:4908170002, ISBN-13:978-4908170003
124. ↑  “ノムさんノリ酷評「野球選手じゃない」”. 《デイリースポーツ》. 2014년 5월 18일. 2022년 8월 31일에 확인함.
125. ↑  “最強助っ人レロン・リーが語る落合博満“40年来ずっと忘れられない姿”「勝者は嫌われがち」「私がいなければ打点王は無理だったでしょ（笑）」。”. 《Sports Graphic Number》. 2025년 5월 6일. 2025년 5월 6일에 확인함.
126. ↑  “「王はこうやって攻めるんだ」。野村克也がオールスターで見せた意地”. 《슈칸 베이스볼 ONLINE》. 2018년 7월 7일. 2021년 11월 9일에 원본 문서에서 보존된 문서. 2021년 11월 9일에 확인함.
127. ↑  “王 貞治、長嶋茂雄、田中将大、大谷翔平……球界のレジェンド・野村克也が『パワプロ』各選手＆自身の能力データをボヤキながら分析してみた”. 《電ファミニコゲーマー》. 2018년 9월 28일. 2021년 2월 27일에 원본 문서에서 보존된 문서. 2021년 11월 9일에 확인함.
128. ↑  元巨人・クロマティ氏が選ぶ日本人打者歴代トップ１０(2/3ページ) - iZa, 2019년 1월 18일
129. ↑  “王氏は門限破りのために窓を改造!?　長嶋氏は川上監督激怒にどこ吹く風で「激励された」　2人をバックに投げ続け通算203勝・堀内恒夫氏が語る“ON”逸話”. 《FNS》. 2025년 2월 4일. 2025년 2월 8일에 확인함.
130. ↑  “川上哲治氏お別れの会 王氏、教わった「野球人の心構え」”. 《スポニチ Sponichi Annex》. 2013년 12월 3일. 2021년 8월 24일에 확인함.
131. ↑  《WiLL》 2013년 2월호, 오 사다하루 신춘 대담에서
132. ↑  王貞治が、846号ホームランを打ったバットをプレゼントした人物とは？ - ガジェット通信, 2015년 2월 4일
133. ↑  王貞治が868号を打った時のバットは徳光家で保管されている？ - 리얼라이브, 2018년 2월 2일
134. ↑  12位：ホームラン地蔵 보관됨 2012-10-29 - 웨이백 머신 - 《出没!アド街ック天国》(TV 도쿄), 2006년 11월 25일 방송
135. ↑  王貞治氏が中田翔にアドバイス「4番は三振しても知らん顔を」 - 라이브도어 뉴스
136. ↑  “伝説の“荒川道場”どこでも再現!?　素振り練習用ポータブル畳をメーカーが開発”. 《デイリースポーツ online》. 株式会社デイリースポーツ. 2022년 4월 20일. 2023년 2월 15일에 확인함.
137. ↑  《Sports graphic Number》 제770호, p.74
138. ↑  “沿道を沸かせた往年の名選手たち／箱根駅伝写真館”. 《日刊スポーツ》. 2017년 12월 29일. 2018년 6월 12일에 확인함. ページ前半、『1975年 王貞治』欄参照
139. ↑  틀:Cite web ja
140. ↑  “アーカイブ（写真）～箱根駅伝”. 《報知新聞（スポーツ報知）》. 1987년 1월 2일. 2018년 6월 11일에 원본 문서에서 보존된 문서. 2018년 6월 12일에 확인함.
141. ↑  편집위원 시미즈 미쓰루 (2008년 12월 26일). “【王家の教え】（上）王貞治さんの信念「私は疑うことなく日本人」（1/3ページ）”. 《MSN 산케이 뉴스》 (産業経済新聞社). 2009년 2월 12일에 원본 문서에서 보존된 문서. 2010년 2월 21일에 확인함.
142. ↑  편집위원 시미즈 미쓰루 (2008년 12월 26일). “【王家の教え】（上）王貞治さんの信念「私は疑うことなく日本人」（2/3ページ）”. 《MSN 산케이 뉴스》 (産業経済新聞社). 2009년 2월 11일에 원본 문서에서 보존된 문서. 2010년 2월 21일에 확인함.
143. ↑  편집위원 시미즈 미쓰루 (2008년 12월 26일). “【王家の教え】（上）王貞治さんの信念「私は疑うことなく日本人」（3/3ページ）”. 《MSN 산케이 뉴스》 (産業経済新聞社). 2009년 2월 11일에 원본 문서에서 보존된 문서. 2010년 2월 21일에 확인함.
144. ↑  ‘"最強の阪神"を粉砕した陰の男 吉田増蔵の伝説をたずねて’, 분게이슌주 Number 129, p.86
145. ↑  王さん悼む「技極めた人」 - 닛칸 스포츠, 2013년 1월 20일
146. ↑  大相撲酒豪番付2014年東銀座場所　- 지지 닷컴(지지 통신사)
147. ↑  大鵬さん通夜で別れの言葉 王さん悲痛「天は無情です」 보관됨 2015-09-24 - 웨이백 머신 - 스포츠 닛폰, 2013년 1월 31일
148. ↑  青木功 - 世界の王さんあっての私 - 도요케이자이, 2009년 8월 4일
149. ↑  “「レジェンド・チャリティプロアマ」開催のお知らせ”. 《일본 프로 골프 협회》. 2010년 4월 12일. 2022년 9월 27일에 원본 문서에서 보존된 문서. 2022년 3월 14일에 확인함.
150. ↑  “170420 王貞治 世界青少年野球推進財団幹事長と懇談”. 《하야시 모토오 사무소》. 2017년 4월 20일. 2018년 1월 10일에 확인함.
151. ↑  ‘다마키 마사유키 네트워크’ 칼럼 - ‘‘일본 축구 청춘 시대’ 마지막 투쟁’, 해설은 가마모토 구니시게가 맡았다.
152. ↑  아사히 신문, 1993년 5월 16일자 조간, p.19
153. ↑  ‘悲劇の礎あっての巨塔　東京大空襲被災　王さんの願い’, 도쿄 신문(TOKYO Web), 2011년 3월 10일
154. ↑  “王貞治さんの母・登美さん死去…108歳”. 《YOMIURI ONLINE》 (요미우리 신문). 2010년 8월 17일. 2010년 8월 18일에 원본 문서에서 보존된 문서. 2010년 8월 17일에 확인함.
155. ↑  “ダイエー、王夫人遺骨で300万円要求される”. 《日刊スポーツ（西部日刊スポーツ）》. 2003년 12월 23일. 2004년 2월 23일에 원본 문서에서 보존된 문서. 2018년 6월 12일에 확인함. ※현재는 인터넷 아카이브내에 남아있다.
156. ↑  篁五郎 (2016년 8월 2일). “王貞治夫人の遺骨盗難事件 遺骨は今どこへ？”. 《エキサイトニュース（90s チョベリー）》. 2018년 6월 12일에 확인함.
157. ↑  “【ソフトバンク】78歳・王会長が再婚 同居10年目、男の「けじめ」”. 《報知新聞（スポーツ報知）》. 2018년 6월 2일. 2018년 6월 12일에 확인함.
158. ↑  “ソフトB王会長78歳で再婚 一般女性と先月末入籍「10年来、生活を共に」”. 《西日本スポーツ》. 2018년 6월 1일. 2018년 6월 1일에 원본 문서에서 보존된 문서. 2018년 6월 12일에 확인함.
159. ↑  “王貞治氏の再婚、当初は反対あったが成立に至るまで”. 《NEWSポストセブン》. 2018년 6월 7일. 2018년 6월 12일에 확인함.
160. ↑  “ヤクルト・村上宗隆　世界の王、イチローも超える“連続ＭＶＰ”への期待”. 《デイリースポーツ》. 2022년 7월 25일. 2022년 9월 30일에 확인함.
161. 1 2  “2008年 日本プロスポーツ大賞発表!!”. 《일본 프로 스포츠 대상》. 공익재단법인 일본 프로 스포츠 협회. 2017년 5월 19일에 원본 문서에서 보존된 문서. 2017년 11월 25일에 확인함.
162. ↑  顕彰状 - 와세다 대학 홈페이지(2011년 4월 1일)
163. ↑  “王監督に台湾の勲章／「受賞は面はゆい」”. 《SHIKOKU NEWS》 (四国新聞社). 2001년 8월 2일. 2025년 2월 19일에 확인함.
164. ↑  “大関魁皇関に対する県民栄誉賞贈呈について” (PDF). 《후쿠오카현 신사회추진부 현민문화스포츠과》. 2017년 9월 8일에 원본 문서 (PDF)에서 보존된 문서. 2017년 9월 8일에 확인함.
165. ↑  “福岡市スポーツ栄誉賞”. 《후쿠오카시 건강 만들기 스포츠 사이트》. 후쿠오카시. 2017년 9월 8일에 원본 문서에서 보존된 문서. 2017년 9월 8일에 확인함.
166. ↑  “福岡ソフトバンクホークス王貞治前監督に県民栄誉賞を贈呈！～｢県民の誇り｣偉大な功績を称えます～”. 《전국지사회》. 2017년 9월 8일에 확인함.
167. ↑  石原知事定例記者会見録 平成21(2009)年8月28日(金) - 東京都 公式ページ(東京都庁). 2009年9月3日. / 2009年9月25日（金）の放送内容 | 今年度の「東京都名誉都民」 - 東京インフォメーション(TOKYO MX). : 2025年2月19日閲覧。
168. ↑  “プロ野球の王貞治氏、台湾総統から勲章授与される”. 《AFP BB News》 (フランス通信社). 2009년 2월 6일. 2025년 2월 19일에 확인함.
169. ↑  2011年度9月卒業式 王貞治氏にスポーツ功労者表彰 - 와세다 대학 공식 홈페이지, 2011년 9월 17일. 보관됨 2014-03-12 - 웨이백 머신
170. ↑  “王貞治氏「今日の賞は一番うれしい」日本スポーツ学会大賞表彰式に出席「世界少年野球大会」推進”. 《日刊スポーツ》. 2025년 1월 25일. 2025년 1월 25일에 확인함.
171. ↑  “王記念グラウンドが落成／出身の早実高が開設”. 《SHIKOKU NEWS》 (四国新聞社). 2004년 7월 8일. 2025년 2월 19일에 확인함.
172. ↑  小惑星「王貞治」が誕生 天文学者の思い - 日テレNEWS(日本テレビ). 2016年2月26日. / 九州大学、夜空に輝く小惑星“王貞治”誕生 - 大学ジャーナルONLINE(ユニバースケープ株式会社). 2016年3月12日. : 2025年2月18日閲覧。
173. 1 2 3  “【データ】村上宗隆プロ野球新５打席連続本塁打　20人「打数」と13人「打席」の両方を更新”. 《日刊スポーツ》. 2022년 8월 2일. 2023년 1월 13일에 확인함.
174. ↑  “真っ向勝負の江川から7試合連続本塁打を放ったバース／プロ野球仰天伝説198”. 《週刊ベースボールONLINE》. 2018년 7월 9일. 2023년 1월 13일에 확인함.
175. ↑  “記録１９”. 《www2.plala.or.jp》. 2019년 3월 31일에 확인함.
176. ↑  “西武・秋山　王会長、イチロー、ゴジラ超える　初の２年連続フルイニング＆首位打者”. 《니시닛폰 스포츠》. 2018년 1월 14일. 2022년 1월 23일에 확인함.
177. ↑  요시노 스구루 저 《プロ野球　名選手列伝　驚きの記録を残したツワモノたち。》, 2008년 6월 15일(33, 34쪽)
178. ↑  “荒川博氏　王貞治氏に4割を打たせられなかったと今も悔やむ”. 《뉴스 포스트 세븐》. 2015년 8월 18일. 2020년 6월 22일에 확인함.
179. ↑  “落合博満のホームラン論その1｢全打席でバックスクリーンだけを狙っていた｣”. 《Yahoo! 뉴스》. 2020년 6월 1일. 2021년 10월 27일에 원본 문서에서 보존된 문서. 2021년 10월 15일에 확인함.
180. ↑  “名手・篠塚を救った王貞治の一言「なに、ちびってんだ」でイップス解消”. 《デイリースポーツ online》. 2022년 9월 5일. 2022년 9월 5일에 확인함.
181. ↑  “珍しい！本塁打王の王貞治氏が守備語る”. 《デイリースポーツ online》. 2015년 4월 12일. 2022년 7월 26일에 확인함.
182. ↑  “歴代最高記録 出塁率 【シーズン記録】”. 《일본 야구 기구》. 2021년 7월 25일에 확인함.

## 같이 보기
- 재일 대만인
- 재일 중국인
- 이승엽